# Pinyin
Con il termine pīnyīn (拼音, letteralmente "trascrivere-suoni") ci si riferisce generalmente allo Hànyǔ Pīnyīn (汉语拼音S, lett. "trascrizione di suoni di lingua cinese"), che è un sistema per trascrivere in alfabeto latino la pronuncia del cinese moderno.

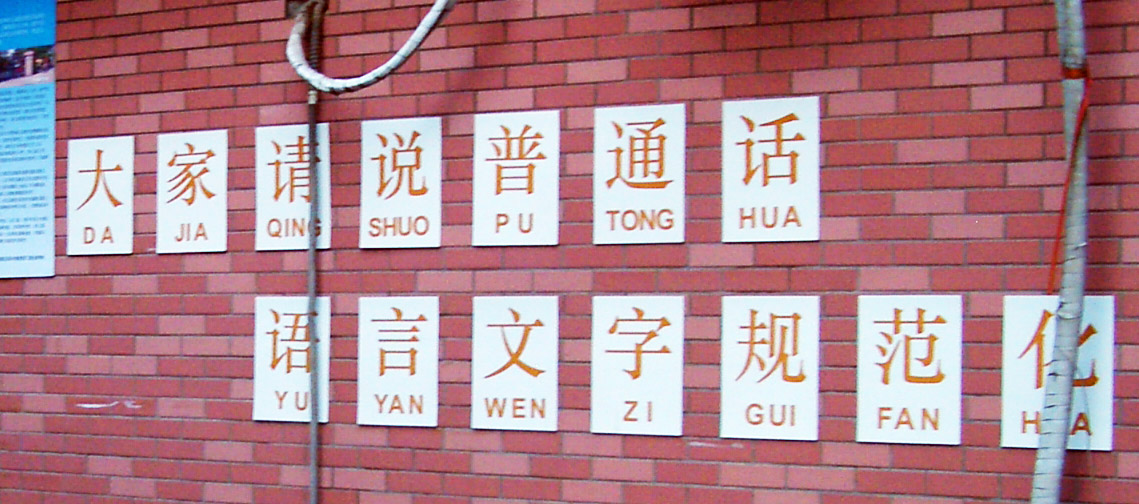
Esempio di trascrizione pinyin di alcuni caratteri della scrittura cinese in una scuola di Shanghai

Il pinyin è più precisamente un sistema di romanizzazione, ovvero una trascrizione in caratteri latini che include una notazione fonetica. Usando sillabe composte da lettere latine, dotate di alcuni segni diacritici per rappresentare i toni (声调) con cui pronunciare le sillabe stesse, il pinyin fornisce una rappresentazione scritta della pronuncia del cinese moderno. Con questo termine ci si riferisce al cinese mandarino (普通话, Pǔtōnghuà, letteralmente "Parlata Comune"), la lingua ufficiale della Repubblica Popolare Cinese (中华人民共和国) e di Taiwan (臺灣).
Il pinyin è stato riconosciuto come standard internazionale (ISO). È il sistema di trascrizione ufficiale adottato dalla Repubblica Popolare Cinese, da Singapore e Taiwan.
In ambito internazionale il pinyin è usato per traslitterare nomi e parole cinesi sulla carta stampata e su Internet essendosi ormai affermato come standard internazionale (e nell'uso della Cina stessa), con l'abbandono del sistema Wade-Giles basato sulla fonetica inglese, oltre a essere impiegato nell'insegnamento della lingua cinese e a costituire un metodo di input assai diffuso per digitare caratteri cinesi servendosi della tastiera di un computer.

## Storia
L'idea della necessità di un rinnovamento linguistico per la Cina ha origini tracciabili all'inizio dell'era repubblicana; inizialmente promossa nell'ambito del Movimento democratico borghese, fu fatta propria anche da alcune delle figure coinvolte nel movimento del 4 maggio 1919 nell'Università di Pechino (北京大学). Prima di tale data era già stata creata una commissione per la riforma della lingua, e nei due decenni successivi sono documentati alcuni tentativi di elaborare un alfabeto fonetico per il cinese, che però non portarono a successi tangibili.
Dopo la presa del potere da parte delle forze comuniste in Cina, nel 1949 si dette l'avvio ai lavori per una riforma della scrittura (quella all'origine del sistema di scrittura semplificato). Nei due decenni precedenti erano già stati fatti dei tentativi di elaborazione di un alfabeto fonetico del cinese basandosi su differenti sistemi di scrittura, come i caratteri cinesi stessi e l'alfabeto cirillico. La scelta finale cadde sull'alfabeto latino, che nella sua prima versione venne adottato dalla Commissione sulla Riforma della Lingua già nel 1956, per poi venire rivisto e adottato ufficialmente come alfabeto fonetico per il cinese l'11 febbraio 1958 nel corso della quinta sessione plenaria del primo Congresso nazionale del popolo. Una delle figure prominenti nello sviluppo del pinyin fu Zhou Youguang (周有光), che è spesso chiamato "il padre del pinyin". Le esigenze politiche che determinarono la necessità di creare un alfabeto fonetico per il cinese sono ben espresse da un discorso di Zhou Enlai del 10 gennaio 1958. Egli affermava come lo scopo primario del pinyin fosse facilitare la diffusione in Cina della lingua comune.
Concepito inizialmente come uno strumento atto soltanto a facilitare l'apprendimento della lingua cinese negli adulti e nei bambini, il pinyin venne largamente sperimentato nell'ambito dell'istruzione primaria, per poi venire introdotto nelle scuole elementari e impiegato in campagne di alfabetizzazione della popolazione adulta, sino a diffondersi ampiamente nel resto del paese a partire dagli anni 70. La sua diffusione si estese all'ambito dell'industria, del commercio, e degli studi culturali. Come strumento di educazione degli scolari cinesi alla fonetica della propria lingua, il pinyin si sostituì al Bopomofo (注音符号). Nel 1979 la Repubblica Popolare lo promosse a standard ufficiale per le trascrizioni di caratteri cinesi in alfabeto latino. In ambito nazionale e internazionale, esso si impose gradualmente al di sopra dei sistemi di trascrizione e traslitterazione precedentemente utilizzati, tra i più diffusi dei quali si trovava il Wade-Giles di matrice anglosassone (elaborato nel 1859 e modificato nel 1912) e il Gwoyeu Romatzyh. Nel 1982 la diffusione del pinyin a livello mondiale venne confermata dalla sua adozione da parte della Organizzazione Internazionale per le Standardizzazioni (ISO) come standard per la romanizzazione della lingua cinese moderna. Standard che viene regolarmente rivisto e aggiornato dall'ISO (una prima volta nel 1991, e una seconda volta nel 2014).
Negli anni di adozione e diffusione del pinyin da parte della Cina Popolare, a Taiwan si preferiva ancora servirsi della romanizzazione Wade-Giles. Sempre a Taiwan, tra il 1999 e il 2000 fece la sua comparsa il tongyong pinyin (通用拼音): si trattava di un sistema di trascrizione della pronuncia che assorbiva elementi provenienti tanto dallo hanyu pinyin che dal Wade-Giles, e che nelle intenzioni avrebbe dovuto essere un'alternativa all'hanyu pinyin. Adottato come standard ufficiale dal governo di Taiwan, dopo un periodo di poco più di cinque anni (dal 2002 al 2008) venne ufficialmente accantonato. Dal 1º gennaio 2009 anche Taiwan ha adottato lo hanyu pinyin come standard ufficiale per la trascrizione della lingua cinese, sebbene il pinyin non venga ancora adottato per l'insegnamento del cinese nelle scuole sull'isola.
Il pinyin è correntemente impiegato dalla Biblioteca statunitense del Congresso (Library of Congress) degli USA, dall'Associazione delle biblioteche statunitensi (The American Library Association) e dalla maggioranza delle istituzioni internazionali come il sistema di trascrizione per il cinese. Esso è ancora uno dei metodi più diffusi per digitare al computer i caratteri cinesi, insieme ad altri software come il metodo di input cangjie (仓颉) o l'alfabeto taiwanese, detto zhuyin.
Sistemi simili al pinyin sono stati progettati per operare la trascrizione di vari dialetti e linguaggi di minoranze non han nella Cina contemporanea. Si calcola che dalla sua introduzione, oltre un miliardo di cinesi abbiano imparato la lingua cinese impiegando il pinyin.

## L'alfabeto

### Classificazione delle consonanti e semivocali
I suoni del Putonghua vengono segnalati mediante 26 lettere latine costituenti l'alfabeto (拼音字母 pīnyīn zìmǔ, "alfabeto pinyin"). Si dividono in iniziali e finali. Le iniziali si dividono a loro volta in consonanti e semivocali. La classificazione, usando le lettere del pinyin (per la pronuncia in AFI, vedi avanti) e includendo pure le assimilazioni in determinati gruppi, le due nasali finali e la <Èrhuà> 儿化 è la seguente:
| CONSONANTI 声母 shēngmǔ  | Bilabiali   | Labiodentali | Alveolari | Dentali | Retroflesse | Palatali | Velari |
| Occlusive non aspirate   | b           |              | d         |         |             |          | g      |
| Occlusive sorde aspirate | p           |              | t         |         |             |          | k      |
| Nasali sonore            | m; [n(b-p)] | [m(f)]       | n; -n     |         | [n(zh-ch)]  | [n(j-q)] | -ng    |
| Affricate non aspirate   |             |              |           | z       | zh          | j        |        |
| Affricate sorde aspirate |             |              |           | c       | ch          | q        |        |
| Fricative sorde          |             | f            |           | s       | sh          | x        | h      |
| Fricative sonore         |             |              |           |         | r-          |          |        |
| Monovibrante ("flap")    |             |              |           |         | <-r>        |          |        |
| Laterali sonore          |             |              | l         |         |             |          |        |

| SEMIVOCALE 半元音 bànyuányīn | Bilabiale | Labiodentale | Alveolare | Dentale | Retroflessa | Palatale | Velare |
| Sonora                       | w; -u-    |              |           |         |             | y; -i-   |        |

Le vocali del pinyin si ordinano così: a, o, e, i, u, ü. In genere, il tono si pone sulla vocale che viene prima nell'ordine indicato. Liù (六, sei) è una piccola eccezione, perché la pronuncia è /'ljou/, visto che la o precede la u, si segna la òu (contratta in ù).

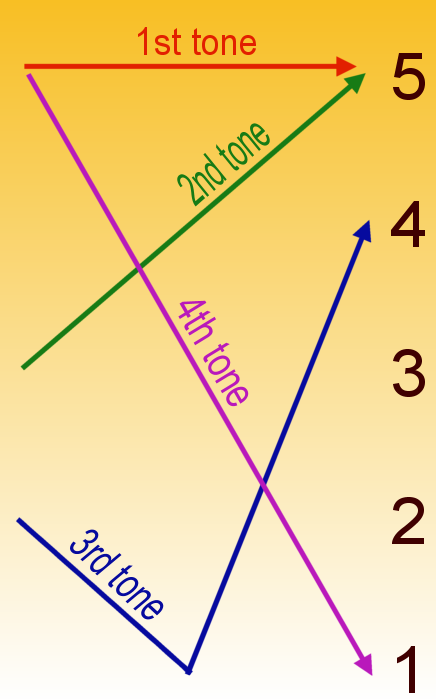
Rappresentazione dell'andamento vocale dei toni

## Toni e sandhi tonale

### Toni e sandhi tonale generale
Il cinese è una lingua tonale. I toni (声调 shēngdiào) si segnano con accenti grafici sopra una vocale non mediana (o con numeri da 1 a 4 appena dopo la sillaba). I toni poi possiedono la caratteristica di trasformarsi in presenza di alcuni particolari raggruppamenti. Il fenomeno di trasformazione si chiama sandhi tonale (连续变调 Liánxù biàndiào).
Avvengono anche con due sillabe molto usate nel cinese mandarino, Bù (no, non)  不 e  Yī  (uno/a, un)  一 . Infine, si può sentire con il raddoppio degli aggettivi monosillabici per dargli un tono più vivace e forte. Solo in questi tre casi l'accento si modifica anche in latinizzazione/romanizzazione (拉丁化).
Il sandhi è spiegato nella tabella (per la pronuncia precisa delle vocali e consonanti, vedi più avanti).
Una sillaba, in base all'intonazione di voce con cui è pronunciata, ha almeno cinque significati differenti. Comunque, di una sillaba non sempre esistono delle versioni con tutti e cinque i toni.
Prima di capire come si pronunciano i toni, è necessario dividere la propria tessitura vocale in tre altezze senza forzare la voce: massima, media e bassa.
| Tono 声调 Shēngdiào        | Latinizzazione col pinyin 拼音 拉丁化 Pīnyīn lādīnghuà | Pronuncia ed esempi 发音以及例子 Fāyīn yǐjí lìzi |
| -------------------------- | ------------------------------------------------------ | --- |
| 1° tono (第)一声 Yì shēng  | ā ō ē ī ū ǖ                                            | Altezza massima, lungo. Nella parlata lenta e scandita, si sente molto bene, altrimenti la durata è più breve ma si sente che l'intonazione della vocale è acuta. Esempi: 拼音 西安 冰 爹 他 贴 / 今天 听 拉 该 / 擦 参观 青 金 先 悲哀 风 都 西瓜 哭 三 周一 周三 糟糕 pīnyīn Xī'ān bīng diē tā tiē / jīntiān tīng lā gāi / cā cānguān qīng jīn xiān bēi'āi fēng dōu xīguā kū sān zhōuyī zhōusān zāogāo 增加 虽说 餐厅 车 / 欧洲 妈 八 发 家 杀 哈 / 高 开 丢 山 鸡 几乎 江 双 喝 新疆 区 干巴巴 zēngjiā suīshuō cāntīng chē / Ōuzhōu mā bā fā jiā shā hā / gāo kāi diū shān jī jīhū jiāng shuāng hē Xīnjiāng qū gānbābā 将 西方 心 非 咖啡 多 跟 刚刚 / 光 黑 真 抓 抽 出 吹 春天 秋天 冬天 扔 穿 星期一 jiāng xīfāng xīn fēi kāfēi duō gēn gānggāng / guāng hēi zhēn zhuā chōu chū chuī chūntiān qiūtiān dōngtiān rēng chuān xīngqīyī |
| 2° tono (第)二声 Èr shēng  | á ó é í ú ǘ                                            | Da altezza media, ascende ad alta. Esempi: 拔毛 别 白 成为 陈平 麻 / 人民 学习 读 谈 尼 年 您 人 全 足 bámáo bié bái chéngwéi Chén Píng má / rénmín xuéxí dú tán ní nián nín rén quán zú 男人 连 零 回来 和平 / 没 才 茶 豺狼 桥 钱 行 穷 河南 及时 时时 nánrén lián líng huílái hépíng / méi cái chá cháiláng qiáo qián xíng qióng Hénán jíshí shíshí 甭 门 糖食 疼 团 / 能 龙 层 隋朝 唐朝 明朝 从 常常 谁 难 Béng mén tángshí téng tuán / néng lóng céng Suícháo Tángcháo Míngcháo cóng chángcháng shéi nán |
| 3° tono (第)三声 Sān shēng | ǎ ǒ ě ǐ ǔ ǚ                                            | Se a fine frase o prima di una virgola (e quindi di una pausa), [3°。] [3°，] [3°、] si sente completamente: da altezza bassa, discende e poi ascendente ad altezza quasi massima: è quindi diviso in due fasi. Nella parlata lenta e scandita, si sente molto bene, altrimenti il tutto si esegue rapidamente, senza rallentare e incagliarsi nell'interstizio tra le due fasi. Una successione di due terzi toni [3°-3°] si trasforma solo foneticamente in [2°-3°]. Alcuni esempi: 小马 母马 老李 可以 语法 很好 挺好 / 水果 果品 也许 小姐 米酒 死者 乳齿 水母 xiǎomǎ mǔmǎ Lǎo Lǐ kěyǐ yǔfǎ hěn hǎo tǐng hǎo / shuǐguǒ guǒpǐn yěxǔ xiǎojiě mǐjiǔ sǐzhě rǔchǐ shuǐmǔ 所以 找找 等等 打扰 打死 补语 耳朵 / 解码 理解 讲解 母语 狗屎 以免 水鸟 suǒyǐ zhǎozhǎo děngděng dǎrǎo dǎsǐ bǔyǔ ěrduǒ / jiěmǎ lǐjiě jiǎngjiě mǔyǔ gǒushǐ yǐmiǎn shuǐniǎo 湖北省 古语 犬齿 警犬 / 母犬 母狗 母乳 搞好 搞鬼 海口 产品 蒙古 水塔 Húběi Shěng Héběi Shěng gǔyǔ quǎnchǐ jǐngquǎn / mǔquǎn mǔgǒu mǔrǔ gǎohǎo gǎoguǐ hǎikǒu chǎnpǐn Měnggǔ shuǐtǎ 河北省 主语 短语 俚语 手语 好歹 / 雨伞 躲雨 好感 好友 只好 美好 了解 铁板 Héběi Shěng zhǔyǔ duǎnyǔ lǐyǔ shǒuyǔ hǎodǎi / yǔsǎn duǒyǔ hǎogǎn hǎoyǒu zhǐhǎo měihǎo liǎojiě tiěbǎn 解体 瓦解 解渴 美女 水管 偶尔 礼品 / 奖品 补品 米粉 口语 口水 远古 水产 仅仅 好酒 好久 jiětǐ wǎjiě jiěkě měinǚ shuǐguǎn ǒu'ěr lǐpǐn / jiǎngpǐn bǔpǐn mǐfěn kǒuyǔ kǒushuǐ yuǎngǔ shuǐchǎn jǐnjǐn hǎo jiǔ hǎojiǔ 九百 五百 港口 改口 井口 手掌 手纸 / 手指 手表 笔者 老鼠 老虎 古典 水井 jiǔbǎi wǔbǎi gǎngkǒu gǎikǒu jǐngkǒu shǒuzhǎng shǒuzhǐ \| shǒuzhǐ shǒubiǎo bǐzhě lǎoshǔ lǎohǔ gǔdiǎn shuǐjǐng 打扫 好死 写法 笔法 想法 酒鬼 / 老板 古老 老子 老舍 小雨 美满 野草 骨粉 打鼓 水土 美女 Dǎsǎo hǎosǐ xiěfǎ bǐfǎ xiǎngfǎ jiǔguǐ / lǎobǎn gǔlǎo Lǎozǐ Lǎo Shě xiǎoyǔ měimǎn yěcǎo gǔfěn dǎgǔ shuǐtǔ měinǚ Il terzo tono, affiancato ad un altro tono [3°-1°] [3°-2°] [3°-4°], si dimezza: per rapidità, si pronuncia solo il primo pezzo discendente, partendo da un'intonazione bassa. Solo tre fra i tanti esempi sono: 马上 以来 紧张 mǎshàng yǐlái jǐnzhāng Se ci sono più terzi toni di fila [3°-3°-3°-...-3°] tutti tranne l'ultimo mutano secondo la regola [2°-2°-2°-...-3°] a meno che, in casi più rari, si vuole dare enfasi ad una sillaba in particolare: allora quest'ultima si pronuncia con tutto il terzo tono. Due esempi sono: 我也很好。 小李请老马把两匹好马买了。 Wǒ yě hěn hǎo. Xiǎo Lǐ qǐng Lǎo Mǎ bǎ liǎng pǐ hǎo mǎ mǎi le. |
| 4° tono (第)四声 Sì shēng  | à ò è ì ù ǜ                                            | Da altezza massima, discendente rapidamente ad altezza bassa. Con più quarti toni di fila [4°-...-4°], per comodità i primi si interrompono a metà e solo l'ultimo è il più enfatico, forte e finisce nel registro di voce basso. Esempi: 办事 用作 看作 叫做 看见 办到 / 记住 再见 但是 动物 但愿 正确 却是 bànshì yòngzuò kànzuò jiàozuò kànjiàn bàndào / jìzhù zàijiàn dànshì dòngwù dànyuàn zhèngquè quèshì 进去 做饭 现在 过去 散步 / 放在 破碎 弄破 力气 浪费 见外 最后 顺利 jìnqù zuò fàn xiànzài guòqù sànbù / fàngzài pòsuì nòngpò lìqì làngfèi jiànwài zuìhòu shùnlì Infine, il mezzo terzo tono si distingue chiaramente dal quarto perché quest'ultimo parte dall'altezza massima, mentre il mezzo terzo tono parte da un'intonazione già piuttosto bassa e ha una risalita appena percepibile. |
| 5° tono 轻声 Qīng shēng    | a o e i u ü                                            | Neutro: si appoggia all'intonazione della sillaba precedente. Quindi, il timbro sarà acuto dopo tutti i toni tranne il quarto, che di fatto finisce con un timbro grave. Nell'accento taiwanese, si evita il tono neutro, quindi se una sillaba col quinto tono ha una versione col tono, si può sentire come tonale. Si elencano alcune tipiche parole con il tono neutro in fondo: 谢谢 客气 咱们 老师们 这里 关系 / 休息 朋友 例子 桌子 椅子 鼻子 Xièxie kèqi zánmen lǎoshīmen zhèli guānxi / xiūxi péngyou lìzi zhuōzi yǐzi bízi 好着呢 你呢？ 他呢？ 去过 办了/ 破啦 拿着 我的 / 你的吗？ 你在吗？办不了 Hǎozhene nǐ ne? tā ne? qù guo bàn le / pò la ná zhe wǒ de / nǐ de ne? Nǐ zài ma? Bàn buliǎo |

Per maggiore velocità nell'uso del computer è convenzione comune indicare il numero corrispondente al tono dopo ogni sillaba. Ad esempio, con il sistema cifra-tono, la sillaba "Tóng" ( 同 ) avente intonazione crescente si può scrivere "Tong2" perché ha il secondo tono. il mezzo terzo tono e il mezzo quarto tono restano scritti con "3" e "4" per non sovraccaricare il sistema tonale di segni e numeri. Nel sandhi tonale col terzo tono che muta in secondo (es. 很好 hen3 hao3), se si mantiene il numero "3" per indicare il tono originario della sillaba c'è meno possibilità di commettere errori durante la fase di apprendimento. Inoltre si rispecchia in pieno il pinyin, che non segnala il sandhi tonale col terzo tono. Il tono neutro/leggero (o "quinto tono") si può indicare con uno 0, un 5 o non indicare. Se non si indica però si crea l'ambiguità tale per cui si potrebbe pensare che c'è una dimenticanza. In conclusione, quando avviene il sandhi tonale o si incontra il quinto tono, per una corretta lettura in pinyin/sistema tono-cifra bisogna vedere in che contesto si trova.

### Sandhi tonale di bù 不
La sillaba 不 ha di per sé il quarto tono discendente, ma si modifica se davanti ad una qualsiasi sillaba avente 4°: la negazione cambia in 2° tono crescente e la regola vuole che avvenga anche un cambiamento a livello ortografico in trascrizione, anche se non sempre avviene. Siccome si segnala in pinyin, anche nel sistema di corrispondenza cifra-tono si può indicare.
Per interiorizzare questa regola astratta, si offre una tavola molto esaustiva di tipici esempi concreti da leggere.
| Hanzi 汉字   | Hanyu pinyin 汉语拼音 e sandhi tonale 连续变调 |
| ------------ | ---------------------------------------------- |
| 不是         | bú shì                                         |
| 不看         | bú kàn                                         |
| 不对         | bú duì                                         |
| 不但         | bú dàn                                         |
| 不大         | bú dà                                          |
| 不太         | bú tài                                         |
| 不饿         | bú è                                           |
| 不要         | bú yào                                         |
| 不在         | bú zài                                         |
| 不做         | bú zuò                                         |
| 不作         | bú zuò                                         |
| 不见了       | bú jiàn le                                     |
| 不用         | bú yòng                                        |
| 不特别       | bú tèbié                                       |
| 不会         | bú huì                                         |
| 不见         | bú jiàn                                        |
| 不贵         | bú guì                                         |
| 不到         | bú dào                                         |
| 不爱         | bú ài                                          |
| 不快         | bú kuài                                        |
| 不慢         | bú màn                                         |
| 不快乐       | bú kuàilè                                      |
| 不复杂       | bú fùzá                                        |
| 不够         | bú gòu                                         |
| 不意味着     | bú yìwèi zhe                                   |
| 不上课       | bú shàng kè                                    |
| 不下雪       | bú xià xuě                                     |
| 不帅         | bú shuài                                       |
| 不漂亮       | bú piàoliang                                   |
| 不让         | bú ràng                                        |
| 不令         | bú lìng                                        |
| 不叫         | bú jiào                                        |
| 不错         | bú cuò                                         |
| 不代表       | bú dàibiǎo                                     |
| 不顺利       | bú shùnlì                                      |
| 不在乎       | bú zàihū                                       |
| 不在意       | bú zàiyì                                       |
| 不去         | bú qù                                          |
| 不愿意（地） | bú yuànyì de                                   |
| 不放心       | bú fàngxīn                                     |
| 不乐观       | bú lèguān                                      |
| 不算什么     | bú suàn shénme                                 |
| 不自然       | bú zìrán                                       |
| 不认识       | bú rènshi                                      |
| 不重         | bú zhòng                                       |
| 不重要       | bú zhòngyào                                    |
| 不至于       | bú zhìyú                                       |
| 不重视       | bú zhòngshì                                    |
| 不近         | bú jìn                                         |
| 不怕         | bú pà                                          |
| 不锻炼身体   | bú duànliàn shēntǐ                             |
| 不换         | bú huàn                                        |
| 不像话       | bú xiàng huà                                   |
| 不向         | bú xiàng                                       |
| 不坐         | bù zuò                                         |
| 不浪费时间   | bú làngfèi shíjiān                             |
| 不一般       | bú yìbān                                       |
| 不乐观       | bú lèguān                                      |

Di contro, è altrettanto utile riportare una seconda tavola molto esaustiva e piena di esempi tipici in cui non avviene il sandhi tonale con 不, che pertanto conserva il quarto tono :
| Hanzi 汉字   | Hanyu pinyin 汉语拼音                              |
| ------------ | -------------------------------------------------- |
| 不忙         | bù máng                                            |
| 不常         | bù cháng                                           |
| 不时         | bù shí                                             |
| 不常用       | bù chángyòng                                       |
| 不常见       | bù chángjiàn                                       |
| 不明白       | bù míngbai                                         |
| 不难         | bù nán                                             |
| 不容易       | bù róngyì                                          |
| 不合格       | bù hégé                                            |
| 不平衡       | bù pínghéng                                        |
| 不符         | bù fú                                              |
| 不足以       | bù zúyǐ                                            |
| 不一样       | bù yíyàng (!!! sandhi tonale con 一 , vedi avanti) |
| 不相同       | bù xiāngtóng                                       |
| 不相似       | bù xiāngsǐ                                         |
| 不好         | bù hǎo                                             |
| 不好看       | bù hǎokàn                                          |
| 不好听       | bù hǎotīng                                         |
| 不好喝       | bù hǎohē                                           |
| 不好吃       | bù hǎochī                                          |
| 不好闻       | bù hǎowén                                          |
| 不好意思     | bù hǎo yìsi                                        |
| 不比         | bù bǐ                                              |
| 不朝         | bù cháo                                            |
| 不小         | bù xiǎo                                            |
| 不喜欢       | bù xǐhuan                                          |
| 不可能       | bù kěnéng                                          |
| 不可以       | bù kěyǐ (!!! sandhi tonale)                        |
| 不了解       | bù liǎojiě (!!! sandhi tonale)                     |
| 不少见       | bù shǎojiàn                                        |
| 不鲜见       | bù xiānjiàn                                        |
| 不罕见       | bù hǎojiàn                                         |
| 不友好       | bù yǒuhǎo (!!! sandhi tonale)                      |
| 不紧张       | bù jǐnzhāng                                        |
| 不一定       | bù yídìng                                          |
| 不想         | bù xiǎng                                           |
| 不少于       | bù shǎoyú                                          |
| 不讲话       | bù jiǎng huà                                       |
| 不适应       | bù shíyīng                                         |
| 不满意       | bù mǎnyì                                           |
| 不满足       | bù mǎnzú                                           |
| 不完美       | bù wánměi                                          |
| 不使         | bù shǐ                                             |
| 不开心       | bù kāixīn                                          |
| 不干净       | bù gānjìng                                         |
| 不有钱的     | bù yǒuqián de                                      |
| 不有名的     | bù yǒumíng de                                      |
| 不应该       | bù yīnggāi                                         |
| 不吃饭       | bù chīfàn                                          |
| 不喝酒       | bù hējiǔ                                           |
| 不吸烟       | bù xīyān                                           |
| 不听         | bù tīng                                            |
| 不多         | bù duō                                             |
| 不交费       | bù jiāo fèi                                        |
| 不骄傲       | bù jiāoào                                          |
| 不拿架子     | bù ná jiàzi                                        |
| 不吹牛（皮） | bù chuī niú(pí)                                    |
| 不跟         | bù gēn                                             |
| 不和         | bù hé                                              |
| 不与         | bù yǔ                                              |
| 不单         | bù dān                                             |
| 不从         | bù cóng                                            |
| 不悲观       | bù bēiguān                                         |
| 不说话       | bù shuō huà                                        |
| 不相信       | bù xiāngxìn                                        |
| 不高         | bù gāo                                             |
| 不高兴       | bù gāoxìng                                         |
| 不轻         | bù qīng                                            |
| 不支持       | bù zhīchí                                          |
| 不新鲜       | bù xīnxiān                                         |
| 不超过       | bù chāoguò                                         |
| 不需要       | bù xūyào                                           |
| 不弹电吉他   | bù tán jítā                                        |
| 不踢足球     | bù tī zúqiú                                        |
| 不打篮球     | bù dǎ lánqiú                                       |
| 不只是       | bù zhǐ shì                                         |
| 不仅仅是     | bù jǐnjǐn shì (!!! sandhi tonale)                  |

Se dentro una struttura potenziale al negativo o un complemento direzionale (letterale e/o figurato) qualunque al negativo, perde il tono anche in traslitterazione. Un paio di esempio a caso sono 想不起来 xiǎngbuqǐlái e 看不懂 kànbudǒng .

### Sandhi tonale di yī 一
La sillaba 一 di per sé ha il primo tono, ma si sente raramente perché viene pronunciato tale solo se preceduto da un prefisso e/o se è in fondo al vocabolo. I casi più diffusi sono quelli in cui c'è il prefisso per i numeri ordinali 第 (es.第一 dìyī), il vocabolo per dire "lunedì" (周一 zhōuyī, 星期一 xīngqīyī, 礼拜一 lǐbàiyī), il verbo 统一 tǒngyī (unificare) e l'aggettivo 唯一 wěiyī (unico).
Se succeduto da un primo, secondo e terzo tono, diventa 4° crescente in pronuncia e grafia. Di solito quella sillaba è un classificatore (e quindi "Yì" indica il numero uno) o la seconda sillaba della parola in casi sporadici:
| Hanzi 汉字   | Hanyu pinyin 汉语拼音                                                                   |
| ------------ | --------------------------------------------------------------------------------------- |
| 一只狗       | yì zhī gǒu                                                                              |
| 一家公司     | yì jiā gōngsī                                                                           |
| 一杯冷水     | yì bēi lěng shuǐ (!!! sandhi tonale)                                                    |
| 一支黑笔     | yì zhī hēibǐ                                                                            |
| 一车面包     | yì chē miànbāo                                                                          |
| 一双手套     | yì shuāng shǒutào                                                                       |
| 一丝希望     | yì sī xīwàng                                                                            |
| 一张桌子     | yì zhāng zhōuzi                                                                         |
| 一条鱼       | yì tiáo yú                                                                              |
| 一瓶可口可乐 | yì píng kěkǒukělè (!!! sandhi tonale)                                                   |
| 一整瓶水     | yì zhěng píng shuǐ                                                                      |
| 一节课       | yì jié kè                                                                               |
| 一盒巧克力   | yì hé qiǎokèlì                                                                          |
| 一本词典     | yì běn cídiǎn                                                                           |
| 一把椅子     | yì bǎ yǐzi (!!! sandhi tonale)                                                          |
| 一口烟       | yì kǒu yān                                                                              |
| 一首歌       | yì shǒu gē                                                                              |
| 一匹马       | yì pǐ mǎ (!!! sandhi tonale)                                                            |
| 一场比赛     | yì chǎng bǐsāi (!!! sandhi tonale)                                                      |
| 一朵花       | yì duǒ huā                                                                              |
| 一揽子改革   | yì lǎnzi gǎigé                                                                          |
| 一桶啤酒     | yì tǒng píjiǔ                                                                           |
| 一点儿       | yì diǎnr (!!! C'è la rotacizzazione/erizzazione facoltativa a fine parola, vedi avanti) |
| 一般         | yìbān                                                                                   |
| 融成一体     | róngchéng yì tǐ                                                                         |
| 笑成一团     | xiàochéng yì tuán                                                                       |
| 一年         | yì nián                                                                                 |
| 一分钟       | yì fēnzhōng                                                                             |
| 一年级       | yì niánjí                                                                               |
| 一起         | yìqǐ                                                                                    |

Se succeduto da un quarto tono e dal tono neutro, diventa 2° crescente. Di solito la seconda sillaba, se non completa la parola, è il classificatore (per esempio quello atono 个 ge, usato davanti a una quantità vastissima di parole nel cinese quotidiano, o 次 usato nel complemento d'incidenza):
| Hanzi 汉字   | Hanyu pinyin 汉语拼音                                                        |
| ------------ | ---------------------------------------------------------------------------- |
| 一个人       | yí ge rén (个 conserva il quarto tono in parole come 个人 gèrén e 个子 gèzi) |
| 一位老师     | yí wèi lǎoshī                                                                |
| 一句话       | yí jù huà                                                                    |
| 一罐咖啡     | yí guàn kāfēi                                                                |
| 一顿咖啡豆   | yí dùn kāfēidòu                                                              |
| 一克可卡因   | yí kè kěkǎyīn (!!! sandhi tonale)                                            |
| 一棵树       | yí kè shù                                                                    |
| 一项计划     | yí xiàng jìhuà                                                               |
| 一件事儿     | yí jiàn shìr (!!! erizzazione facoltativa a fine parola)                     |
| 一辆公共汽车 | yí liàng gōnggòngqìchē                                                       |
| 两点一刻     | liǎng diǎn yí kè (!!! sandhi tonale)                                         |
| 一次         | yí cì                                                                        |
| 一半         | yí bàn                                                                       |
| 一定         | yídìng                                                                       |
| 一月         | yíyuè                                                                        |
| 一会儿       | yí huìr (!!! erizzazione facoltativa a fine parola)                          |
| 一下儿       | yí xiàr (!!! erizzazione facoltativa a fine parola)                          |
| 一线         | yí xiàn                                                                      |
| 一样         | yíyàng                                                                       |
| 一块儿       | yíkuàir                                                                      |
| 一切         | yíqiè                                                                        |
| 一看         | yíkàn                                                                        |
| 一共         | yígòng                                                                       |

Negli aggettivi monosillabici raddoppiati, il secondo si può sentire col primo tono, ragion per cui si modifica anche in latinizzazione, e si può sentire l'erizzazione a fine comporto: 好好(儿) Hǎohāo(r) ("per benino").
In generale, i toni nel cinese moderno sono nati durante le trasformazioni linguistiche avvenute tra Old Chinese (cinese arcaico) e Middle Chinese (cinese medio). Per la precisione, nel cinese medio erano già presenti quattro classi di toni e tre intonazioni: piana, crescente e decrescente. Il tono crescente deriva dalla caduta di uno stacco glottale/colpo di glottide/glottal stop a fine sillaba presente nell'Old Chinese, il tono decrescente deriva dalla caduta di una *-s, poi affievolitasi in *-h e infine caduta a fine sillaba mentre tutte le altre sillabe hanno assunto il tono piano o il "tono entrante". Quest'ultima classe raggruppava tutte le sillabe che finivano in uno stop consonantico senza rilascio di suono, che tuttora restano nel dialetto cantonese e nei numerosi prestiti linguistici in coreano e vietnamita. Essi erano *-p, *-t e *-k. Tutte le altre sillabe (quelle che finivano in vocale, semivocale, *-n, *-ng e anche *-m oggi conservata in cantonese e coreano) avevano invece il tono piano, come già accennato. Quando, nel cinese moderno, sono caduti gli stop finali, queste sillabe sono state dotate di un'intonazione. Durante quest'ultima trasformazione è nato il terzo tono.
Queste e molte altre considerazioni sulle varietà arcaiche della lingua si possono confermare con l'osservazione della pronuncia dei sinogrammi nelle altre lingue (hanja in Corea, kanji in Giappone, chu nom in Vietnam), che spesso riflettono la varietà arcaica.

## Tavola di caratteri diffusi HSK1-2 in base alla modulazione tonale

### Primo tono (第一声)
R.K. = Radicale Kangxi
| Hanzi 汉字 | Pinyin 拼音 | HSK     | Esempio 例子 | Pinyin 拼音 |
| ---------- | ----------- | ------- | --- | --- |
| 八         | bā          | 1, R.K. | 四面八方，八只猫，八股文                                                                                              | sì miàn bā fāng, bā zhī māo, bāgǔwén |
| 杯         | bēi         | 1       | 干杯，杯子，茶杯，瓷杯                                                                                                | gān bēi, bēizi, chábēi, cíbēi |
| 京         | jīng        | 1, R.K. | 北京，南京，西京 / 西安 东京，京都，燕京 泰京 / 曼谷                                                                  | Běijīng, Nánjīng, Xījīng / Xīān Dōngjīng, Jīngdū, Yānjīng Tàijīng / Màngǔ |
| 吃         | chī         | 1       | 吃饭，吃早餐，吃草，吃醋，吃力 吃惊，吃人不吐骨头，吃后悔药，吃苦                                                     | chī fàn, chī zǎocān, chīcǎo, chī cù, chī lì chījīng, chī rén bú tù gǔtóu, chī hòuhuǐyào, chī kù                                                                              |
| 出         | chū         | 1       | 出门，出国，发出，出家，出色 出租车，出来，出示，出席，出门 出版，出口，出生，出现，出差                              | chū mén, chū guó, fāchū, chū jiā, chūsè chūzūchē, chūlái, chūshì, chūxí, chūmén chūbǎn, chūkǒu, chūshēng, chūxiàn, chūchāi                                                   |
| 租         | zū          | 1       | 出租车，租房子，租船，租车                                                                                            | chūzūchē, zū fángzi, zū chuán, zū chē |
| 车         | chē         | 1, R.K. | 汽车，自动车，电子车，自行车 公交车，公共汽车，车门，车棚，人力车                                                     | qìchē, zìdòngchē, diànzǐchē, zìxíngchē gōngjiāochē, gōnggòngqìchē, chēmén, chēpéng, rénlìchē                                                                                 |
| 东         | dōng        | 1       | 东西，东京，东方，东方人 东北，东部，东边，东药                                                                       | dōngxi, Dōngjīng, dōngfāng, dōngfāngrén dōngběi, dōngbù, dōngbiān, dōngyào                                                                                                   |
| 西         | xī          | 1       | 西京 / 西安，西方，西方人 西北，西部，西边，西药 西医，西式                                                           | Xījīng / Xīān, xīfāng, xīfāngrén xībei, xībù, xībiān, xīyào xīyī, xīshì |
| 都         | dōu, dū     | 1       | 他们都，她们也都，首都，京都，成都                                                                                    | tāmen dōu, tāmen yě dōu, shǒudū, Jīngdū, Chéngdū |
| 多         | duō         | 1       | 好多，多少，多么，很多人，不多，许多                                                                                  | hǎoduō, duōshao, duōme, hěn duō rén, bù duō, xǔduō |
| 一         | yī, yāo     | 1, R.K. | 星期一，礼拜一，周一，第一 唯一，不一，之一                                                                           | xīngqīyī, lǐbàiyī, zhōuyī, dì yī wěiyī, bù yī, zhī yī |
| 三         | sān         | 1       | 丢三落四，张三，三只猫，第三                                                                                          | diū sān là sì, Zhāng Sān, sān zhī māo, dì sān |
| 七         | qī          | 1       | 七天，七只猫，乱七八糟                                                                                                | qī tiān, qī zhī māo, luàn qī bā zāo |
| 千         | qiān        | 1       | 两千，千万 | liǎngqiān, qiānwàn |
| 飞         | fēi         | 1, R.K. | 飞机，飞机场，飞速，起飞                                                                                              | fēijī, fēijīchǎng, fēisù, qǐfēi |
| 机         | jī          | 1       | 机会，机器，飞机，飞机场，录音机 机遇，机票，登机，登机牌，翻译机 耳机，智能手机，吹风机，咖啡机                      | jīhuì, jīqì, fēijī, fēijīchǎng, lùyīnjī jīyù, jīpiào, dēngjī, dēngjīpái, fānyìjī ěrjī, zhìnéng shǒujī, chuīfēngjī, kāfēijī                                                   |
| 分         | fēn         | 1       | 分钟，三分，分公司，分析 分开，分明，分别，分红 分类，分配                                                            | fēnzhōng, sān fēn, fēn gōngsī, fēnxī fēnkāi, fēnmíng, fēnbié, fēnhóng fēnlèi, fēnpèi                                                                                         |
| 钟         | zhōng       | 1       | 分钟，钟头，闹钟，钟楼                                                                                                | fēnzhōng, zhōngtóu, nàozhōng, zhōnglóu |
| 高         | gāo         | 1, R.K. | 高兴，高速公路，高水，高雅 高级，高考，高明，汉高祖，高价                                                             | gāoxìng, gāosù gōnglù, gāoshuǐ, gāoyǎ gāojí, gāokǎo, gāomíng, Hàn Gāozǔ, gāojià                                                                                              |
| 工         | gōng        | 1, R.K. | 工人，工作，打工，罢工 工业，工具，工程，工程师，人工                                                                 | gōngrén, gōngzuò, bà gōng, gōngyè, gōngjù, gōngchéng, gōngchéngshì, réngōng                                                                                                  |
| 喝         | hē          | 1       | 喝三杯咖啡 | hē sān bēi kāfēi |
| 家         | jiā         | 1       | 家庭，建筑家，社会学家，科学家 心理学家，钢琴家，家务，大家 家人，全家人，回家，出家 国家，三家新公司                 | jiātíng, jiànzhùjiā, shèhuìxuéjiā, kēxuéjiā xīnlǐxuéjiā, gāngqínjiā, jiāwù, dàjiā jiārén, quán jiārén, huí jiā, chū jiā guójiā, sān jiā xīn gōngsī                           |
| 今         | jīn         | 1       | 今天，今日，今年，现今 当今，至今为止，如今，今晚，今早                                                               | jīntiān, jīnrì, jīnnián, xiànjīn dāngjīn, zhì jīn wéi zhǐ, rújīn, jīnwǎn, jīnzǎo                                                                                             |
| 天         | tiān        | 1, R.K. | 今天，昨天，明天，每天 整天，天气，天坛，天文学 太平天国，天津，天才，天色                                            | jīntiān, zuótiān, míngtiān, měi tiān zhěng tiān, tiānqì, Tiāntán, tiānwénxué Tàipíng Tiānguó, Tiānjīn, tiāncái, tiānsè                                                       |
| 开         | kāi         | 1       | 开车，开始，开放，改革开放 开幕式，开心，开心果，开枪，开水 开会，开店，开门，打开，开封 展开，开发，公开，开展，开支 | kāi chē, kāishǐ, kāifáng, gǎigé kāifàng kāimùsh4i, kāixīn, kāixīnguǒ, kāiqiang,1 kāishuǐ kāi huì, kāi diàn, kāi mén, dǎkāi, Kāifēng zhǎnkāi, kāifā, gōngkāi, kāizhǎn, kāizhī |
| 师         | shī         | 1       | 老师，厨师，师傅，律师，工程师，讲师 技师，乐师                                                                       | lǎoshī, chúshī, shīfu, lǜshī, gōngchéngshī, jiǎngshī jìshī, yuèshī |
| 妈         | mā          | 1       | 妈妈，爸妈，妈宝，老妈                                                                                                | māma, bàmā, mābǎo, lǎomā |
| 猫         | māo         | 1       | 三只猫 | sān zhī māo |
| 关         | guān        | 1       | 关门，关系，关于，关键 关注，关心，关闭，关联                                                                         | guān mén, guānxi, guānyú, guānjiàn guānzhù, guānxīn, guānbì, guānlián |
| 商         | shāng       | 1       | 商务，商朝，商店，商人，华商                                                                                          | shāngwù, Shāngcháo, shāngdiàn, shāngrén, huáshāng |
| 书         | shū         | 1       | 书籍，书记，图书，图书馆 看书，读书，教书，还书 借书，书柜，书店，买书，卖书                                          | shūjí, shūjì, túshū, túshūguǎn, kàn shū, dú shū, jiào shū, huán shū jie shū, shūgui, shūdian, mai shū, mai shū                                                               |
| 他         | tā          | 1       | 他是学生，其他，其他人                                                                                                | tā shì xuéshēng, qítā, qítārén |
| 她         | tā          | 1       | 她是教授 | tā shì jiàoshòu |
| 听         | tīng        | 1       | 听音乐，听说，打听，旁听，听力                                                                                        | tīng yīnyuè, tīngshuō, dǎtīng, pángtīng, tīnglì |
| 欢         | huān        | 1       | 欢迎，狂欢节 | huānyíng, Kuánghuānjié |
| 先         | xiān        | 1       | 首先，先生，率先 | shǒuxiān, xiānshēng, shuàixiān |
| 生         | shēng       | 1, R.K. | 学生，出生，生日，先生 生动，生活，生存，生命 生气，生孩子，生意，生产 生涯，陌生，生理学，生词                       | xuéshēng, chūshēng, shēngrì, xiānshēng shēngdòng, shēnghuó, shēngcún, shēngmíng shēngqì, shēng háizi, shēngyì, shēngchǎn shēngyá, mòshēng, shēnglǐxué, shēngcí               |
| 些         | xiē         | 1       | 一些人 | yì xiē rén |
| 星         | xīng        | 1       | 星期，卫星，星人 | xīngqī, wèixīng, xīngrén |
| 兴         | xīng        | 1       | 兴起运动，兴奋 | Xīngqǐ yùndòng, xīngfèn |
| 期         | qī          | 1       | 星期，期间，日期，期末，短期，长期                                                                                    | xīngqī, qījiān, rìqī, qīmò, duǎnqī, chángqī |
| 衣         | yī          | 1, R.K. | 衣服，衣柜，毛衣，大衣                                                                                                | yīfú, yīguì, máoyī, dàyī |
| 医         | yī          | 1       | 医生，医院 | yīshēng, yīyuàn |
| 中         | zhōng       | 1       | 中心，中国，中间，中文 中午，中庸，中级，中介 中美，之中，当中，中共                                                  | zhōngxīn, Zhōngguó, zhōngjiān, Zhōngwén zhōngwǔ, zhōngyōng, zhōngjí, zhōngjiè Zhōngmei, zhīzhōng, dāngzhōng, Zhōnggòng                                                       |
| 亲         | qīn         | 1       | 亲戚 | qīnqi |
| 桌         | zhuō        | 1       | 桌子，餐桌，饭桌，桌巾 桌椅，圆桌                                                                                     | zhuōzi, cānzhuō, fànzhuō, zhuōjīn zhuōyǐ, yuánzhuō |
| 甘         | gān         | R.K.    | 甘于，甘甜，甘肃，甘油，甘草，甘蔗                                                                                    | gānyú, gāntián, Gānsù, gānyóu, gāncǎo, gānzhe |
| 川，巛     | chuān       | R.K.    | 四川 | Sìchuān |
| 几         | jī          | R.K.    | 茶几 | chájī |
| 身         | shēn        | R.K.    | 身体，全身，身份证，身子                                                                                              | shēntǐ, quánshēn, shēnfènzhèng, shēnzi |
| 隹         | zhuī        | R.K.    | - | - |
| 黑         | hēi         | R.K.    | 黑色，黑夜，黑钱，黑手党                                                                                              | hēisè, hēiyè, hēiqián, hēishǒudǎng |
| 香         | xiāng       | R.K.    | 香水，香蕉，香港，香肠                                                                                                | xiāngshuǐ, xiāngjiāo, Xiānggǎng, xiāngcháng |
| 金         | jīn         | R.K.    | 金色，黄金周，美金，金牌，金融，资金 金条，奖金，巴金，金价                                                           | jīnsè, Huángjīnzhōu, měijīn, jīnpái, jīnróng, zījīn jīntiáo, jiǎngjīn, Bā Jīn, jīnjià                                                                                        |
| 巾         | jīn         | R.K.    | 围巾，头巾，黄巾，黄巾军 毛巾，桌巾，手巾                                                                             | wéijīn, tóujīn, huángjīn, huángjīnjūn máojīn, zhuōjīn, shǒujīn |
| 非         | fēi         | R.K.    | 非洲，非洲人，南非，南非人 非法，非常，莫非，非凡 非官方                                                              | Fēizhōu, fēizhōurén, Nánfēi, nánfēirén fēifǎ, fēicháng, mòfēi, fēifán fēiguānfāng                                                                                            |
| 瓜         | guā         | R.K.    | 西瓜，水瓜，南瓜，瓜子 尼加拉瓜，厄瓜多尔，安提瓜                                                                     | xīguā, shuǐguā, nánguā, guāzi Níjiālāguā, Èguāduō’ěr, Āntíguā |
| 刀         | dāo         | R.K.    | 刀子，刀剑，剪刀 | dāozi, dāojiàn, jiǎndāo |
| 音         | yīn         | R.K.    | 声音，发音，音乐，录音机，语音命令                                                                                    | shēngyīn, fāyīn, yīnyuè, lùyīnjī, yǔyīn mínglìng |
| 山         | shān        | R.K.    | 岱山，山脚，山峰，雪山 山区，山景，爬山，上山                                                                         | Dàishān, shānjiǎo, shānfēng, xuěshān shānqū, shānjǐng, pá shān, shàng shān                                                                                                   |
| 风         | fēng        | R.K.    | 吹风，吹风机，大风，麦克风，中风                                                                                      | chuī fēng, chuīfēngjī, dà fēng, màikèfēng, zhòngfēng |
| 斤         | jīn         | R.K.    | 公斤 | gōngjīn |
| 方         | fāng        | R.K.    | 方便，四面八方，方式，方面 方向，方向盘，方药                                                                         | fāngbiàn, sì miàn bā fāng, fāngshì, fāngmiàn fāngxiàng, fāngxiàngpán, fāngyào                                                                                                |
| 冰         | bīng        | R.K.    | 冰淇淋，冰水，坚冰 | bīngqílín, bīngshuǐ, jiānbīng |
| 厶         | sī          | R.K.    | - | - |
| 夕         | xī          | R.K.    | 夕阳 | xīyáng |
| 尸         | shī         | R.K.    | 尸体，尸骨，尸骸，干尸                                                                                                | shītǐ, shīgǔ, shīhái, gānshī |
| 干         | gān         | R.K.    | 干净，干杯，干扰，干活儿 干燥，干脆，晒干，干尸，干姜                                                                 | gānjing, gān bēi, gānrǎo, gān huór gānzào, gāncuì, shàigān, gānshī, gānjiāng                                                                                                 |
| 弓         | gōng        | R.K.    | 弓箭，拉弓 | gōngjiàn, lā gōng |
| 心         | xīn         | R.K.    | 心脏，心理学，心理学家，中心 信心，灰心，心态，放心 担心，热心，操心                                                  | xīnzāng, xīnlǐxué, xīnlǐxuéjiā, zhōngxīn xìnxīn, huīxīn, xīntài, fàngxīn dānxīn, rèxīn, cāoxīn                                                                               |
| 戈         | gē          | R.K.    | - | - |
| 曰         | yuē         | R.K.    | 子曰 | Zǐ yuē |
| 殳         | shū         | R.K.    | - | - |
| 爪         | zhuā        | R.K.    | 爪子，黑爪 | zhuāzi, hēi zhuā |
| 糸         | sī          | R.K.    | - | - |
| 舟         | zhōu        | R.K.    | 龙舟，破釜沉舟，诺亚方舟                                                                                              | lóngzhōu, pòfǔchénzhōu, Nuòyà fāngzhōu |
| 青         | qīng        | R.K.    | 青年，青年人 | qīngnián, qīngniánrén |
| 龟         | guī         | R.K.    | 海龟，龟甲 | hǎiguī, guījiǎ |
| 帮         | bāng        | 2       | 帮助，帮忙，帮手，帮凶 帮会                                                                                           | bāngzhù, bāngmáng, bāngshǒu, bāngxiōng bānghuì |
| 宾         | bīn         | 2       | 宾馆，嘉宾 | bīnguǎn, jiābīn |
| 歌         | gē          | 2       | 唱歌，歌曲，国歌，民歌 流行歌，歌手                                                                                   | chàng gē, gēqǔ, guógē, míngē liúxínggē, gēshǒu |
| 穿         | chuān       | 2       | 穿衣服 | chuān yīfu |
| 间         | jiān        | 2       | 之间，期间，空间，房间 洗手间，中间                                                                                   | zhījiān, qījiān, kōngjiān, fángjiān xǐshǒujiān, zhōngjiān |
| 哥         | gē          | 2       | 哥哥，大表哥 | gēge, dàbiǎogē |
| 公         | gōng        | 2       | 公交车，公共汽车，公布，公园 公司，公开，公里，公升 公主，公鸡，公猫                                                  | gōngjiāochē, gōnggòngqìchē, gōngbù, gōngyuán gōngsī, gōngkāi, gōnglǐ, gōngshēng gōngzhǔ, gōngjī, gōngmāo                                                                     |
| 司         | sī          | 2       | 公司，司机 | gōngsī, sījī |
| 思         | sī          | 2       | 思想，思维，去看马克思                                                                                                | sīxiǎng, sīwéi, qù kàn màkèsī |
| 鸡         | jī          | 2       | 公鸡，鸡蛋，鸡肉，鸡年，鸡尾酒                                                                                        | gōngjī, jīdàn, jīròu, jīnián, jīwěijiǔ |
| 咖         | jiā         | 2       | 咖啡，咖啡馆，咖啡因，咖啡色 咖啡豆，咖哩粉                                                                           | kāfēi, kāfēiguǎn, kāfēiyīn, kāfēisè kāfēidòu, kālifěn |
| 啡         | fēi         | 2       | 咖啡因，吗啡 | kāfēiyīn, mǎfēi |
| 边         | biān        | 2       | 左边，右边，北边，南边 东边，西边，旁边，后边 前边，周边，这边，那边                                                  | zuǒbiān, yòubiān, běibiān, nánbiān dōngbiān, xībiān, pángbiān, hòubiān qiánbiān, zhōubiān, zhèbiān, nàbiān                                                                   |
| 妻         | qī          | 2       | 妻子，夫妻 | qīzi, fūqī |
| 铅         | qiān        | 2       | 铅笔，削铅笔 | qiānbí, xuē qiānbí |
| 班         | bān         | 2       | 加班，上班，下班，班长 航班，班加罗尔，班吉                                                                           | jiābān, shàngbān, xiàbān, bānzhǎng hángbān, Bānjiāluóěr, Bānjí |
| 说         | shuō        | 2       | 说话，瞎说 | shuō huà, xià shuō |
| 虽         | suī         | 2       | 虽然，虽说 | suīrán, suīshuō |
| 它         | tā          | 2       | 它 | tā |
| 踢         | tī          | 2       | 踢足球，踢屁股 | tī zúqiú, tī pìgǔ |
| 希         | xī          | 2       | 希望 | xīwàng |
| 新         | xīn         | 2       | 新年，新鲜，新区，新闻 新房子，新版                                                                                   | xīnnián, xīnxiān, xīnqū, xīnwén xīn fángzi, xīnbǎn |
| 休         | xiū         | 2       | 休息 | xiūxi |
| 睛         | jīng        | 2       | 点睛之笔 | diǎn jīng zhī bǐ |
| 因         | yīn         | 2       | 因为，原因，因而，因此，病因，主因                                                                                    | yīnwèi, yuányīn, yīnér, yīncǐ, bìngyīn, zhǔyīn |
| 阴         | yīn         | 2       | 阴阳论 | Yīnyánglùn |
| 夫         | fū          | 2       | 夫人，夫妻 | fūrén, fūqī |
| 真         | zhēn        | 2       | 真的，真毛，真皮，真是的 真正，当真，仿真                                                                             | zhēn de, zhēnmáo, zhēnpí, zhēnshì de zhēnzhèng, dāngzhēng, fǎngzhēn |
| 知         | zhī         | 2       | 知道，知识，深知，通知                                                                                                | zhīdao, zhīshi, shēnzhī, tōngzhī |

### Secondo tono (第二声)
| Hanzi 汉字 | Pinyin 拼音 | HSK     | Esempio 例子 | Pinyin 拼音 |
| ---------- | ----------- | ------- | --- | --- |
| 不         | bú          | 1       | (vedi tabella del sandhi tonale) | - |
| 茶         | chá         | 1       | 茶几，茶杯，喝茶，茶叶 茶树，普洱茶，热茶，冷茶，绿茶 | chájī, chābēi, hē chá, cháyè cháshù, Pǔérchá, rè chá, lěng chá, lǚchá |
| 读         | dú          | 1       | 读大学，读书，朗读，阅读 | dú dàxué, dú shū, lǎngdú, yuèdú |
| 儿         | ér          | 1       | 儿子，女儿 | ěrzǐ, nǚér |
| 回         | huí         | 1       | 回家，回国，回来，回忆，回返 | huí jiā, huí guó, huílái, huíyì, huífǎn |
| 来         | lái         | 1       | 起来，来信，来函，越来越 原来，本来，从来，对他来说 对他看来，来到，来访 | qǐlái, láixìn, yuèláiyuè yuánlái, běnlái, cónglái, duì tā lái shuō duì tā lái kàn, láidào, láifǎng |
| 没         | méi         | 1       | 没有，没电，没事，没问题，没钱 | méi yǒu, méi diàn, méi shì, méi wèntí, méi qián |
| 明         | míng        | 1       | 明明，明朝，高明，发明 光明，聪明，明确，明天 明年，明显，明白 | míngmíng, Míngcháo, gāomíng, fāmíng guāngmíng, cōngmíng, míngquè, míngtiān míngnián, míngxiǎn, míngbai |
| 名         | míng        | 1       | 名词，名字，地名，姓名 名牌，有名，著名，名片，名菜 名誉，名单，签名，假名，无名，点名 | míngcí, míngzì, dìmíng, xìngmíng míngpái, yǒumíng, zhūmíng, míngpiàn, míngcài míngyù, míngdān, qiān míng, jiǎmíng, wúmíng. diǎn míng |
| 能         | néng        | 1       | 能够，本能，能源，太阳能 风能，热能，水能，能力 | nénggòu, běnnéng, tàiyángnéng fēngnéng, rénnéng, shuǐnéng, nénglì |
| 年         | nián        | 1       | 今年，去年，明年，龙年 新年，年末，年底，年初 | jīnnián, qùnián, míngnián, lóngnián xīnnián, niánmò, niándǐ, niánchū |
| 朋         | péng        | 1       | 朋友 | péngyou |
| 钱         | qián        | 1       | 零钱，取钱，花钱，亏钱，输钱 借钱，还钱，偷钱，赚钱，挣钱 | língqián, qǔ qián, huā qián, kuī qián, shū qián jiè qián, huán qián, tōu qián, zhuàn qián, zhèng qián |
| 人         | rén         | 1, R.K. | 人类，家人，佳人，巨人 中国人，意大利人，日本人 韩国人，泰国人，越南人 印度人，亚洲人，非洲人 欧洲人，美国人，工人，人员 人权，人物，人体，人口 人才，人们，人民，其他人                                         | rénlèi, jiārén, jiārén, jùrén zhōngguórén, yìdàlìrén, rìběnrén hánguórén, tàiguórén, yuènánrén yīndùrén, yàzhōurén, fēizhōurén ōuzhōurén, měiguórén, gōngrén, rényuán rénquán, rénwù, réntǐ, rénkǒu réncái, rénmén, rénmín, qítārén                                                                              |
| 谁         | shéi        | 1       | 谁 | shéi |
| 什         | shén        | 1       | 什么，什么时候，什么地方 | shénme, shénme shíhou, shénme dìfāng |
| 十         | shí         | 1, R.K. | 十个人，十分，十字架 | shí ge rén, shífēn, shízìjiā |
| 时         | shí         | 1       | 时间，时期，小时，时差 时尚，大好时光，时空，时髦 及时，按时，不时，时时，时期，时候 | shíjiān, shíqī, xiǎoshí, shíchā shíshàng, dà hǎo shí guāng, shíkōng, shímáo jíshí, ànshí, bùshí, shíshí, shíqī, shíhou |
| 同         | tóng        | 1       | 同意，同期，同情，同学，共同，不同 | tòngyí, tóngqī, tóngqíng, tóngxué, gòngtóng, bùtóng |
| 学         | xué         | 1       | 学校，学习，学生，科学，奖学金 科学家，学者，教学，大学，自学 中学，小学，留学，学历，学年，同学 | xuéxiào, xuéxí, xuéshēng, kēxué, jiǎngxuéjīn kēxuéjiā, xuézhě, jiàoxué, dàxué, zìxué zhōngxué, xiǎoxué, liúxué, xuélì, xuénián, tóngxué |
| 习         | xí          | 1       | 学习，复习，预习，习惯 习俗，习近平 | xuéxí, fùxí, yùxí, xíguàn xísú, Xí Jìnpíng |
| 服         | fú          | 1       | 服务，服务员，工服，说服 | fúwù, fúwùyuán, gōngfú, shuōfú |
| 国         | guó         | 1       | 国家，国旗，国歌，回国，出国 中国，中国人，美国，美国人 法国，德国，泰国，韩国，帝国 建国，亡国，王国，共和国，卖国 国有，我国，国庆节，国情，爱国 国外，国内，外国，全国，国粹 国父，国际，国语，国籍，三国演义 | guójiā, guóqí, guógē, huíguó, chū guó Zhōngguó, zhōngguórén, Měiguó, měiguórén Fǎguó, fǎguórén, Déguó, déguórén, Tàiguó, Hánguó, dìguó jiàn guó, wángguó, Wángguó, Gònghéguó, màiguó guóyòu, wǒguó, Guóqìngjié, guóqíng, àiguó guówài, guónèi, wàiguó, quánguó, guócuì Guófù, guójì, guóyǔ, guójí, Sān Guó Yǎnyì |
| 昨         | zuó         | 1       | 昨天，昨日，昨晚，昨早 | zuótiān, zuórì, zuówǎn, zuózǎo |
| 文         | wén         | R.K.    | 文明，文学，文化，文人，文言 | wénmíng, wénxué, wénhuà, wénrén, wényán |
| 牙         | yá          | R.K.    | 刷牙，牙齿，牙膏，蓝牙 | shuā yá, yáchǐ, yágāo, lányá |
| 而         | ér          | R.K.    | 而且，反而，而已，从而，因而 | érqiě, fǎnér, éryǐ, cóngér, yīnér |
| 足         | zú          | R.K.    | 足球赛，足球场，女子足球队，满足 | zúqiúsài, zúqiúchǎng, nǚzǐ zúqiúduì, mǎnzú |
| 鬲         | gé          | R.K.    | - | - |
| 牛         | niú         | R.K.    | 牛排，牛肉，吹牛，公牛 | niúpái, niúròu, chuī niú, gōngniú |
| 羊         | yáng        | R.K.    | 羊肉，羊毛 | yángròu, yángmáo |
| 鱼         | yú          | R.K.    | 鱼肉，鲨鱼，鲸鱼，鱼汤，鱼鳞 | yúròu, shāyú, jīngyú, yútāng, yúlín |
| 鼻         | bí          | R.K.    | 鼻子，大鼻子 | bízi, dàbízi |
| 黄         | huáng       | R.K.    | 黄色，黄金周，黄河，金黄 | huángsè, Huángjīnzhōu, Huáng Hé, jīnhuáng |
| 言         | yán         | R.K.    | 语言，发言，发言人，方言，文言，前言 | yǔyan, fāyán, fāyánrén, fāngyán, wényán, qiányán |
| 龙         | lóng        | R.K.    | 龙舞，龙头，红龙 | lóngwǔ, lóngtóu, hónglóu |
| 囗         | wéi         | R.K.    | - | - |
| 盐         | yán         | R.K.    | 盐 | yán |
| 毋         | wú          | R.K.    | 毋宁 | wúnìng |
| 爿         | qiáng       | R.K.    | - | - |
| 玄         | xuán        | R.K.    | 玄奘，玄机 | Xuánzàng, xuánjī |
| 田         | tián        | R.K.    | 田林，大田 | tiánlín, Dàtián (Daejeon) |
| 矛         | máo         | R.K.    | 矛盾 | màodún |
| 禾         | hé          | R.K.    | 禾苗 | hémiáo |
| 穴         | liú         | R.K.    | 穴位，巢穴，洞穴，墓穴 | xuéwèi, cháoxué, dòngxué, mùxué |
| 竹         | zhú         | R.K.    | 竹林，竹竿，竹笋，竹片，竹子，竹叶 | zhúlín, zhúgān, zhúsǔn, zhúpiàn, zhúzǐ, zhúyè |
| 舌         | shé         | R.K.    | 舌尖，舌头 | shéjiān, shétóu |
| 虫         | chóng       | R.K.    | 虫子 | chóngzi |
| 行         | xíng, háng  | R.K.    | 银行，行业，进行，现行 行人，行驶，行动 | yínháng, hángyè, jìnxíng, xiànxíng xíngrén, xíngshǐ, xíngdòng |
| 辰         | chén        | R.K.    | - | - |
| 革         | gé          | R.K.    | 改革，革命，文革，皮革 | gǎigé, gémíng, wéngé, pígé |
| 韦         | wéi         | R.K.    | - | - |
| 食         | shí         | R.K.    | 食品，美食，甜食，食堂 | shípǐn, měishí, tiánshí, shítáng |
| 麻         | má          | R.K.    | 麻子，麻烦，麻油，麻布，麻将 | mázǐ, máfàn, máyóu, mábù, májiāng |
| 白         | bái         | 2, R.K. | 白色，白雪公主，李白，白菜 | báisè, Báixué gōngzhǔ, Lǐ Bái, báicài |
| 别         | bié         | 2       | 别人，别的，别墅，告别，分别，区别 | biérén, biéde, biéshù, gàobié, fēnbié, qūbié |
| 长         | cháng       | 2       | 长城，长江，长短，长期，长途 | Chángchéng, Cháng Jiāng, chángduǎn, chángqī, chángtú |
| 从         | cóng        | 2       | 从来，服从，从前，从此，从而 | cónglái, fùcóng, cóngqián, cóngcǐ, cóngér |
| 篮         | lán         | 2       | 篮球赛，篮子 | dǎ lánqiú, lánzi |
| 球         | qiú         | 2       | 地球，全球化，乒乓球，踢足球 | dìqiú, quánqiúhuà, pīngpāngqiú, tī zúqiu |
| 房         | fáng        | 2       | 房间，房子，房价，租房 | fángjiān, fángzi, fángjià, zū fáng |
| 常         | cháng       | 2       | 常常，平常，经常，常识，正常 | chángcháng, píngcháng, jīngcháng, chángshí, zhèngcháng |
| 员         | yuán        | 2       | 人员，服务员，售货员，警员 | rényuán, fúwùyuán, shòuhuòyuán, jǐngyuán |
| 还         | hái, huán   | 2       | 还书，还钱，还是，还没 | huán shū, huán qián, hái shì, hái méi |
| 孩         | hái         | 2       | 孩子，小孩儿，生孩子，孩子话 | háizi, xiǎoháiér, shēng háizi, háizihuà |
| 红         | hóng        | 2       | 红色，红楼梦，红唇，红眼 红绿灯，红龙 | hóngsè, Hóng Lóu Mèng, hóngchǔn, hóngyǎn hónglǚdēng, hónglóng |
| 觉         | jué         | 2       | 觉得， 感觉 | juéde, gǎnjué |
| 离         | lí          | 2       | 距离，离开 | jùlí, líkāi |
| 零         | líng        | 2       | 零钱 | língqián |
| 游         | yóu         | 2       | 旅游，游泳 | lǚyóu, yóuyǒng |
| 忙         | máng        | 2       | 帮忙，忙死，匆忙 | bāngmáng, mángsǐ, cōngmáng |
| 门         | mén         | 2, R.K. | 门口，出门，门铃，门前 门外，车门，窗门，大门 门牙，门票，门锁，门窗 拉门，推门，敲门，打门 | ménkǒu, chū mén, ménlíng, ménqián ménwài, chēmén, dǎ mén ményá, ménpiào, ménsuǒ, ménchuāng lā mén, tuī mén, qiāo mén, dǎ mén |
| 条         | tiáo        | 2       | 条件，条约，一条鱼 | tiàojián, tiàoyuē, yì tiáo yú |
| 男         | nán         | 2       | 男人，男子网球队，男性，男老师 | nánrén, nánzǐ wángqiúduì, nánxìng, nán lǎoshī |
| 您         | nín         | 2       | 您贵姓 | nín guì xìng |
| 旁         | páng        | 2       | 旁边，身旁，旁听，床旁 | pángbiān, shēnpáng, pángtīng, chuángpáng |
| 便         | pián        | 2       | 便宜 | piányi |
| 床         | chuáng      | 2       | 床被，起床，床子，床旁 | chuángbèi, qǐchuáng, chuángzi, chuángpáng |
| 晴         | qíng        | 2       | 晴天 | qíngtiān |
| 然         | rán         | 2       | 仍然，然而，然后，依然，虽然，当然 | réngrán, ránér, ránhòu, yīrán, guǒrán, suīrán, dāngrán |
| 题         | tí          | 2       | 问题，题目，标题，主题 | wèntí, tímù, biāotí, zhǔtí |
| 完         | wán         | 2       | 完成，看完，完美 | wánchéng, kànwán, wánměi |
| 玩         | wán         | 2       | 玩玩，玩具 | wán wán, wánjù |
| 颜         | yán         | 2       | 颜色，巴颜喀拉山脉，开颜 | yánsè, Bāyánkālā Shānmài, kāiyán |
| 为         | wéi         | 2       | 无为，成为，认为 | wúwéi, chéngwéi, rènwéi |

### Terzo tono (第三声)
| Hanzi 汉字 | Pinyin 拼音 | HSK     | Esempio 例子                                                                             | Pinyin 拼音 |
| ---------- | ----------- | ------- | ---------------------------------------------------------------------------------------- | --- |
| 北         | běi         | 1       | 北方，北边，北部，北京，北大                                                             | běifāng, běibiān, běibù, Běijīng, Běidà |
| 本         | běn         | 1       | 本子，两本词典，本来，根本，版本，笔记本 本人，本质，本能，本领，本科，本月，本田        | běnzi, liǎng běn cídiǎn, běnlái, gēnběn, bǎnběn, bǐjìběn běnrén, běnzhì, běnnéng, běnlǐng, běnkē, běnyuè, Běntián                           |
| 打         | dǎ          | 1       | 打电话，打牌子，打听，打枪，打扫，打交道                                                 | dǎ diànhuà, dǎ páizi, dǎtīng, dǎqiāng, dǎsǎo, dǎ jiāodao                                                                                    |
| 点         | diǎn        | 1       | 点火机，点菜，一点点，景点，观点，焦点 墨点，雨点，点名                                  | diǎnhuǒjī, diǎn cài, yìdiǎndiǎn, jǐngdiǎn, guāndiǎn, jiāodiǎn mòdiǎn, yǔdiǎn, diǎn míng                                                     |
| 脑         | nǎo         | 1       | 脑子，平板电脑，脑癌，脑力                                                               | nǎozi, píngbǎn diànnǎo, nǎoài, nǎolì |
| 影         | yǐng        | 1       | 影响，电影，电影院，影子                                                                 | yǐngxiǎng, diànyǐng, diànyǐngyuàn, yǐngzi                                                                                                   |
| 起         | qǐ          | 1       | 起来，起床，起作用，起飞                                                                 | qǐlái, qǐchuáng, qǐ zuòyòng, qǐfēi |
| 狗         | gǒu         | 1       | 一只狗，狗屎，狗食                                                                       | yì zhī gǒu, gǒushǐ, gǒushí |
| 语         | yǔ          | 1       | 汉语，外语，语言，语法，词语 母语，日语，朝鲜语，越南语，语音命令                        | hànyǔ, wàiyǔ, yǔyán, yǔfǎ, cìyǔ mǔyǔ, rìyǔ, cháoxiānyǔ, yuènányǔ, yǔyīn mínglìng                                                            |
| 好         | hǎo         | 1       | 很好，好看，良好，好人，最好                                                             | hěn hǎo, hǎokàn, liáng hǎo, hǎorén, zuì hǎo                                                                                                 |
| 很         | hěn         | 1       | 很忙，很想去你那儿                                                                       | hěn máng, hěn xiǎng qù nǐ nàr |
| 几         | jǐ          | 1       | 几个，好几，十几                                                                         | jǐ ge, hǎo jǐ, shí jǐ |
| 九         | jiǔ         | 1       | 九个人                                                                                   | jiǔ ge rén |
| 老         | lǎo         | 1, R.K. | 老人，老师，老鼠，老外，老爷 老奶，老爸，老虎，老婆儿，老王                              | lǎorén, lǎoshī, lǎoshǔ, lǎowài, lǎoyé lǎonài, lǎobā, lǎohǔ, lǎopōr, lǎo Wáng                                                                |
| 冷         | lěng        | 1       | 冷水，冷天，冷风                                                                         | lěng shuǐ, lěng tiān, lěng fēng |
| 里         | lǐ          | 1, R.K. | 那里，里面，心里，家里                                                                   | nàli, lǐmian, xīn lǐ, jiā lǐ |
| 买         | mǎi         | 1       | 买书，买卖                                                                               | mǎi shū, mǎimài |
| 有         | yǒu         | 1       | 有名，有兴趣，有意思，没有，有利 有害，有背景，有钱，有面子                              | yǒumíng, yǒu xìngqù, yǒu yìsi, méi yǒu, yǒu lì yǒuhài, yǒu bèijǐng, yǒu qián, yǒu miànzi                                                    |
| 米         | mǐ          | 1, R.K. | 大米，米饭，米兰，米兰式米饭，小米集团                                                   | dàmǐ, mǐfàn, Mǐlán, Mǐlán shì mǐfàn, Xiǎomǐ Jítuán                                                                                          |
| 哪         | nǎ          | 1       | 哪儿，哪里，哪儿跟哪儿                                                                   | nǎr, nǎli, nǎr gēn nǎr |
| 网         | wǎng        | 1, R.K. | 网络，上网，下网，网站，官网 网友                                                        | wǎngluó, shàng wǎng, xià wǎng, wǎngzhàn, guānwǎng wǎngyǒu                                                                                   |
| 鸟         | niǎo        | 1, R.K. | 鸟卵                                                                                     | niǎoluǎn |
| 火         | huǒ         | 1, R.K. | 火车站，点火机，发火，救护车，着火                                                       | huǒchēzhàn, diǎnhuǒjī, fāhuǒ, jiùhùchē, zháo huǒ                                                                                            |
| 手         | shǒu        | 1, R.K. | 歌手，二手，鼓手，手指，拿手菜                                                           | gēshǒu, èrshǒu, gǔshǒu, shǒuzhǐ, náshǒucài                                                                                                  |
| 走         | zǒu         | 1, R.K. | 走路，走弯路，拿走，走马看花                                                             | zǒu lù, zǒu wānlù, názǒu, zǒu mǎ kàn huā |
| 草 （艸）  | cǎo         | 1, R.K. | 割草，绿草                                                                               | gē cao, lvcao |
| 长         | chǎng       | 1, R.K. | 长期，长城，长短，长江，长途 长袖                                                        | chángqī, Chángchéng, chángduǎn, Cháng Jiāng, chángtú chángxiù                                                                               |
| 耳         | ěr          | 1, R.K. | 耳朵，木耳，耳屎，入耳                                                                   | ěrduō, mùěr, ěrshǐ, rùěr |
| 口         | kǒu         | 1, R.K. | 口语，口试，口袋，口味，口罩                                                             | kǒuyǔ, kǒushì, kǒudài, kǒuwèi, kǒuzhào |
| 马         | mǎ          | 1, R.K. | 马上，马桶，好马，走马看花，塞翁失马                                                     | mǎshàng, mǎtǒng, hǎomǎ, zǒu mǎ kàn huā, Sāi Wēng shī mǎ                                                                                     |
| 你         | nǐ          | 1       | 你们                                                                                     | nǐmen |
| 女         | nǚ          | 1, R.K. | 女儿，妇女，女士，剩女，女律师                                                           | nǚér, fùnǚ, nǚshì, shèngnǚ, nǚlǜshī |
| 果         | guǒ         | 1       | 苹果，结果，成果，后果，如果，果然                                                       | píngguǒ, jiéguǒ, chéngguǒ, hòuguǒ, rúguǒ, guǒrán                                                                                            |
| 请         | qǐng        | 1       | 请假，申请，邀请，请进，请坐，敬请                                                       | qǐng jià, shēnqǐng, yāoqǐng, qǐng jìn, qǐng zuō, jìngqǐng                                                                                   |
| 午         | wǔ          | 1       | 中午，下午，上午                                                                         | zhōngwǔ, xiàwǔ, shàngwǔ |
| 少         | shǎo        | 1       | 青少年，减少                                                                             | qīngshǎonián, jiǎnshǎo |
| 水         | shuǐ        | 1, R.K. | 河水，喝水，海水，湖水，水面，死水 饮水，水泥，水污染，沸水，开水，水泡                  | héshuǐ, hē shuǐ, hǎishuǐ, húshuǐ, shuǐmiàn, sìshuǐ yǐnshuǐ, shuǐní, shuǐ wūrǎn, fèi shuǐ, kāi shuǐ, shuǐpào                                 |
| 我         | wǒ          | 1       | 我们，我国，我方，自我                                                                   | wǒmen, wǒguó, wǒfāng, zìwǒ |
| 喜         | xǐ          | 1       | 喜欢                                                                                     | xǐhuān |
| 雨         | yǔ          | 1, R.K. | 下雨，雨伞，雨水，雨量                                                                   | xià yǔ, yǔsǎn, yǔshuǐ, yǔliàng |
| 想         | xiǎng       | 1       | 想念，想象                                                                               | xiǎngniàn, xiǎngxiàng |
| 小         | xiǎo        | 1, R.K. | 小孩子，小吃，小米集团，小心                                                             | xiǎoháizi, xiǎochī, Xiǎomǐ Jítuán, xiǎoxīn                                                                                                  |
| 姐         | jiě         | 1       | 姐姐，姐妹                                                                               | jiějie, jiěmèi |
| 写         | xiě         | 1       | 写信，写字，写小说，写文章，写稿子                                                       | xiě xìn, xiě zì, xiě xiǎoshuō, xiě wénzhāng, xiě gǎozi                                                                                      |
| 椅         | yǐ          | 1       | 椅子，桌椅                                                                               | yǐzi, zhuōyǐ |
| 怎         | zěn         | 1       | 怎么样                                                                                   | zěnmeyàng |
| 乙         | yǐ          | R.K.    | 乙型                                                                                     | yǐxíng |
| 卜         | pǔ, bo      | R.K.    | 胡萝卜                                                                                   | húluóbo |
| 土         | tǔ          | R.K.    | 土壤，地图册，乡土，红土，尘土                                                           | tǔrǎng, dìtúcè, xiāngtǔ, hóngtǔ, chéntǔ |
| 广         | guǎng       | R.K.    | 广告，广场，广东，广州，广泛 广播                                                        | guǎnggào, guǎngchǎng, Guǎngdōng, Guǎngzhōu, guǎngfàn guǎngbō                                                                                |
| 斗         | dǒu         | R.K.    | 斗争                                                                                     | dǒuzhèng |
| 止         | zhǐ         | R.K.    | 至今为止，停止，禁止，防止                                                               | zhì jīn wéi zhǐ, tíngzhǐ, jìnzhǐ, fángzhǐ                                                                                                   |
| 歹         | dǎi         | R.K.    | 好歹，歹人                                                                               | hǎodǎi, dǎirén |
| 瓦         | wǎ          | R.K.    | 瓦特                                                                                     | wǎtè |
| 皿         | mǐn         | R.K.    | 器皿，培养皿                                                                             | qìmǐn, péiyǎngmǐn |
| 矢         | shǐ         | R.K.    | 弓矢                                                                                     | gōngshǐ |
| 缶         | fǒu         | R.K.    | -                                                                                        | - |
| 羽         | yǔ          | R.K.    | 羽毛球                                                                                   | yǔmáoqiú |
| 耒         | lěi         | R.K.    | -                                                                                        | - |
| 虍         | hǔ          | R.K.    | -                                                                                        | - |
| 角         | jiǎo        | R.K.    | 角度，鹿角                                                                               | jiǎodù, lùjiǎo |
| 谷         | gǔ          | R.K.    | 曼谷，谷歌                                                                               | Màngǔ, Gǔgē |
| 豕         | shǐ         | R.K.    | 鲁鱼亥豕                                                                                 | lǔyúháishǐ |
| 首         | shǒu        | R.K.    | 元首，首先，一首唐诗，首页，首都                                                         | yuánshǒu, shǒuxiān, yì shǒu Tángshī, shǒuyè, shǒudū                                                                                         |
| 骨         | gě          | R.K.    | 骨骼，尸骨，白骨，骨干                                                                   | gǔgé, shīgǔ, báigǔ, gǔgān |
| 鬼         | guǐ         | R.K.    | 白鬼仔，洋鬼子                                                                           | bái guǐzi, yángguǐzi |
| 鼠         | shǔ         | R.K.    | 老鼠                                                                                     | làoshù |
| 齿         | chǐ         | R.K.    | 牙齿，臼齿                                                                               | yǎchì, jiùchǐ |
| 百         | bǎi         | 2       | 一百年                                                                                   | yì bǎi nián |
| 纸         | zhǐ         | 2       | 报纸，红纸，纸质版，纸业，剪纸                                                           | bàozhǐ, hóngzhǐ, zhǐzhìbǎn, zhǐyè, jiǎnzhǐ                                                                                                  |
| 比         | bǐ          | 2       | 比较，比赛，相比，比如，比方，比喻                                                       | bǐjiào, bǐsài, xiāngbǐ, bǐrú, bǐfāng, bǐyù                                                                                                  |
| 馆         | guǎn        | 2       | 宾馆，跳水馆，餐馆，体育馆，博物馆                                                       | bīnguǎn, tiàoshuǐguǎn, cānguǎn, tǐyùguǎn |
| 等         | děng        | 2       | 等待，请稍等                                                                             | děngdài, qǐng shāo děng |
| 懂         | dǒng        | 2       | 懂事                                                                                     | dǒngshì |
| 给         | gěi, jǐ     | 2       | 发给，给予                                                                               | fāgěi, jǐyǔ |
| 始         | shǐ         | 2       | 开始，创始，秦始皇帝                                                                     | kāishǐ, chuàngshǐ, Qín Shǐ Huángdì |
| 考         | kǎo         | 2       | 考试，考卷，考虑，考题，考生，高考                                                       | kǎoshì, kǎojuàn, kǎolǜ, kǎotí, kǎoshēng, gāokǎo                                                                                             |
| 可         | kě          | 2       | 可以，可能，可惜，可怜，可爱，可是                                                       | kěyǐ, kěnéng, kěxī, kělián, kěài, kěshì |
| 以         | yǐ          | 2       | 以来，以便，以免，所以，以前 以后，以内，可以                                            | yǐlái, yǐbiàn, yǐmiàn, suǒyǐ yǐqián, yǐhòu, yǐnèi, kěyǐ                                                                                     |
| 两         | liang       | 2       | 两辆汽车，两难                                                                           | liǎng liàng qìchē, liǎngnàn |
| 旅         | lǚ          | 2       | 旅游，旅人                                                                               | lǚyóu, lǚrén |
| 每         | měi         | 2       | 每个人                                                                                   | měi ge rén |
| 奶         | nǎi         | 2       | 奶奶，牛奶，羊奶，驴奶，奶酪，奶粉                                                       | nǎinai, niúnǎi, yángnǎi, lǜnǎi, nǎilào, nǎifěn                                                                                              |
| 跑         | pǎo         | 2       | 跑步                                                                                     | pǎo bù |
| 笔         | bǐ          | 2       | 铅笔，圆珠笔，黑笔，笔试，笔记本                                                         | qiānbǐ, yuánzhūbǐ, hēibǐ, bǐshì, bǐjìběn |
| 体         | tǐ          | 2       | 身体，体育，体育馆，体制，体现，体验                                                     | shēntǐ, tǐyù, tǐyùguǎn, tǐzhì, tǐxiàn, tǐyàn                                                                                                |
| 表         | biǎo        | 2       | 发表，表示，表演，表扬，手表                                                             | fābiǎo, biǎoshì, biǎoyǎn, biǎoyáng, shǒubiǎo                                                                                                |
| 舞         | wǔ          | 2       | 跳舞，舞蹈，龙舞                                                                         | tiào wǔ, wǔdǎo, lóngwǔ |
| 晚         | wǎn         | 2       | 晚上，今晚，明晚，昨晚，早晚                                                             | wǎnshàng, jīnwǎn, míngwǎn, zuówǎn, zǎowǎn                                                                                                   |
| 往         | wǎng        | 2       | 往往，来往，前往                                                                         | wǎngwǎng, láiwǎng, qiánwǎng |
| 洗         | xǐ          | 2       | 洗澡                                                                                     | xǐzǎo |
| 雪         | xuě         | 2       | 下雪，雪花，雪白，雪山，雪景，大雪，雪人                                                 | xià xuě, xuěhuā, xuěbái, xuěshān, xuějǐng, dàxuě, xuěrén                                                                                    |
| 眼         | yǎn         | 2       | 眼睛，红眼，饱眼福，眼珠                                                                 | yǎnjīng, hóngyǎn, bǎoyǎnfú, yǎnzhū |
| 也         | yě          | 2       | 她们也都，也许                                                                           | tāmen yè dōu, yěxǔ |
| 已         | yǐ          | 2       | 而已，已经，已有                                                                         | éryǐ, yǐjīng, yǐyǒu |
| 所         | suǒ         | 2       | 一所学校，所以，之所以，交易所，研究所                                                   | yì suǒ xuéxiào, suǒyǐ, zhīsuǒyǐ, jiāoyìsuǒ, yánjiūsuǒ                                                                                       |
| 泳         | yǒng        | 2       | 游泳，泳池，泳装，泳衣，泳帽，游泳镜 游泳裤，蛙泳，蝶泳，海豚用，自由泳 混合泳，花样游泳 | yóngyǒng, yǒngchí, yǒngzhuāng, yǒngyī, yǒngmào, yóuyǒngjìng yóuyǒngguǎn, qīngyǒng, diéyǒng, hǎitúnyǒng, zìyóuyǒng hùnhéyǒng, huāyàngyóuyǒng |
| 远         | yuǎn        | 2       | 遥远                                                                                     | yáoyuǎn |
| 早         | zǎo         | 2       | 早上，早晚，提早，一大早，早晨                                                           | zǎoshàng, zǎowǎn, tízǎo, yídàzǎo, zǎochén                                                                                                   |
| 找         | zhǎo        | 2       | 找房子                                                                                   | zhǎo fángzi |
| 准         | zhǔn        | 2       | 准备，准确，批准，标准                                                                   | zhǔnbèi, zhǔnquè, pīzhǔn, biāozhǔn |
| 左         | zuǒ         | 2       | 左右，左边，左侧                                                                         | zuǒyòu, zuǒbian, zuǒcè |
| 累         | lěi         | 2       | 积累                                                                                     | jīlěi |

### Quarto tono (第四声)
| Hanzi 汉字 | Pinyin 拼音 | HSK     | Esempio 例子 | Pinyin 拼音 |
| ---------- | ----------- | ------- | --- | --- |
| 爱         | ài          | 1       | 爱情，爱国，爱好，爱人，爱惜                                                                                     | àiqíng, àiguó, àihào, àirén, àixī |
| 爸         | bà          | 1       | 爸爸，老爸，爸妈                                                                                                 | bàba, lǎobà, bàmǎ |
| 不         | bù          | 1       | (vedi tabella sul sandhi tonale)                                                                                 | - |
| 菜         | cài         | 1       | 点菜，白菜，蔬菜                                                                                                 | diǎn cài, bái cài, shūcài |
| 电         | diàn        | 1       | 电车，电子车，电吉他，充电器，电视 电影院                                                                        | diǎnchē, diànzǐchē, diànjítā, chōngdiànqì, diànshì diànyǐngyuàn |
| 话         | huà         | 1       | 说话，客套话，讲话，话题，孩子话，话筒 电话号码，讲话，对话，神话，童话，废话 俗话，假话，谎话，实话，梦话，白话 | shuō huà, kètàohuà, jiǎng huà, huàtí, háizihuà, huàtǒng diànhuà hàomǎ, jiǎng huà, duìhuà, shénhuà, tónghuà, fèihuà súhuà, jiǎhuà, huǎnghuà, shíhuà, mènghuà, báihuà |
| 大         | dà, dài     | 1       | 大连，大学，大腿，大提琴，大夫，大禹                                                                             | Dàlián, dàxué, dàtuǐ, dàtíqín, dàifu, Dà Yǔ |
| 的         | dì          | 1       | 目的，目的地 | mùdì, mùdìdì |
| 视         | shì         | 1       | 电视，忽视，重视，歧视                                                                                           | diànshì, hūshì, zhòngshì, qíshì |
| 对         | duì         | 1       | 对方，对面，对错，反对，对手，相对，对话 面对面，对外关系，对了，绝对，对抗，针对                                | duìfāng, duìmiàn, duìcuò, fǎnduì, duìshǒu, xiāngduì, duìhuà miànduìmiàn, duìwài guānxi, duìle, juéduì, duìkàng, zhēnduì                                             |
| 二         | èr          | 1, R.K. | 二手，第二，星期二，周二，礼拜二                                                                                 | èrshǒu, dì èr, xīngqīèr, zhōuèr, lǐbàièr |
| 四         | sì          | 1       | 四面八方，四大发明，四大名著                                                                                     | sì miàn bā fāng, sì dà fāmíng, sì dà míngzhū |
| 六         | liù         | 1       | 六个人，星期六，礼拜六，周六                                                                                     | liù ge rén, xīngqīliù, lǐbàiliù, zhōuliù |
| 万         | wàn         | 1       | 千万，万一 | qiānwàn, wànyī |
| 饭         | fàn         | 1       | 吃饭，饭桌，饭店，饭馆，米饭                                                                                     | chī fàn, fànzhuō, fàndiàn, fànguǎn, mǐfàn |
| 店         | diàn        | 1       | 商店，花店，酒店，开店，店门，饭店                                                                               | shāngdiàn, huādiàn, jiǔdiàn, kāi diàn, diànmén, fàndiàn |
| 兴         | xìng        | 1       | 高兴，感兴趣 | gāoxìng, gǎn xìngqù |
| 个         | gè          | 1       | 个人，个子 | gèrén, gèzi |
| 作         | zuò         | 1       | 作业，作家，作诗，作曲，作品                                                                                     | zuòyè, zuòjiā, zuòshī, zuòqǔ, zuòpǐn |
| 汉         | hàn         | 1       | 好汉，汉语，汉城 / 首尔，汉朝，汉江                                                                              | hǎohàn, hànyǔ, Hànchéng / Shǒuěr, Hàn cháo, Hàn Jiāng |
| 号         | hào         | 1       | 号码，学号，型号，注音符号，问号，逗号 句号，叹号                                                                | hàomǎ, xuéhào, xínghào, zhùyīn fúhào, wènhào, dòuhào jùhào, tánhào                                                                                                  |
| 后         | hòu         | 1       | 以后，此后，之后，后面，后边，后部                                                                               | yǐhòu, cǐhòu, zhīhòu, hòumian, hòubiān, hòubù |
| 面         | miàn        | 1       | 里面，丢面子，面具，水面                                                                                         | lǐmian, diū miànzi, miànjù, shuǐmiàn |
| 会         | kuì, kuài   | 1       | 会议，会晤，开会，盛会，峰会 会计，会计师，会计学                                                                | huìyì, huìwù, kāi huì, shènghuì, fēnghuì kuàijì, kuàijìshī, kuàijìxué                                                                                               |
| 叫         | jiào        | 1       | 喊叫 | hǎnjiào |
| 看         | kàn         | 1       | 看小说，看电视                                                                                                   | kàn xiǎoshuō, kàn diànshì |
| 见         | jiàn        | 1, R.K. | 见度，再见，可见，待会儿见                                                                                       | jiàndù, zàijiàn, kějiàn, dāi huìr jiàn |
| 块         | kuài        | 1       | 一块儿 | yí kuàir |
| 字         | zì          | 1       | 汉字，写字，字源，说文解字                                                                                       | hànzì, xiě zì, zìyuán, Shuōwén Jiězì |
| 那         | nà          | 1       | 那里，那边 | nàli, nàbiān |
| 漂         | piào        | 1       | 漂亮 | piàoliang |
| 去         | qù          | 1       | 去看马克思，去死吧                                                                                               | qù kàn màkèsī, qù sǐ ba |
| 热         | rè          | 1       | 热爱，热情，热烈，热卡布奇诺                                                                                     | rèài, rèqíng, rèliè, rè kǎbùqínuò |
| 认         | rèn         | 1       | 辨认，认识，否认，确认，认定                                                                                     | biànrèn, rènshi, fǒurèn, quèrèn, rèndìng |
| 上         | shàng       | 1       | 马上，上古汉语，上面，上涨，上楼                                                                                 | mǎshàng, Shànggǔ Hànyǔ, shàngmian, shàngzhāng, shàng lóu |
| 是         | shì         | 1       | 但是，却是，可是，并非是，于是                                                                                   | dànshì, quèshì, kěshì, bìng fēi shì, yúshì |
| 睡         | shuì        | 1       | 睡觉 | shuì jiào |
| 觉         | jiào        | 1       | 睡觉 | shuì jiào |
| 岁         | suì         | 1       | 两岁 | liǎng suì |
| 太         | tài         | 1       | 老太太，太阳，太热了，太平洋                                                                                     | lǎotàitai, tàiyáng, tài rè le, Tàipíng Yáng |
| 气         | qì, qi5     | 1       | 气候，天气，气温，气象，气功，汽水 发脾气，客气                                                                  | qìhòu, tiānqì, qìwēn, qìxiàng, Qìgōng, qìshuǐ fā píqi, kèqi |
| 喂         | wèi         | 1       | 喂养 | wèiyǎng |
| 下         | xià         | 1       | 下面，下楼，一下，下车，楼下， 下载，下象棋                                                                      | xiàmian, xià lóu, yí xià, xià chē, lóuxià, xiàzài, xià xiàngqí |
| 现         | xiàn        | 1       | 现在，现场，现任，现实，发现，现代，现象                                                                         | xiànzài, xiànchǎng, xiànrén, xiànshí, xiàndài, xiànxiàng |
| 在         | zài         | 1       | 在线，现在，在于                                                                                                 | zàixiàn, xiànzài, zàiyú |
| 谢         | xiè         | 1       | 谢谢， 感谢，谢天谢地                                                                                            | xièxie, gǎnxiè, xiè tiān xiè dì |
| 校         | xiào        | 1       | 学校，校长，校园，校服                                                                                           | xuéxiào, xiàozhǎng, xiàoyuán, xiàofú |
| 一         | yì          | 1, R.K. | 一本字典，一只狗，一条鱼                                                                                         | yì běn zìdiǎn, yì zhī gǒu, yí tiào yú |
| 院         | yuàn        | 1       | 院子，学院，住院                                                                                                 | yuànzi, xuěyuan, zhùyuàn |
| 月         | yuè         | 1, R.K. | 月份，一月，二月，两个月，月亮，月历                                                                             | yuèfen, yíyuè, èryuè, liǎng ge yuè, yuèliang, yuèlì |
| 再         | zài         | 1       | 再次，再三 | zàicì, zàisān |
| 样         | yàng        | 1       | 一样，样子，做榜样，怎么样                                                                                       | yíyàng, yàngzi, zuò bǎngyàng, zěnmeyàng |
| 这         | zhè         | 1       | 这本书，这里，这边                                                                                               | zhè běn shú, zhèli, zhèbiān |
| 住         | zhù         | 1       | 住房子，住院 | zhù fǎngzi, zhùyuàn |
| 坐         | zuò         | 1       | 请坐 | qǐng zuò |
| 做         | zuò         | 1       | 做榜样 | zuò bǎngyàng |
| 弋         | yì          | R.K.    | - | - |
| 入         | rù          | R.K.    | 深入，入学考试，入口，入耳，入党                                                                                 | shēnrù, rùxué kǎoshì, rùkǒu, rùěr, rùdǎng |
| 士         | shì         | R.K.    | 女士，护士，角斗士                                                                                               | nǚshì, hùshì, juédòushì |
| 寸         | cùn         | R.K.    | 三寸 | sān cǔn |
| 干         | gàn         | R.K.    | 干嘛，干活儿 | gànmá, gàn huór |
| 彐         | jì          | R.K.    | - | - |
| 彳         | chì         | R.K.    | 彳亍 | chìchù |
| 户         | hù          | R.K.    | 户口，家喻户晓                                                                                                   | húkǒu, jiāyùhùxiǎo |
| 木         | mù          | R.K.    | 木材，木耳，木板，木头，木块                                                                                     | mùcái, mùěr, mùbǎn, mùtóu, mùkuài |
| 玉         | yù          | R.K.    | 玉米 | yùmǐ |
| 皮         | pì          | R.K.    | 皮肤，皮鞋，皮衣，皮革，蛇皮包                                                                                   | pífū, píxié, píyī, pígé, shèpíbāo |
| 示         | shì         | R.K.    | 出示，显示，显示器，表示，暗示，启示，警示                                                                       | chūshì, xiǎnshì, xiǎnshìqì, biǎoshì, ànshì, qǐshì, jǐngshì |
| 立         | lì          | R.K.    | 立场，建立 | lìchǎng, jiànlì |
| 聿         | yù          | R.K.    | - | - |
| 至         | zhì         | R.K.    | 甚至，乃至，至今为止                                                                                             | shènzhì, nǎizhì, zhì jīn wéi zhǐ |
| 臼         | jiù         | R.K.    | 臼齿 | jiùchǐ |
| 艮         | gèn         | R.K.    | - | - |
| 豆         | dòu         | R.K.    | 豆子，豆浆，豆油，豆酱                                                                                           | dòuzi, dòujiāng, dòuyóu, dòujiàng |
| 豸         | zhì         | R.K.    | - | - |
| 贝         | bèi         | R.K.    | 贝壳 | bèiké |
| 赤         | chì         | R.K.    | 赤字，赤红，赤脚                                                                                                 | chìzì, chìhóng, chìjiǎo |
| 辵         | chuò        | R.K.    | - | - |
| 邑         | yì          | R.K.    | - | - |
| 阜         | fù          | R.K.    | 曲阜 | Qūfù |
| 助         | zhù         | 2       | 帮助，助词，助人                                                                                                 | bāngzhu, zhuci, zhuren |
| 报         | bào         | 2       | 报道，报纸，报告，天气预报                                                                                       | bàodào, bàozhǐ, bàogào, tiānqì yùbào |
| 唱         | chàng       | 2       | 唱歌 | chàng gē |
| 次         | cì          | 2       | 一次考试，次于，次要，两次，这次，那次 下次，上次                                                                | yí cì kǎoshì, cíyǔ, cìyào, liǎng cì, zhè cì, nà cì xià cì, shàng cì                                                                                                 |
| 错         | cuò         | 2       | 错误，说错，错时                                                                                                 | cuòwù, shuōcuò, cuòshí |
| 到         | dào         | 2       | 到来，说到做到                                                                                                   | dàolái, shuōdào zuòdào |
| 弟         | dì          | 2       | 弟弟，兄弟 | dìdi, xiōngdì |
| 务         | wù          | 2       | 服务，家务，任务，财务部                                                                                         | fúwù, jiāwù, rénwù, cáiwùbù |
| 告         | gào         | 2       | 告诉，报告，告别，广告，转告                                                                                     | gàosù, bàogào, gàobié, guǎnggào, zhuǎngào |
| 共         | gòng        | 2       | 公共，共和国，一共，中共，共产党                                                                                 | gōnggòng, Gònghéguó, yígòng, Zhōnggòng, Gòngchǎndǎng |
| 汽         | qì          | 2       | 汽车，汽水 | qìchē, qìshuǐ |
| 贵         | guì         | 2       | 宝贵 | bǎoguì |
| 过         | guò         | 2       | 过日子，过去，过海关，通过，超过                                                                                 | guò rizi, guòqù, guò hǎiguān, tōngguò, chāoguò |
| 站         | zhàn        | 2       | 火车站，电车站                                                                                                   | huǒchēzhàn, diǎnchēzhàn |
| 蛋         | dàn         | 2       | 鸡蛋，巧克力蛋糕                                                                                                 | jīdàn, qiǎokèlì dàngāo |
| 件         | jiàn        | 2       | 一件事情，微软公司套件，一件衣服 文件，事件                                                                      | yí jiàn shìqíng, Wēiruǎn Bàngōng Táojiàn, yí jiàn yīfú wénjiàn, shìjiàn                                                                                             |
| 教         | jiào        | 2       | 教书，教学，教育，教授，教材                                                                                     | jiào shū, jiàoxué, jiàoyù, jiàoshòu, jiàocái |
| 室         | shì         | 2       | 教室，室内设计，室内乐，室外活动，卧室 会议室，候机室，办公室，温室，囚室，墓室                                  | jiàoshì, shìnèi shèjì, shìnèiyuè, shìwài huódòng, wòshì huìyìshì, hòujīshì, bàngōngshì, wēndù, qiúshì, mùshì                                                        |
| 介         | jiè         | 2       | 介绍，中介 | jièshào, zhōngjiè |
| 绍         | shào        | 2       | 介绍 | jièshào |
| 进         | jìn         | 2       | 请进，进一步，前进                                                                                               | qǐng jìn, jìn yí bù, qiánjìn |
| 近         | jìn         | 2       | 最近，附近 | zuìjìn, fùjìn |
| 就         | jiù         | 2       | 就业，成就感 | jiùyè, chéngjiùgǎn |
| 试         | shì         | 2       | 考试，试验，口试，笔试，尝试，试卷，测试                                                                         | kǎoshì, kǎoyàn, kǒushì, bǐshì, chángshì, shìjuàn, cèshì |
| 课         | kè          | 2       | 课堂，一节课，上课，下课，补课，逃课，课程                                                                       | kètáng, yì jié kè, shàng kè, xià kè, bǔ kè, táo kè, kèchéng |
| 快         | kuài        | 2       | 愉快，快乐，快速，加快                                                                                           | yúkuài, kuàilè, kuàisù, jiākuài |
| 乐         | lè, yuè     | 2       | 音乐，乐器，乐队，室内乐，娱乐，乐观，欢乐                                                                       | yīnyuè, yuèqì, yuèduì, shìnèiyuè, yúlè, lèguān, huānlè |
| 累         | lèi         | 2       | 累死 | lèisǐ |
| 路         | lù          | 2       | 道路，马路，走弯路，走路，路人                                                                                   | dàolù, mǎlù, zǒu wānlù, zǒulù, lùrén |
| 卖         | mài         | 2       | 卖书，买卖，卖国                                                                                                 | mài shū, mǎi shū, mài guó |
| 慢         | màn         | 2       | 慢速，慢慢用，放慢                                                                                               | mànsù, màn màn yòng, fàngmàn |
| 妹         | mèi         | 2       | 妹妹，姐妹 | mèimei, jiěmèi |
| 步         | bù          | 2       | 散步，步骤，步行，进一步                                                                                         | sànbù, bùzhòu, bùxíng, jìn yí bù |
| 让         | ràng        | 2       | 让他说 | ràng tā shuō |
| 日         | rì          | 2, R.K. | 日期，过日子，周日，今日，日益，日趋，日本                                                                       | rìqī, guò rìzi, zhōurì, jīnrì, rìyì, rìqū, Rìběn |
| 事         | shì         | 2       | 事情，事故，办事儿                                                                                               | shìqíng, shìgù, bàn shìr |
| 送         | sòng        | 2       | 送礼物 | sòng lǐwù |
| 但         | dàn         | 2       | 但是，但却，但丁                                                                                                 | dànshì, dànquè, Dàndīng |
| 跳         | tiào        | 2       | 跳舞，跳下 | tiào wǔ, tiào xià |
| 外         | wài         | 2       | 外语，外面，外部，海外，例外，在外，国外                                                                         | wàiyǔ, wàimian, wàibù, hǎiwài, lìwài, zàiwài, guówài |
| 为         | wèi         | 2       | 因为，为了 | yīnwèi, wèile |
| 问         | wèn         | 2       | 问题，问卷，请问，访问                                                                                           | wèntí, wènjuàn, qǐng wèn, fǎngwèn |
| 望         | wàng        | 2       | 希望，失望 | xīwàng, shīwàng |
| 笑         | xiào        | 2       | 笑话，笑声，开玩笑                                                                                               | xiàohuà, xiàoshēng, kāi wánxiào |
| 姓         | xìng        | 2       | 姓名 | xìngmíng |
| 色         | sè          | 2, R.K. | 颜色，色彩，桔色，栗色，金色，银色                                                                               | yánsè, sècǎi, júsè, lìsè, jīnsè, yīnsè |
| 肉         | ròu         | 2, R.K. | 羊肉，马肉，猪肉，鸡肉，吃肉，肉片，入肉                                                                         | yángròu, mǎròu, zhūròu, jīròu, chī ròu, ròupiàn, rúròu |
| 药         | yào         | 2       | 中药，药水，药片，吃药，药方，西药，药剂                                                                         | Zhōngyào, yàoshuǐ, yàopiàn, chī yào, yàofāng, xīyào, yàojì |
| 意         | yì          | 2       | 意思，意大利，意义                                                                                               | yìsi, Yìdàlì, yìyì |
| 右         | yòu         | 2       | 右边，右面 | yòubiān, yòumian |
| 运         | yùn         | 2       | 运动，运货车，厄运                                                                                               | yùndòng, yùnhuòchē, èyùn |
| 动         | dòng        | 2       | 运动，行动，动物，电动车，自动车                                                                                 | yùndòng, xíngdòng, dòngwù, diàndòngchē, zìdòngchē |
| 丈         | zhàng       | 2       | 丈夫 | zhàngfu |
| 正         | zhèng       | 2       | 正在，正名，正确，改正，正义 正因为                                                                              | zhèngzài, zhèngmíng, zhèngquè, gǎizhèng, zhèngyì zhèng yīnwèi |
| 道         | dào         | 2       | 道德经，道理，剑道，水道，道路，街道                                                                             | Dàodéjīng, dàolǐ, jiǎndào, shuǐdào, dàolù, jiēdào |
| 备         | bèi         | 2       | 准备，自备，具备，设备                                                                                           | zhǔnbèi, zìbèi, jùbèi, shèbèi |
| 最         | zuì         | 2       | 最大，最近 | zuì dà, zuìjìn |

## Esempi di combinazioni tonali

### Tavola di combinazioni tonali bisillabiche
Gran parte sono parole bisillabiche, con poi poche combinazioni ex 个 e 吗 e 呢, particelle. Svariate sono di HSK1 e 2, tuttavia la compilazione è largamente miscellanea e contiene esempi comunque piuttosto diffusi.
| Pattern tonale 声调                | Esempi 例子 | Pinyin 拼音 |
| ---------------------------------- | --- | --- |
| 1-1                                | 参加，琵琶，三千，西安，今天，餐桌，桌巾，出家 飞机，分钟，公司，医生，咖啡，公鸡，出生，发生 青蛙，冰箱，担心，发烧，公斤，参观，刮风，关心 几乎，秋天，西瓜，拼音，工资，康熙，之间，之一 声音，增加，司机，分析，垃圾，天津，山东，新疆 虽说，欧洲，非洲，交通，糟糕，郊区，中心，春天 冬天，公开，中庸，天天，星期，诗经，袈裟，通知 沙发，沙拉，吃惊，抽烟，乒乓，轻松，山区，安装 当今，当中，中间，之中，应该，新鲜，香蕉，餐厅 出差，出发，粗心，登机，发生，干杯，加班，开心 伤心，稍微，姜汤，增加，心脏，间接，双方，拉丁 听说，周一，周三，周天，春花，春风，冬风，秋风 | cānjiā, pīpā, sānqiān, Xīān, jīntiān, cānzhuō, zhuōjīn, chūjiā fēijī, fēnzhōng, gōngsī, yīshēng, kāfēi, gōngjī, chūshēng, fāshēng qīngwā, bīngxiāng, dānxīn, fāshāo, gōngjīn, cānguān, guāfēng, guānxīn jīhū, qiūtiān, xīguā, pīnyīn, gōngzī, Kāngxī, zhījiān, zhīyī shēngyīn, zēngjiā, sījī, fēnxī, lājī, Tiānjīn, Shāndōng, Xīnjiāng suīshuō, Ōuzhōu, Fēizhōu, jiāotōng, zāogāo, jiāoqū, zhōngxīn, chūntiān dōngtiān, gōngkāi, zhōngyōng, tiāntiān, xīngqī, Shījīng, jiāshā, tōngzhī shāfā, shālā, chījīng, chōuyān, pig1pāng, qīngsōng, shānqū, ānzhuāng dāngjīn, dāngzhōng, zhōngjiān, zhīzhōng, yīnggāi, xīnxiān, xiāngjiāo, cāntīng chūchāi, chūfā, cūxīn, dēngjī, fānshēng, gān bēi, jiābān, kāixīn shāngxīn, shāowēi, jiāngtāng, zēngjiā, xīnzāng, jiānjiē, shuāngfāng, lādīng tīngshuō, zhōuyī, zhōusān, zhōutiān, chūnhuā, chūnfēng, dōngfēng, qiūfēng |
| 1-2                                | 甘于，钢琴，非凡，出门，之前，工程，批评，天坛 新年，天才，中国，周围，江河，发言，安排，艰难 周年，虽然，当然，车门，阿姨，帮忙，刚才，跟随 关于，清朝，欢迎，光临，经常，空调，商朝，周朝 商祺，出席，缺席，刷牙，突然，忽然，金融，安全 失眠，新华，交流，钟头，钟楼，春节，将来，尸人 姑娘，灾民，鲸鱼，鲨鱼，吹牛，花园，花钱，编辑 生涯，中文，终于，要求，新闻，发狂，心情，当时 积极，加油，坚持，科学，偷钱，森林，生活，亏钱 说明，推迟，相同，支持，专门，区别，家庭 | gānyú, gāngqín, fēifán, chūmén, zhīqián, gōngchéng, pīpíng, Tiāntán xīnnián, tiāncái, Zhōngguó, zhōuwéi, Jiāng Hé, fāyán, ānpái, jiānnán zhōunián, suīrán, dāngrán, chēmén, āyí, bāngmáng, gāngcái, gēnsuí guānyú, Qīngcháo, huānyíng, guānglin, jīngchang, kōngtiao, Shāngcháo shāngqí, chūxí, quēxí, shuā yá, tūrán, hūrán, jīnróng, ānquán shīmín, Xīnhuá, jiāoliú, zhōngtóu, zhōnglóu, Chūnjié, jiānglái, shīrén gūniáng, zāimín, jīngyú, shāyú, chuīniú, huāyuán, huā qián, biānjí shēngyá, Zhōngwén, zhōngyú, yāoqiú, xīnwén, fākuáng, dāngshí jījí, jiāyóu, jiānchí, kēxué, tōu qián, sēnlín, shēnghuó, kuī qián shuōmíng, tuīchi, xiāngtóng, zhīchí, zhuānmén, qūbié, jiātíng |
| 1-3                                | 妈宝，餐馆，喝酒，中午，机场，身体，铅笔，发表 批准，黑板，黑马，经理，悠久，薪水，资本，发展 污染，公里，公马，公鼠，因此，歌曲，光脚，遵守 危险，尸体，思想，开水，吸取，胶水，标准，积累 精彩，缺点，缺少，申请，孙子，吸引，相反，辛苦 修理，修改，邀请，优点，官网，方法，私有，基础 针管，包裹，观点，冬雪，奢侈，拉屎 | mābǎo, cānguǎn, hē jiǔ, zhōngwǔ, jīchǎng, shēntǐ, qiānbǐ, fābiǎo pīzhǔn, hēibǎn, hēimǎ, jīnglǐ, yōujiǔ, xīnshuǐ, zīběn, fāzhǎn wūrǎn, gōnglǐ, gōngmǎ, gōngshǔ, yīncǐ, gēqǔ, guāngjiǎo, zūnshǒu wēixiǎn, shītǐ, sīxiǎng, kāishuǐ, xīqǔ, jiāoshuǐ, biāozhǔn, jīlěi jīngcǎi, quēdiǎn, quēshǎo, shēnqǐng, Sūnzǐ, xīyǐn, xiāngfǎn, xīnkǔ xiūlǐ, xiūgǎi, yāoqǐng, yōudiǎn, guānwǎng, fāngfǎ, sīyǒu, jīchǔ zhēnguǎn, bāoguǒ, guāndiǎn, dōngxuě, shēchǐ, lāshǐ |
| 1-4                                | 安静，超市，方便，根据，机会，机遇，经济，灯泡 开幕，书柜，趋向，开放，关键，超过，科举，因素 规定，尊敬，失望，街道，经过，通过，秋叶，商务 车奴，推荐，深入，生意，桑树，吃力，衣柜，干净 中药，吃药，雕刻，雕塑，周末，音乐，需要，翻译 方面，方向，丰富，估计，关键，观众，激动，家具 骄傲，接受，京剧，经历，经验，究竟，空气，千万 签证，生命，失败，失望，收入，酸味，温度，兴奋 压力，优秀，幽默，约会，招聘，真正，专业，尊重 尊敬，交费，餐具，期末，中共，饥饿，机器，支付 工作，之后，峰会，接受，声调，希望，音乐，因为 出示，机票，商店，说话，天气，三月，七月，八月 医院，知道，花店，鸡蛋，方向，黑色，灰色，发现 车站，巴士，生病，生日 | ānjìng, chāoshì, fāngbiàn, gēnjù, jīhuì, jīyù, jīngjì, dēngpào kāimù, shūguì, qūxiàng, kāifàng, guānjiàn, chāoguò, kējù, yīnsù guīdìng, zūnjìng, shīwàng, jiēdào, jīngguò, tōngguò, qiūyè, shāngwù chēnù, tuījìn, shēnrù, shēngyì, sāngshù, chī lì, yīguì, gānjìng Zhōngyào, chī yào, diāokè, diāosù, zhōumò, yīnyuè, xūyào, fānyì fāngmiàn, fāngxiàng, fēngfù, gūjì, guānjiàn, guānzhòng, jīdòng, jiājù jiāoào, jiēshòu, Jīngjù, jīnglì, jīngyàn, jiūjìng, kōngqì, qiānwàn qiānzhèng, shēngmìng, shībài, shīwàng, shōurù, suānwèi, wēndù, xīngfèn yālì, yōuxiù, yōumò, yuēhuì, zhāopìn, zhēnzhèng, zhuānyè, zūnzhòng zūnjìng, jiāofèi, cānjù, qīmò, Zhōnggòng, jīè, jīqì, zhīfù gōngzuò, zhīhòu, fēnghuì, jiēshòu, shēngdiào, xīwàng, yīnyuè, yīnwèi chūshì, jīpiào, shāngdiàn, shuō huà, tiānqì, sānyuè, qīyuè, bāyuè yīyuàn, zhīdào, huādiàn, jīdàn, fāngxiàng, hēisè, huīsè, fāxiàn chēzhàn, bāshì, shēngbìng, shēngrì |
| Secondo tono in posizione iniziale | | |
| 2-1                                | 胡须，国家，离开，聊天，邻居，年青，爬山，其他 吉他，提高，研究，熟悉，成功，成都，长江，钱包 其中，红军，国歌，毛衣，河岸，台湾，华商，华裔 学家，楼梯，熊猫，时间，重新，传真，航班，节约 十分，提供，文章，研究，阳光，原因，直接，房东 营销，林区，胡说，白宫，皮肤，麻将，读书，结婚 投资，南京，明天，昨天，离婚，茶几，围巾，厨师 旁边 | húxū, guójiā, líkāi, liáo tiān, línjū, niánqīng, pá shān, qítā jítā, jígāo, jiújīng, shúxī, chénggōng, Chéngdū, Cháng Jiāng, qiánbāo qízhōng, Hóngjūn, guógē, máoyī, héān, Táiwān, huáshāng, huáyī xuéjiā, lóutī, xióngmāo, shíjiān, chóngxīn, chuánzhēn, hángbān, jiéyuē shífēn, tígōng, wénzhāng, jiújīng, yángguāng, yuányīn, zhíjiē, fángdōng yíngxiāo, línqū, húshuō, Báigōng, pífū, májiāng, dú shū, jié hūn tóuzī, Nánjīng, míngtiān, zuótiān, líhūn, chájī, wéijīn, chúshī pángbiān |
| 2-2                                | 留学，年级，皮鞋，其实，唐朝，元朝，尤其，文学 国籍，及时，德国，河南，湖南，云南，人权，人民 头疼，严格，合格，符合，贫穷，穷人，同事，行人 年年，从而，前言，文言，门铃，蓝牙，移民，然而 华侨，着急，银行，诚实，厨房，从来，儿童，怀疑 零钱，流行，毛巾，民族，年龄，仍然，同情，完全 无聊，犹豫，邮局，田林，无名，邻人，连连，旗袍 文革，狂人，拔毛，常常，平常，平凡，提前，明年 河蟹，回答，同学，学习，人员，人才，原来，银行 和谐，河源，完成，篮球，足球，排球，和平，石油 | liúxué, niánjí, píxié, qíshí, Tángcháo, Yuáncháo, yóuqí, wénxué guójí, jíshí, Déguó, Hénán, Húnán, Yúnnán, rénquán, rénmín tóuténg, yángé, hégé, fúhé, pínqióng, qióngrén, tóngshí, xíngrén niánnián, cóngér, qiányán, wényán, ménlíng, lányá, yímín, ránér huáqiáo, zháojí, yínháng, chéngshí, chúfáng, cónglái, értóng, huáiyí língqián, liúxíng, máojín, mínzú, niánlíng, réngrán, tóngqíng, wánquán wúliáo, yóuyú, yóujú, tiánlín, wúmíng, línrén, liánlián, qípáo Wéngé, kuángrén, bámáo, chángcháng, píngcháng, píngfán, tíqián, míngnián héxié, huídá, tóngxué, xuéxí, rényuán, réncái, yuánlái, yínháng héxié, héyuán, wánchéng, lánqiú, zúqiú, páiqiú, hépíng, shíyóu |
| 2-3                                | 词典，白马，国语，如果，结果，红唇，罗马，河北 湖北，门口，没有，即使，行驶，流血，滑雪，游泳 群岛，白酒，红酒，防止，毒品，而且，完美，词语 烦恼，苹果，国有，粒米，年底，台北，啤酒，能够 咱俩，牛奶，平壤 | cídiǎn, báimǎ, guóyǔ, rúguǒ, jiéguǒ, hóngchǔn, Luómǎ, Héběi Húběi, ménkǒu, méi yǒu, jíshǐ, xíngshǐ, liú xiě, huáxuě, yóuyǒng qúndǎo, báijiǔ, hóngjiǔ, fángzhǐ, dúpǐn, érqiě, wánměi, cíyǔ fánnǎo, píngguǒ, guóyǒu, mílǐ, niándǐ, Táiběi, píjiǔ, nénggǒu zánliǎ, niúnǎi, Píngrǎng |
| 2-4                                | 城市，迟到，邮件，植物，国际，环境，节目，节日 决定，难过，年纪，逃税，然后，逃课，容易，任务 逐步，逐渐，同事，同意，白菜，柏树，熟练，财务 重庆， 前进，房奴，墙壁，权利，华夏，同志，严峻 严重，行动，楼道，熬夜，流利，流泪，矛盾，元素 命令，渠道，妨碍，时尚，福建，游戏，习惯，文化 博士，材料，乘坐，答案，不过，寒假，合适，回忆 活动，来自，联系，迷路，难道，难受，排队，排列 其次，全部，实在，随便，条件，详细，咸味，甜味 于是，愉快，杂志，杂技，责任，职业，年末，一切 一块，一会，一下，一共，一样，一定 | chéngshì, chídào, yóujiàn, zhíwù, guójì, huánjìng, jiémù, jiérì juédìng, nánguò, niánjì, táo shuì, ránhòu, táo kè, róngyì, rénwù zhúbù, zhújiàn, tóngshì, tóngyì, báicài, báishù, shúliàn, cáiwù Chóngqìng, qiánjìn, fángnù, qiángbì, quánlì, huáxià, tóngzhì, yánjùn yánzhòng, xíngdòng, lóudào, áoyè, liúlì, liúlèi, máodùn, yuánsù mínglìng, qúdào, fángài, shíshàng, Fújiàn, yóuxì, xíguàn, wénhuà bóshì, cáiliào, chéngzuò, dáàn, búguò, hánjià, héshì, huíyì huódòng, láizì, liánxì, mílù, nándào, nánshòu, páiduì, páiliè qícì, quánbù, shízài, suíbiàn, tiáojiàn, xiángxì, xiánwèi, tiánwèi yúshì, yúkuài, zázhì, zájì, zérèn, zhíyè, niánmò, yíqiè yíkuài, yí huì, yí xià, yígòng, yíyàng, yídìng |
| Terzo tono in posizione iniziale   | | |
| 3-1                                | 北方，奖金，北京，烤鸭，简单，脚掌，手掌，起飞 老婆，果汁，首先，尾巴，脚跟，每周，堵车，唯一 每天，有关，害羞，火车，海岸，海关，阻止，母亲 转机，打的，许多，手包，剪刀，点心，首都，短信 釜山，小吃，小说，广播，已经，老师，雪山，手机 我方，广东，广西 | běifāng, jiǎngjīn, Běijīng, kǎoyā, jiǎndān, jiǎozhāng, shǒuzhāng, qǐfēi lǎopō, guǒzhī, shǒuxiān, wěibā, jiǎogēn, měi zhōu, dǔchē, wěiyī měi tiān, yǒuguān, hǎixiū, huǒchē, hǎiān, hǎiguān, zǔzhī, mǔqīn zhuǎnjī, dǎdī, xǔduō, shǒubāo, jiǎndāo, diǎnxīn, shǒudū, duǎnxīn Fǔshān, xiǎochī, xiǎoshuō, guǎngbō, yǐjīng, lǎoshī, xuěshān, shǒujī wǒfāng, Guǎngdōng, Guǎngxī |
| 3-2                                | 检查，楚国，解决， 满足，起来，主席，水平，李白 米兰，法国，闽南，美国，警察，选择，狡猾，反而 某人，取钱，有名，比如，表格，表扬，打折，导游 取钱，否则，感觉，本能，某人，旅游，网球，与其 感情，海洋，品牌，普及，语言，减肥，举行，可怜 养成，以为，准时，总结，本来，可能，指南，小时 以前，以来，改革，属于 | jiǎnchá, Chǔguó, jiějué, mǎnzú, qǐlái, zhǔx2i, shuǐpíng, Lǐ Bái Mǐlán, Fǎguó, Mǐnnán, Měiguó, jǐngchá, xuǎnzé, jiǎohuá, fǎnér mǒurén, qǔqián, yǒumíng, bǐrú, biǎogé, biǎoyáng, dǎzhé, dǎoyóu qǔ qián, fǒuzé, gǎnjué, běnnéng, mǒurén, lǚyóu, wǎngqiú, yǔqí gǎnqíng, hǎiyáng, pǐnpái, pǔjí, yǔyán, jiǎnféi, jǔxíng, kělián yǎngchéng, yǐwéi, zhǔnshí, zǒngjié, běnlái, kěnéng, zhǐnán, xiǎoshí yǐqián, yǐlái, gǎigé, shǔyú |
| 3-3                                | (vedi sandhi tonale in tabella dei toni) | (vedi sandhi tonale in tabella dei toni) |
| 3-4                                | 比较，比赛，感冒，讲座，角度，可爱，礼物，马上 满意，努力，果酱，体育，美丽，比率，股票，主义 简历，主意，显示，表示，感谢，感动，体制，阻碍 堵塞，改变，吵架，巧妙，某地，某物，考试，口试 笔试，史记，写字，法律，法院，手套，讨论，主要 饮料，保护，保证，软件，打印，腐败，短信，反对 暑假，鼓励，打造，所谓，广告，好像，解释，举办 考虑，可是，肯定，恐怕，冷静，礼拜，礼貌，理发 秒表，普遍，使用，讨厌，考验，网站，北大，友谊 有趣，只要，转变，想念，准确，仔细，保密，左右 海外，点菜，以后，米饭，友谊，请假，以便，以免 老是，酒店，跑步，准备，紫色，绿色，粉色，苦味 | bǐjiào, bǐsài, gǎnmào, jiǎngzuò, jiǎodù, kěài, lǐwù, mǎshàng mǎnyì, nǔlì, guǒjiàng, tǐyù, měilì, bǐlǜ, gǔpiào, zhǔyì jiǎnlì, zhǔyì, xiǎnshì, biǎoshì, gǎnxiè, gǎndòng, tǐzhì, zǔài dǔsài, gǎibiàn, chǎojià, qiǎomiào, mǒudì, mǒuwù, kǎoshì, kǒushì bǐshì, Shǐjì, xiě zì, fǎlǜ, fǎyuàn, shǒutào, tǎolùn, zhǔyào yǐnliào, bǎohù, bǎozhèng, ruǎnjiàn, dǎyìn, fǔbài, duǎnxìn, fǎnduì shǔjià, gǔlì, dǎzào, suǒwèi, guǎnggào, hǎoxiàng, jiěshì, jǔbàn kǎolǜ, kěshì, kěndìng, kǒngpà, lěngjìng, lǐbài, lǐmào, lǐfà miǎobiào, pǔbiàn, shǐyòng, tǎoyàn, kǎoyàn, wǎngzhàn, Běidà, yǒuyì yǒuqù, zhǐyào, zhuǎnbiàn, xiǎngniàn, zhǔnquè, zǐxìn, bǎomì, zuǒyòu hǎiwài, diǎncài, yǐhòu, mǐfàn, yǒuyì, qǐng jià, yǐbiàn, yǐmiàn lǎoshì, jiǔdiàn, pǎo bù, zhǔnbèi, zǐsè, lǚsè, fěnsè, kǔwèi |
| Quarto tono in posizione iniziale  | | |
| 4-1                                | 必须，菜单，衬衫，放心，健康，教书，面包，认真 内需，证书，四川，汽车，亚洲，蛋糕，电梯，日期 庐山，牡丹，退休，耐心，目光，据说，易经，照相 瞎说，赴京，降低，粤拼，大约，放松，互相，还书 竞争，客厅，卫生，信封，信息，信心，第一，第三 第七，第八，万一，外交，作家，现今，录音，电车 饭桌，看书，自信，再三，上班，背包，借书 | bìxū, càidān, chènshān, fàngxīn, jiànkāng, jiào shū, miànbāo, rènzhēn nèixū, zhèngshū, Sìchuān, qìchē, Yǎzhōu, dàngāo, diàntī, rìqī Lù Shān, mùdān, tuìxiū, nàixīn, mùguāng, jùshuō, Yìjīng, zhàoxiāng xiàshuō, fù jīng, jiàngdī, yuèpīn, dàyuē, fàngsōng, hùxiāng, huàn shū jìngzhēng, kètīng, wèishēng, xìngfēng, xìnxī, xìnxīn, dì y1i, dì sān dì qī, dì bā, wànyī, wàijiāo, zuòjiā, xiànjīn, lùyīn, diànchē fànzhuō, kàn shū, zìxīn, zàisān, shàngbān, bèibāo, jiè shū |
| 4-2                                | 地图，至于，后来，季节，热情，认为，现任，数学 太阳，特别，获得，进行，敌人，按时，个人，键盘 问题，面临，泰国，越南，暂时，澳门，调查，大连 恢复，爱国，兵人，未来，化学，汉朝，校园，面条 还钱，借钱，课文，套房，论文，上文，各国，恋人 不如，爱情，报名，对于，负责，共同，过程，既然 进行，竟然，克服，例如，内容，骗人，任何，剩男 橡皮，幸福，性格，自然，赚钱，一层，一年，一直 骂人，象棋，教学，付钱，去年，教材，大学，位于 问题，复杂，钓鱼，确实，正名，著名，大田 | dìtú, zhìyú, hòulái, jìjié, rèqíng, rènwéi, xiànrén, shùxué tàiyáng, tèbié, huòdé, jìnxíng, dìrén, ànshí, gèrén, jiànpán wèntí, miànlín, Tàiguó, Yuènán, zànshí, Àomén, diàochá, Dàlián huìfú, àiguó, bìngrén, wèilái, huàxué, Hàncháo, xiàoyuán, miàntiáo huàn qián, jià qián, kèwén, tàofáng, lùnwén, shàngwén, gè guó, liànrén bùrú, àiqíng, bàomíng, duìyú, fùzé, gòngtóng, guòchéng, jìrán jìnxíng, jìngrán, kèfú, lìrú, nèiróng, piànrén, rènhé, shèngnán xiàngpí, xìngfú, xìnggé, zìrán, zhuàn qián, yì céng, yì nián, yìzhí mà rén, xiàngqí, shùxué, fù qián, qùnián, jiàocái, dàxué, wèiyú wèntí, fùzá, diào yú, quèshí, zhèngmíng, zhùmíng, Dàtián |
| 4-3                                | 办法，地铁，电子，或者，历史，后果，禁止，上海 炮火，市场，字典，部首，地址，报纸，粤语，政府 术语，跳舞，挑选，半岛，校长，立场，沸水，并且 贷款，药水，屁股，课本，自己，到底，地点，日语 不仅，厕所，汗水，号码， 后悔，记者，正好，看法 密码，月底，剩女，是否，特点，效果，第五，第九 一起，至少，重点，作者，电脑，电影，汉语，日语 大米，上午，下午，下雨，夜景 | bànfǎ, dìtiě, diànzǐ, huòzhě, lìshǐ, hòuguǒ, jìnzhǐ, Shànghǎi pàohuǒ, shìchǎng, zìdiǎn, bùshǒu, dìzhǐ, bàozhǐ, yuèyǔ, zhèngfǔ shùyǔ, tiàowǔ, tiàoxuǎn, bàndǎo, xiàozhǎng, lìchǎng, fèishuǐ, bìngqiě dàikuǎn, yàoshuǐ, pìgǔ, kèběn, zìjǐ, dàodǐ, dìdiǎn, rìyǔ bùjǐn, cèsuǒ, hànshuǐ, hàomǎ, hòuhuǐ, jìzhě, zhènhǎo, kànfǎ mìmǎ, yuèdǐ, shèngnǚ, shìfǒu, tèdiǎn, xiàoguǒ, dì wǔ, dì jiǔ yìqǐ, zhìshǎo, zhòngdiǎn, zuòzhě, diànnǎo, diànyǐng, hànyǔ, rìyǔ dàmǐ, shàngwǔ, xiàwǔ, xià yǔ, yèjǐng |
| 4-4                                | 爱好，变化，动物，锻炼，附近，最近，兴趣，按照 见面，退税，正确，世界，魅力，地震，办事，促进 顺利，利益，日益，继续，热烈，贸易，贡献，教授 再次，闭幕，报告，道歉，抱歉，报道，幸运，厄运 预报，目录，噩梦，制度，按照，道路，速度，下载 忘记，另外，照片，药片，作业，泡沫，毕业，正在 注意，重要，愿意，自愿，遇到，正式，废旧，废话 大概，到处，倒是，动作，对话，漫画，对面，放弃 购物，故意，顾客，技术，建议，降落，教育，辣味 浪费，浪漫，月末，目的，判断，气候，日记，散步 社会，深知，世纪，适应，受到，数量，顺便，顺利 顺序，硕士，塑料，特征，误会，羡慕，第二，艺术 意见，印象，占线，质量，重视，祝贺，自信，作用 电视，快速，饭店，却是，毕业，计划，政策，会议 盛会，大会，护照，睡觉，预报，二月，四月，六月 现在，介绍，教室，快乐，日历，但是，却是，运动 栗色，座位，慢速，月历 | àihào, biànhuà, dòngwù, duànliàn, fùjìn, zuìjìn, xìngqù, ànzhào jiànmiàn, tuìshuì, zhèngquè, shìjiè, mèilì, dìzhèn, bàn shì, cùjìn shùnlì, lìyì, rìyì, jìxù, rèliè, màoyì, gòngxiàn, jiàoshòu zàicì, bìmù, bàogào, dàoqiàn, bàoqiàn, bàodào, xìngyùn, èyùn yùbào, mùlù, èmèng, zhìdù, ànzhào, dàolù, sùdù, xiàzài wàngjì, lìngwài, zhàopiàn, yàopiàn, zuòyè, pàomò, bìyè, zhèngzài zhùyì, zhòngyào, yuànyì, zìyuàn, yùdào, zhèngshì, fèijiù, fèihuà dàgài, dàochù, dàoshì, dòngzuò, duìhuà, mànhuà, duìmiàn, fàngqì gòuwù, gùyì, gùkè, jìshù, jiànyì, jiàngluò, jiàoyù, làwèi làngfèi, làngmàn, yuèmò, mùdì, pànduàn, qìhòu, rìjì, sànbù shèhuì, shènzhì, shìjì, shìyìng, shòudào, shùliàng, shùnbiàn, shùnlì shùnxù, shuòshì, sùliào, tèzhèng, wùhuì, xiànmù, dì èr, yìshù yìjiàn, yìnxiàng, zhànxiàn, zhìliàng, zhòngshì, zhùhè, zìxìn, zuòyòng diànshì, kuàisù, fàndiàn, quèshì, bìyè, jìhuà, zhèngcè, huìyì shènghuì, dàhuì, hùzhào, shuì jiào, yùbào, eryuè, sìyuè, liùyuè xiànzài, jièshào, jiàoshì, kuàilè, rìlì, dànshì, quèshì, yùndòng lìsè, zuòwèi, mànsù, yuèlì |
| Tono neutro in seconda posizione   | | |
| 1-5                                | 妈妈，哥哥，关系，三个，七个，八个，桌子，东西 多少，他们，她们，先生，妻子，休息，杯子，他呢 天哪，他的，她的，它的，吃了，喝了，出了，吃过 叉子，鸽子，身子，刀子，多么，衣服，箱子，车子 羔子，钩子，说了，花了，听了，开了，关了，发了 他们的，她们的 | māma, gēge, guānxi, sān ge, qī ge, bā ge, zhuōzi, dōngxi duōshao, tāmen, tāmen, xiānsheng, xiūxi, bēizi, tā ne tiān na, tā de, tā de, tā de, chī le, hē le, chū le, chī guo chāzi, gēzi, shēnzi, dāozi, duōme, yīfu, xiāngzi, chēzi gāozi, gōuzi, shuō le, huā le, tīng le, kāi le, guān le, fā le tāmen de,tāmen de |
| 2-5                                | 爷爷，一个，十个，儿子，朋友，什么，咱们，雹子 行吗，行吧，来了，名字，时候，脾气，鼻子，除了 学过，瓶子，盒子，脖子，胡子，前面，梨子，桃子 桔子，格子，勺子，裙子，鞋子，读了，来着呢 咱们的 | yéye, yí ge, shí ge, érzi, péngyou, shénme, zánmen, báozi xíng ma, xíng ba, lái le, míngzi, shíhou, píqi, bízi, chú le xué guo, píngzi, hézi, bózi, tuízi, qiánmian, lízi, táozi júzi, gézi, sháozi, qúnzi, xiézi, dú le, lái zhene zánmen de |
| 3-5                                | 姐姐，奶奶，九个，两个，五个，椅子，哪里，我们 你们，喜欢，怎么，你呢，我呢，眼睛，你的，我的 好吗，好吧，稿子，我呢，买了，好呗，脑子，影子 讲了，打了，写了，等了，我们的 | jiějie, nǎinai, jiǔ ge, liǎng ge, wǔ ge, yǐzi, nǎli, wǒmen nǐmen, xǐhuan, zěnme, nǐ ne, wǒ ne, yǎnjing, nǐ de, wǒ de hǎo ma, hǎo ba, gǎozi, wǒ ne, mǎi le, hǎo bei, nǎozi, yǐngzi jiǎng le, dǎ le, xiě le, děng le, wǒmen de |
| 4-5                                | 爸爸，妹妹，弟弟，谢谢，客气，那个，四个，六个 漂亮，认识，这么，那么，要么，那里，这里，意思 丈夫，大夫，去了，卖了，破了，做了，去了，这个 這个，那个，后面，帽子，例子，栗子，锯子，句子 个子，去过，记得，裤子，筷子，袜子，骂了，错了 看了，到了，爱了，下了，上了，唱了，送了，办了 | bàba, mèimei, dìdi, xièxie, kèzi, nà ge, sì ge, liù ge piàoliang, rènshi, zhème, nàme, yàome, zhèli, yìsi zhàngfu, dàifu, qù le, màile, pò le, zuò le, zhè ge zhèi ge, nà ge, hòumian, màozi, lìzi, lìzi, jùzi, jùzi gèzi, guò qu, jìde, kùzi, kuaizi, mà le, cuò le kàn le, dào le, ài le, xià le, shàng le, chàng le, sòng le, bàn le |
| 5-5                                | 着呢，的呢 | zhene, de ne |
| +èrhuà 儿化                        | (vedi tavola di parole diffuse aventi l'erizzazione) | - |

### Esempi di pattern tonali trisillabici
La tabella contiene un solo esempio per ogni possibile pattern trisillabico con i primi quattro toni e quattro esempi con un quinto tono finale. Nella prima colonna è segnalata la combinazione con le cifre, mentre accanto è inserito l'esempio e la romanizzazione pinyin.
| Pattern tonale 程序 | Esempio 例子 | Pinyin 拼音   |
| ------------------- | ------------ | ------------- |
| 1-1-1               | 星期一       | xīngqīyī      |
| 1-1-4               | 参观后       | cānguān hòu   |
| 1-1-2               | 乒乓球       | pīngpāngqiú   |
| 1-1-3               | 冰箱里       | bīngxiāng lǐ  |
| 1-2-1               | 穿毛衣       | chuān máoyī   |
| 1-3-1               | 吃早餐       | chī zǎocān    |
| 1-4-1               | 吃面包       | chī miànbāo   |
| 2-1-1               | 来参观       | lái cānguān   |
| 3-1-1               | 买冰箱       | mǎi bīngxiāng |
| 4-1-1               | 去天津       | qù Tiānjīn    |
| 2-2-2               | 及时来       | jíshí lái     |
| 2-1-2               | 来出席       | lái chūxí     |
| 2-3-2               | 没检查       | méi jiǎnchá   |
| 2-4-2               | 不特别       | bú tèbié      |
| 3-1-3               | 买黑马       | mǎi hēimǎ     |
| 3-2-3               | 吻红唇       | wěn hóngchǔn  |
| 3-3-3               | 买水果       | mǎi shuǐguǒ   |
| 3-4-3               | 买课本       | mǎi kèběn     |
| 4-4-4               | 继续做       | jìxù zuò      |
| 4-2-4               | 看节目       | kàn jiémù     |
| 4-3-4               | 戴手套       | dài shǒutào   |
| 4-1-4               | 必须做       | bìxū zuò      |
| 2-2-3               | 还没有       | hái méi yǒu   |
| 2-2-1               | 白毛衣       | bái máoyī     |
| 2-2-4               | 篮球赛       | lánqiúsài     |
| 3-2-2               | 羽毛球       | yǔmáoqiú      |
| 1-2-2               | 穿旗袍       | chuān qípáo   |
| 4-2-2               | 共和国       | Gònghéguó     |
| 3-3-1               | 很简单       | hěn jiǎndān   |
| 3-3-2               | 很有名       | hěn yǒumíng   |
| 3-3-4               | 买礼物       | mǎi lǐwù      |
| 1-3-3               | 吃水果       | chī shuǐguǒ   |
| 2-3-3               | 词典里       | cídiǎn lǐ     |
| 4-3-3               | 跳水馆       | tiàoshuǐguǎn  |
| 4-4-2               | 大教堂       | dàjiàotáng    |
| 4-4-3               | 坐地铁       | zuò dìtiě     |
| 4-4-1               | 卖衬衫       | mài chènshān  |
| 2-4-4               | 不魅力       | bú mèilì      |
| 3-4-4               | 比较大       | bǐjiào dà     |
| 1-4-4               | 高速度       | gāo sùdù      |
| 1-2-4               | 吃白菜       | chī báicài    |
| 1-4-2               | 吃面条       | chī miàntiáo  |
| 4-3-1               | 去北京       | qù Běijīng    |
| 3-2-1               | 洗毛衣       | xǐ máoyī      |
| 4-3-2               | 做检查       | zuò jiǎnchá   |
| 1-3-2               | 黑板前       | hēibǎn qián   |
| 3-2-4               | 买白菜       | mǎi báicài    |
| 3-4-2               | 买键盘       | mǎi jiànpán   |
| 3-1-4               | 很幽默       | hěn yōumò     |
| 3-1-2               | 北方人       | běifāngrén    |
| 4-2-3               | 越南语       | yuènányǔ      |
| 2-4-3               | 来上海       | lái Shànghǎi  |
| 1-2-3               | 吃芒果       | chī mángguǒ   |
| 1-4-3               | 巴士里       | bāshì lǐ      |
| 4-1-3               | 蛋糕里       | dàngāo lǐ     |
| 2-1-3               | 钱包里       | qiánbāo lǐ    |
| 2-1-4               | 重新做       | chóngxīn zuò  |
| 4-1-2               | 卖空调       | mài kōngtiáo  |
| 3-4-1               | 很耐心       | hěn nàixīn    |
| 1-3-4               | 喝饮料       | hē yǐnliào    |
| 4-2-1               | 唱国歌       | chàng guógē   |
| 2-4-1               | 不认真       | bú rènzhēn    |
| 2-3-1               | 读小说       | dú xiǎoshuō   |
| 2-3-4               | 平壤市       | Píngrǎng Shì  |
| 2-1-5               | 没关系       | méi guānxi    |
| 3-2-5               | 我爷爷       | wǒ yéye       |
| 3-3-5               | 你奶奶       | nǐ nǎinai     |
| 1-4-5               | 吃掉了       | chīdiào le    |

## Consonanti e vocali ed erizzazione

### Tavola delle vocali, consonanti, dittonghi, trittonghi
Per comodità, si riportano soltanto grafia e pronuncia delle iniziali (consonanti, qui rappresentate come isolate) e finali. Queste ultime sono il nucleo della sillaba, cioè le vocali, dittonghi e trittonghi, inclusa la scrittura di questi gruppi vocalici in isolamento, cioè senza consonante iniziale. Nel nucleo si includono pure vocali o dittonghi che finiscono entrambi con un suono nasale. I due suoni nasali possibili sono -n  e -ng. Nella tabella è indicata la versione con e senza lettera maiuscola, insieme a degli esempi semplici o casi tipici per mettere in pratica i suoni sin da subito. Si disambigua che in pinyin ufficialmente non esiste la grafia corsiva ma solo lo stampato e lo stampatello.
Per ogni consonante iniziale, si elencano nella seconda tabella in basso tutte le combinazioni possibili con quella iniziale (iniziale+tutti i nuclei). Non tutte le combinazioni sono possibili: le impossibili sono automaticamente escluse.
| Sillaba in pinyin 拼音    | Trascrizione AFI 国际音标 | Descrizione 说明 |
| ------------------------- | ------------------------- | --- |
| B, b                      | /b~p/                     | B di "birra" / P di "palla". Può sentirsi sia sorda che sonora. Una consonante si dice sorda se il palmo della mano intorno alla gola non sente nessuna vibrazione delle corde vocali durante la pronuncia: si compari ad esempio "vvv" e "bbb" con "fff" e "ppp". Oggi non c'è più differenziazione netta, presente invece nel cinese medio e cinese arcaico. Resta quindi soltanto nel dialetto wu. Gli esempi più semplici sono le sillabe "BA, BAN, BAI, BI, BIN, BU", per cui non servono spiegazioni complicate nell'immediato. |
| P, p                      | /pʰ/                      | P di "palla", sorda e con aspirazione (cioè al suono si accompagna uno sbuffo d'aria). Tutte le aspirate sono sorde e anche l'aspirazione è sorda. In generale, l'aspirazione si trascrive in AFI come /ʰ/ (cioè una "h" come apice) ma in realtà nella parlata veloce si plasma in base alla posizione della lingua mentre pronuncia la vocale. Ad esempio, con la vocale anteriore alta /-i/, si pronuncia /ç-/. Per sentire la differenza, si provi a pronunciare velocemente "hi-hi-hi-hi-hi-hi-hi-hi" oppure "ko-ki-ko-ki-ko-ki" con aspirazione. Gli esempi più semplici sono le sillabe "PA, PAN, PI, PIN, PU". |
| D, d                      | /d~t/                     | D di "dente" / T di "tavolo". Gli esempi più semplici sono le sillabe "DA, DAN, DI, DU". |
| T, t                      | /tʰ/                      | T di "tavolo", sorda e con aspirazione sorda. Gli esempi più semplici sono le sillabe "TA, TAN, TI, TU, TEI (dialettale)". |
| J, j                      | /d͡ʑ~t͡ɕ/                   | G di "gelato" / C di "celeste", molto palatalizzata (cioè si pronuncia con la punta della lingua spinta leggermente in avanti, verso i denti, in posizione di GN di "gnomo"; si provi, per esempio, a pronunciare "gna-gia-gna-gia-gna-gia" più volte di fila senza mai cambiare la posizione della lingua). Infatti è un suono di classe "palatale" e non dentale. È spesso accompagnata al secondo membro da una -I e dal suono /y/ scritto come falso amico -U (vedi avanti). Svariate sillabe che oggi iniziano con questo suono in passato avevano un suono velare (la zona velare è quella in cui si articolano consonanti come /k/ e /g/). Spesso infatti iniziavano come *ke- *ki-, *ge-, *gi- e hanno subìto, dopo il cinese medio, un processo di palatalizzazione. L'assenza di palatalizzazione si può notare anche nel nome della capitale della Repubblica Popolare Cinese, "Pechino"/"Peking" (oggi "Beijing"). Un discorso analogo si può fare con la città di "Nanchino"/"Nanking" (oggi"Nanjing"). L'esempio più semplice è la coppia "JI, JIN". In cantonese, i suoni palatali non esistono. Questa lettera, nella trascrizione jyutping si pronuncia /i/ (es. "JIN" /in/). |
| Q, q                      | /t͡ɕʰ/                     | C di "celeste" palatalizzata, sorda con aspirazione sorda e sempre palatalizzata. Idem. L'esempio più semplice è la coppia "QI, QIN". |
| X, x                      | /ɕ/                       | SC di " scimmia" palatalizzata, sorda. Idem. Nella pronuncia di molte donne, bambini e più in generale in quella meridionale, si pronuncia /s/. L'esempio più semplice è la coppia "XI, XIN". |
| G, g                      | /g~k/                     | G di "galera" / C di "cane". Gli esempi più semplici sono le sillabe "GA, GAN, GAI, GU, GUAN, GEI". |
| K, k                      | /kʰ/                      | C di "cane", sorda e con aspirazione sorda. Gli esempi più semplici sono le sillabe "KA, KAN, KAI, KU, KUAN". |
| H, h                      | /h~x/ oppure /ʁ/          | H dell'inglese "have" o C toscana, sorda. Poiché è un'aspirazione isolata, viene anch'essa plasmata dalla consonante successiva. Se è /a/, /e/ o /ə/, è glottale, cioè l'aria senza ostacoli esce dalla valvola in fondo alla gola che si individua tossicchiando. Se dopo c'è /-o, -w, -ɤ/ diventa /x-/, cioè una C di "cane" senza contatto tra organi. Tre esempi sono le sillabe "HOU, HUI, HE" Nella pronuncia di Pechino, spesso in tutti i casi si realizza come /ʁ-/, cioè una vibrazione sorda dell'ugola eseguita con la radice della lingua sollevata. Infine, in alcune pronunce dialettali meridionali, si muta in /f-/. Le altre combinazioni non esistono e la grafia del suono è unica: il fenomeno è solo fonetico. In cinese medio era presente una differenziazione tra aspirazione sorda e sonora. Gli esempi più semplici sono le sillabe "HA, HAN, HU, HUAN". |
| Z, z                      | /d͡z~t͡s/                   | Z di "zero", sorda o sonora. Gli esempi più semplici sono le sillabe "ZA, ZAN, ZAI, ZEI, ZU, ZUAN". |
| C, c                      | /t͡sʰ/                     | Z di "pazzo", sorda e con aspirazione sorda. Gli esempi più semplici sono le sillabe "CA, CAN, CAI, CU, CUAN". |
| S, s                      | /s/                       | S di "sera", sorda. Si ricorda che vi converge la pronuncia di /ɕ/ di svariati parlanti. Tuttavia le sillabe sono inconfondibili. In cinese medio era presente una differenziazione tra */s/- e */z/- sonora. Gli esempi più semplici sono le sillabe "SA, SAN, SAI, SU, SUAN". |
| M, m                      | /m/                       | M di "mano", sonora. In cinese medio, poteva trovarsi anche a fine sillaba. Gli esempi più semplici sono le sillabe "MA, MAN, MAI, MU, MEI, MI, MIN". |
| N, n                      | /n~m(b/pʰ)~ɱ(f)~ɲ/        | N di "nave", sonora. È la prima delle due nasali a poter chiudere una sillaba ed era già presente nel cinese medio, da cui resta invariata. Il suono comunque è soggetto a cinque variazioni e una geminazione nella parlata rapida perché si modella in base alla posizione della lingua nel suono successivo per un fenomeno di assimilazione. Tuttavia, la sillaba resta inconfondibile e l'ortografia non varia. Molte di queste mutazioni avvengono inconsciamente e in modo automatico. 1) Innanzitutto, si assimila in /-m/ davanti a /p/ aspirata e non, come nell'italiano "un balletto" o "sono in birreria" o "sono un poliziotto". Esempi: 谈判 看不清楚 安排 坚冰 三本书 键盘 / 铅笔 两千本书 先把。。。 眼皮 全部 全班 tánpàn kàn buqīngchǔ ānpái jiānbīng sān běn shū jiànpán / qiānbǐ liǎng qiān běn shū xiān bǎ... yǎnpí quán bù quán bān 脸皮 两年半 面包 免票 两点半 甜品 / 军品 晚班 玩牌 版本 全屏幕 全票 联邦 liǎnpí liǎng nián bàn miànbāo miǎnpiào liǎng diǎn bàn tiánpǐn / jūnpǐn wǎnbān wánpái bǎnběn quánpíngmù quán piào liánbāng 半瓶红油 半杯白醋 蓝屏 看病 干杯 / 干部 散步 三百本书 岸边 关闭 船票 bàn píng hóngyóu bàn bēi báicù lánpíng kàn bìng gān bēi / gānbù sàn bù sān bǎi běn shū ànbiān guānbì chuánpiào 进步 心病 新品 人民报 / 民品 林彪 彬彬有礼 文本 jìn bù xīn bìng xīn pǐn Rénmínbào / mínpǐn Lín Biāo bīn bīn yǒu lǐ wénběn 文凭 婚变 准备 春饼 顺便 本报 学生们不。。。/ 分别 分配 根本 很棒 很不高兴 wénpíng hūnbiàn zhǔnbèi chūnbǐng shùnbiàn běn bào xuéshēngmen bù... / fēnbié fēnpèi gēnběn hěn bàng hěn bù gāoxīng 很笨 真不高兴 真皮 / 身边 中国人不太喜欢日本人 hěn bèn zhēn bù gāoxing zhēn pí / shēn biān Zhōngguórén bú tài xǐhuān Rìběnrén 2) Si assimila poi in /-ɱ-/ se dopo si trova una /-f/, cioè il gruppo consonantico si pronuncia come NF di "anfora": gli incisivi dell'arcata dentaria superiore sono a contatto con il labbro inferiore. Tipici esempi sono: 看法 办法 减肥 战法 / 阐发 分发 宪法 看风水 kànfǎ bànfǎ jiǎnféi zhànfǎ / chǎnfā fēnfā xiànfǎ kàn Fēngshuǐ 干饭 韩非子 神父 神佛 / 尘凡 晨风 军法 群芳 驯服 gānfàn Hán Fēizǐ shénfù shénfú / chénfán chénfēng jūnfǎ qúnfāng xùnfú. 3) Diventa GN di "gnomo" davanti alle due palatalizzate affricate J e Q aspirata. Esempi: 看见 反清 反响 关键 文件 分级 计算机 环境 / 春节 面具 玩具 面积 男妓 难记 眼睛 研究 眼镜 kànjiàn fǎnQīng fǎnxiǎng guānjiàn wénjiàn fēnjí jìsuànjī huánjìng / chūnjié miànjù wánjù miànjī nánjì nánjì yǎnjīng yánjiū 严峻 严禁 渐渐 眼前 年纪 年级 / 年轻 三年前 年青 全家人 全球化 选举 电器 yánjùn yánjīn jiànjiàn yǎnqián niánjì niánjí / niánqīng sān nián qián niánqīng quán jiārén quán qiúhuà xuǎnjǔ diànqì 天津 甜酒 天价 邻居 林区 民间 / 民警 仅仅 进去 金钱 禁区 琴键 眼镜 天气 Tiānjīn tiánjiǔ tiānjià línjū línqū mínjiān / mínjǐng jǐnjǐn jìnqù jīnqián jīnqū qínjiàn yǎnjìng tiānqì 新疆 心情 新区 本钱 人家 人间 / 人情 根据 很久以前 很近 很旧 很精彩 Xīnjiāng xīnqíng xīnqū běnqián rénjiā rénjiān / rénqíng gēnjù hěn jiǔ yǐqián hěn jìn hěn jiù hěn jīngcǎi 很强 很轻 很穷 神经 申请 短期 / 短句 专家 还钱 软件 准确 春季 尊敬 hěn qiáng hěn qīng hěn qióng shénjīng shēnqǐng duǎnqī / duǎnjù zhuānjiā huán qián ruǎnjiàn zhǔnquè chūnjì zūnjìng 4) Se una sillaba che finisce in -n si incontra con un'altra -n, si ottiene la consonante geminata/raddoppiata/tensificata /nn/ (es. Ānnà 安娜). Un fenomeno simile in italiano avviene in situazioni come "un nano, un nono, un nostro amico, il camion non è ancora arrivato e anche il pullman non c'è, lo zooplancton non è visibile senza il microscopio, Backgammon non è difficile, il krapfen non lo voglio col cioccolato ma con niente dentro, nelle sillabe "Ju-Qu-Xu" la ipsilon non serve". Esempi: 烦恼 南宁 难耐 / 残念 生产能力 山南区 怎能 您奶奶 fánnǎo Nánníng nánnài / cánniàn -shēngchǎn nénglì- Shānnán Qū zěnnéng nín nǎinai 神农 沉溺 贞女 / 全年 今年 新年 本能 云南 俊男 逊尼派 闽南语 Shénnóng chénnì zhēnnǚ / quánnián jīnnián xīnnián běnnéng Yúnnán jùnnán Xùnnípài Mǐnnányǔ 新男朋友 孙女 春暖花开 / 年年 连年 鲜奶 艰难 千年 前年 贫农 吞拿鱼 xīnnánpéngyou sūnnǚ -chūnnuǎnhuākāi- / niánnián liánnián xiānnǎi jiānnán qiānnián qiánnián pínnóng tūnnáyú. 4b) Il gruppo [-n m-] si gemina in /mm/. Nella parlata estremamente rapida e poco curata si può accorciare in /m/. Equivale all'italiano "man mano". Esempi: 什么 怎么 关门 干嘛 俺们 安眠药 鞍马 / 慢慢 南美 难免 南门 半亩 完美 shénme zěnme guānmén gànma ǎnmen ānmiányào ānmǎ / mànmàn nánměi nánmiǎn nánmén bàn mǔ wánměi 万亩 年末 联盟 见面 前面 签名 / 你现在有没有一点儿钱吗 羡慕 编码 店面 wàn mǔ niánmò liánméng jiàn miàn qiánmiàn qiānmíng / nǐ xiànzài yǒu méi yǒu yì diǎnr qián ma? xiànmù biānmǎ diànmiàn 电码 天安门广场 电煤 电门 林木 / 新买的 亲美 分明 很忙 很美观 很美丽 diànmǎ tiān'ānmén guǎngchǎng diànméi diànmén línmù / xīn mǎi de qīnměi fēnmíng hěn máng hěn měiguān hěn měilì 很慢 很满意 真美 真慢 真忙 真名 / 沉默 神马（slang web di 什么）全面 全民 骏马 军马 军民 hěn màn hěn mǎnyì zhēn měi zhēn màn zhēn máng zhēn míng / chénmò shénmǎ quánmiàn quánmín jùnmǎ jūnmǎ jūnmín. 5) Davanti alle retroflesse ZH e CH, si pronuncia /ɳ-/ (vedi avanti). Se si dovessero dare le sillabe più basilari come punto di partenza, semplicemente sono "NA, NAN, NAI, NU, NUAN, NEI, NI, NIN". |
| -ng                       | -/ŋ/                      | "N" di "mango", sonora e senza /-g/ di rilascio. Per la pronuncia corretta è necessario isolare il suono nasale dalla /-g/ in eccesso. In altre parole, equivale all'inglese "KING, GOING, DOING, STING, RING, SING, SONG, LONG, STRONG, PING PONG, GONG, BONG, HONG KONG". È la seconda delle due nasali a poter chiudere una sillaba ed era già presente nel cinese medio, da cui resta invariata. La vocale prima di -NG (e non -N) può sentirsi una leggera nasalizzazione: nel pronunciarla, il palato morbido si rilassa così il suono esce dal naso. Il velo palatino si individua se si immagina di chiudere il setto nasale e respirare solo con la bocca. In AFI i suoni nasali si traslitterano aggiungendo un tildo in alto. La nasalizzazione rende -NG ancora più distinguibile da -N. Nel cinese arcaico e medio, questa consonante si poteva trovare a inizio sillaba. Ora è sparita tranne nei dialetti (es. cantonese, in cui è addirittura presente come sillaba sonante/a sé senza vocali dopo e con intonazione tonale insieme anche a M) e nell'onomatopea per imitare il verso dell'asino in cinese, "ng'a-ng'a" /ŋaŋa/. Per fare degli esempi, basta prendere molte sillabe già note e aggiungergli questa codina nasale: "ANG, BANG, BIANG (dialettale), PANG, DANG, TANG, LANG, FANG, MANG, NANG, SANG, HANG, GUANG, KUANG, HUANG". Si devono distinguere chiaramente da sillabe come "AN, BAN, PAN, DAN, TAN, LAN, FAN, MAN, NAN, SAN, HAN, GUAN, KUAN, HUAN". |
| L, l                      | /l/                       | L di "leva", sonora. Gli esempi più semplici sono le sillabe "LA, LAN, LANG, LAI, LEI, LU, LUAN, LI, LIN, LING". |
| F, f                      | /f/                       | F di "ferro", sorda. La consonante "v" sonora esiste solo nei dialetti. Il suono fricativo /f/ invece non è rintracciato nel primo cinese medio: deriva infatti da una */b/, */p/, */pʰ/ seguite da una */j/-. Gli esempi più semplici sono le sillabe "FA, FAN, FANG, FEI, FU". |
| Zh, zh                    | /ɖʐ~ʈʂ/ oppure /d͡z~t͡s/    | G di "gelato" / C di "celeste", retroflessa: le retroflesse o cacuminali si effettuano arrotolando la punta della lingua nell'incavo del palato. Detto in altre parole, la lingua nel pronunciare il suono è piegata all'indietro e la punta della lingua è in direzione dell'incavo del palato. Siccome questo suono è occlusivo/(es)plosivo, la punta della lingua tocca l'incavo del palato, come se fosse un pilastro che lo sostiene. Questo suono, come terza spiegazione, si può approssimare dicendo alla massima velocità "dra-dra-dra-dra-dra" oppure "rda-rda-rda-rda-rda" lasciando la lingua completamente libera di muoversi e sforzandosi sempre di pronunciare tutte le consonanti: dopo un po' dovrebbe tendere a piegarsi. Se una sillaba che termina in -N è seguita dal suono retroflesso ZH o CH, la -N nella parlata veloce si assimila retroflettendosi in /ɳ-/. Per chi conosce il norvegese, ci si può aiutare pronunciando il gruppo RN. Nella pronuncia meridionale (Yunnan, Shanghai, Taiwan, Guangdong, Fujian, Zhejiang, Haikou...), si toglie la retroflessione immaginando di togliere la -H dal digrafo. Quindi ritorna "z". In cantonese, avviene una trasformazione analoga con qualunque suono retroflesso, perché nella versione moderna di questo dialetto si sono persi. Le retroflesse deriverebbero da un gruppo consonantico a inizio sillaba con *-r- al secondo membro. Gli esempi più semplici sono le sillabe "ZHA, ZHAI, ZHAN, ZHANG, ZHEI, ZHU, ZHUAN, ZHUANG". In pronuncia meridionale per assurdo sarebbero *za, zai, zan, zei, zu, zuan, zuang, ma il pinyin deve contenere la H anche nel momento in cui si scrive con la tastiera. |
| Ch, ch                    | /ʈʂʰ/ oppure /t͡sʰ/        | C di ciao, sorda, retroflessa. Nella pronuncia meridionale, torna a essere "c": l'aspirazione ovviamente non si perde. Gli esempi più semplici sono le sillabe "CHA, CHAI, CHAN, CHANG, CHU, CHUAN, CHUANG". |
| Sh, sh                    | /ʂ/ oppure /s/            | SC di "scimmia", sorda e retroflessa. Per chi conosce il norvegese, si può aiutare immaginando di pronunciare il gruppo "rs". Nella pronuncia meridionale torna a essere "s". Gli esempi più semplici sono le sillabe "SHA, SHAI, SHAN, SHANG, SHU, SHUAN, SHUANG". |
| R, r                      | /ʐ/ oppure /ʒ~z/          | SC di "scimmia", sonora e retroflessa. In altre parole, è l'analogo di /ʂ/ ma sonorizzato; viceversa, SH si può pensare come /ʐ/ desonorizzato. Nella pronuncia meridionale può sentirsi /ʒ~z/. La prima si pronuncia G di "gelato" ma senza contatto tra organi. La seconda, più rara, si pronuncia Z di "zero" sonora e senza contatto tra organi. È l'ultima retroflessa del cinese moderno e deriva dal primo cinese medio */ɲ/- palatale (GN di "gnomo"), poi diventata */ɻ̃/- nel tardo cinese medio. Gli esempi più semplici sono le sillabe "RAN, RANG, RU". |
| -r                        | -/ɻ~ɚ/                    | R dell'inglese "car", retroflessa, sonora e senza alcun contatto tra organi. Per chi conosce l'hindi e il bengalese, si trovano scritti come ड़ e র. La lingua di solito si retroflette di meno rispetto all'inglese/hindi/bengalese, in cui infatti si traslittera come /ɽ/. Il suono si chiama "èrhuà", si trova solo a fine sillaba, si traslittera 儿 (兒 in caratteri tradizionali) ed è facoltativo. Se pronunciata, la rotacizzazione (che in cinese si può specificatamente chiamare "erizzazione" cioè "èrhuà" 儿化) fa cadere dalla sillaba la -N. Anche la -NG cade ma in più la èrhuà si sente nasale. Infine, il suono accorcia la pronuncia di alcuni dittonghi e trittonghi (es. wair → /waɻ/, huir → /xuɻ/; lei → /lɻ/). Il suono si può sentire anche alla fine di un qualunque aggettivo raddoppiato, si sente spesso nella pronuncia colloquiale dei parlanti del nord proprio perché è una caratteristica delle varietà settentrionali e in taluni casi è utile per distinguere casi di ambiguità, es. "dipingere quadri" 画画儿 (huà huàr) Su tastiera si digita "er", come per le sillabe 而 耳 尔 二, ma la èrhuà è ben riconoscibile in latinizzazione perché si traslittera -R e mai -ER (es. 事儿 shìr). |
| A, a                      | /a/                       | A di "alto", con la lingua in posizione bassa e centrale. Se una sillaba in mezzo alla parola inizia per a/o/e, per non fonderla con la coda nasale o con le altre vocali e quindi sbagliare la lettura si usa l'apostrofo come separatore tra le sillabe (esempi inventati: XIA o XI'A; XINA o XI'NA o XIN'A; BANAN o BAN'AN; XIAN'A o XI'AN'A o XIA'NA; ecc...). Si usa pure per disambiguare se NG si tratta della coda nasale o di una N- di coda affiancata ad una G- della prossima sillaba (es. XINGA o XIN'GA). In generale, tutte le sillabe che in cinese medio cominciavano in vocale o semivocale potevano avere un colpo di glottide a inizio sillaba, che oggi si è perso. |
| Ê, ê                      | /e/                       | E di "enorme". Ha un circonflesso in alto e si usa solo per traslitterare il verso "eh", anche se è pressoché in disuso. Si digita tenendo premuto il tasto alt e digitando con i tasti numerici a destra 136. |
| O, o                      | /ɔ/                       | O di "oca", procheila (cioè con le labbra arrotondate) e aperta (cioè con il dorso della lingua più lontano dal palato). Ricordarsi dell'apostrofo. Se preceduta dalla consonante B-, P-, M-, F-, ha una diversa pronuncia (vedi avanti) |
| E, e                      | /ɤ/                       | Il suono di questa vocale posteriore chiusa, peraltro sprovvista del circonflesso, è una O di "orso" con le labbra non arrotondate, molto enfatica e con il dorso della lingua in posizione elevatissima, molto vicina al palato. Dopo questa vocale, non sono presenti codine nasali. Se presenti, il suono si pronuncia in un altro modo (vedi avanti). Nella sillaba -ME, dal tono neutro e reperibile alla fine di alcuni sostituti interrogativi, può sentirsi alleggerita in /mə ~ma/. Se dopo la lettera E c'è una coda nasale (-N, -NG), non si deve confondere con lo scevà (vedi sotto). In alcune pronunce semidialettali, a volte (in particolare con la sillaba KE) può sentirsi /kʰo/. Questa vocale non esisteva nel cinese medio. Tutte le combinazioni avente questo suono sono "E, ZHE, CHE, SHE, RE, ZE, CE, SE, GE, KE, LE, DE, TE, ME, NE": non c'è nessuna codina nasale. |
| Er, er                    | /ʌɻ~aɻ~əɻ/                | Premesso che la resa della consonante in posizione di coda è analoga a quella della èrhuà, la vocale iniziale di questa particolare sillaba isolata è una U breve inglese, cioè una O aperta con il dorso della lingua distante dal palato e le labbra distese, oppure uno scevà, in casi più rari, una /a/: la pronuncia varia moltissimo ma la sillaba resta inconfondibile. Questo suono forma una sillaba a sé e unica nel suo genere e in cinese medio era sempre */ɲi/. |
| Ai, ai                    | /ai/                      | Ai di "aitante". Il tono si scrive sulla "a" e si modula principalmente su di essa, mentre la -I a livello di intonazione in gran parte si accoda alla A-. Questo principio si può generalizzare a tutti i trittonghi e gran parte dei dittonghi (una eccezione, ad esempio, è "YUE"): l'ultima vocale si appoggia tonalmente alla precedente. Gli esempi tipici sono "AI, LAI, MAI, NAI, BAI, PAI, GAI, KAI, DAI, TAI, ZHAI, CHAI, SHAI, ZAI, CAI, SAI". |
| Ei, ei                    | /ei/                      | EI di "deità". Il tono si modula e scrive sulla "e". Gli esempi tipici sono "EI, LEI, MEI, NEI, BEI, FEI, PEI, GEI, DEI, TEI (dialettale), ZHEI, SHEI, ZEI". |
| Ao, ao                    | /ao~aʊ/                   | AO di "Macao". Alcuni parlanti settentrionali possono pronunciarlo più simile ad AU di "autunno". Il tono si modula e scrive sulla "a". Gli esempi tipici sono "AO, LAO, MAO, NAO, BAO, PAO, GAO, KAO, HAO, DAO, TAO, ZHAO, CHAO, SHAO, RAO, ZAO, CAO, SAO". |
| Ou, ou                    | /ou/                      | OU di "sottoutilizzato". Il tono si modula e scrive sulla "o". Gli esempi tipici sono "LOU, MOU, FOU, GOU, KOU, HOU, DOU, TOU, ZHOU, CHOU, SHOU, ROU, ZOU, COU, SOU". |
| An, an                    | /an/                      | AN di "andare". Gli esempi tipici sono "AN, LAN, MAN, BAN, FAN, PAN, GAN, KAN, HAN, ZHAN, CHAN, SHAN, RAN, ZAN, CAN, SAN". |
| En, en                    | /ən/                      | EN di "entrare". La prima vocale è però uno scevà, cioè una vocale media. È quindi da pronunciare con la lingua in posizione centrale, bassa e con le labbra distese. Non va confusa con /ɤ/, a priori senza codina nasale: quattro esempi pregnanti sono "E, ZHE; EN, ZHEN". |
| Eng, eng                  | /əŋ/                      | ENG di "engage", con scevà e senza la /-g/ di rilascio. Lo scevà può essere nasalizzata. Non va confusa con /ɤ/, a priori senza codina nasale: cinque esempi chiarificatori in modo definitivo sono "E, ZHE; EN, ENG, ZHEN, ZHENG". |
| -ong                      | -/oŋ~ʊŋ/                  | ONG di "longobardo" o quasi come se fosse UNG di "lungo" in base al parlante: l'importante è che non si faccia sentire la /-g/ di rilascio. La vocale può essere nasalizzata. Non è mai in isolamento. |
| Yi, yi; -i                | /i/                       | 1/2) I di "innaffiare", con la punta della lingua ben sollevata e molto vicina al palato perché è una vocale chiusa. È nient'altro che una pura vocale, pure se in isolamento ha una Y- davanti: serve solo da sostegno e separatore nell'ortografia per non farla confondere. Il tono a livello grafico si scrive sulla lettera "i", non sulla "y": la Y e la W non hanno a priori indicazioni tonali sopra. La Y-, se confonde, si può immaginare come sorda o assimilare alla "i". Gli esempi tipici, al fine di entrare subito in contatto con la corretta grafia, sono le sillabe "YI, YIN, YING, JI, QI, XI, BI, PI, DI, TI, LI, MI, NI". |
| -i                        | -/ɨ/                      | 2/2) Dopo i quattro suoni retroflessi ZH, CH, SH, R- e la loro versione non retroflessa Z, C, S, la -I è un falso amico che non esiste come sillaba a sé e ha una pronuncia pressoché identica allo scevà. La pronuncia precisa si ricostruisce nel seguente modo: si pronunci alla massima velocità "ke-ki-ke-ki-ke-ki". Il dorso della lingua andrà a toccare il palato sporgendosi in avanti. In questa posizione, si intoni lo scevà tendendo le labbra non arrotondate. Si può immaginare in modo semplificato come uno scevà con la lingua più sollevata verso il palato. Per chi conosce il russo, questo suono in alfabeto cirillico si scrive Ы. Per chi conosce il norvegese, è la U /ʉ/ usando però le labbra distese. In cinese medio, questa vocale si trovava in molti contesti ma mai in quelli qui elencati: era invece una vocale o semivocale anteriore come -*/i/, -*/j/, -*/e/. Gli unici esempi, inconfondibili, sono "ZHI, CHI, SHI, RI, ZI, CI, SI". |
| Ya, ya; -ia               | /ja/                      | IA di "iato". Si presti attenzione alle due possibili grafie. Il tono si modula e scrive sulla "a". Chiaramente, l'intonazione della semivocale Y-, come succede anche con la W- (vedi avanti), viene assorbita da quella indicata sulla A: in altre parole, se per esempio bisogna pronunciare la sillaba "yá", la semivocale /j/ sarà già intonata con un'altezza media perché il secondo tono parte da questa altezza. Subito dopo, si modula il tono sulla "a", che raggiunge senza forzature l'altezza massima. Gli unici casi sono le sillabe "YA, JIA, QIA, XIA, LIA". |
| Yao, yao; -iao            | /jao~jaʊ/                 | IAO di "miao", oppure quasi come se fosse "IAU" di "tagliaunghie". Idem. Il tono si modula e scrive sulla "a". Gli esempi tipici sono le sillabe "YAO, BIAO, PIAO, LIAO, MIAO, NIAO, DIAO, TIAO, JIAO, QIAO, XIAO". |
| Ye, ye; -ie               | /jɛ/                      | IE di "iena". La -E è aperta, quindi se la punta della lingua è tenuta allontana dal palato, la bocca è più spalancata. Il tono si modula e scrive sulla "e". Gli esempi tipici sono le sillabe "YE, BIE, PIE, JIE, QIE, XIE, LIE". |
| You, you; -iu             | /jou~-jo/                 | IOU di "ti ho ucciso". Nella pronuncia rapida o nell'accento taiwanese, si riduce nel dittongo /-jo/ di "Ionadi". Il tono si modula e scrive sulla "o" in entrambe le pronunce. Gli unici casi sono le sillabe "YOU, JIU, QIU, XIU, LIU, DIU, NIU". |
| Yan, yan; -ian            | /jɛn/                     | IEN di "iene", con la -E- aperta. Quindi, il pinyin se letto così come è scritto è fuorviante. Anche in cinese medio aveva una pronuncia simile. Il tono si modula e scrive sulla lettera "a". Gli esempi tipici sono le sillabe "YAN, JIAN, QIAN, XIAN, LIAN, MIAN, NIAN, DIAN, TIAN, BIAN, PIAN". |
| Yang, yang; -iang         | /jaŋ/                     | GLIANG di "piango", senza la /-g/ di rilascio. La vocale può essere nasalizzata. Il tono si modula e scrive sulla lettera "a". Gli esempi tipici sono le sillabe "YANG, BIANG (dialettale), JIANG, QIANG, XIANG, LIANG, NIANG". |
| Yin, yin; -in             | /in/                      | In di "indicare". La Y- anche stavolta è un mero supporto grafico. Il tono si modula e scrive sulla "i". Gli esempi tipici sono le sillabe "YIN, MIN, LIN, JIN, QIN, XIN, BIN, PIN". |
| Ying, ying; -ing          | /iŋ/                      | INGH di "inghippo", senza la /-g/ di rilascio. La vocale può essere nasalizzata. La Y- anche stavolta è un mero supporto grafico. Il tono si modula e scrive sulla "i". Gli esempi tipici sono le sillabe "YING, BING, PING, DING, TING, JING, QING, XING, MING, LING, NING". |
| Yong, yong; -iong         | /joŋ~jʊŋ/                 | "IONG" di "io salutai Ongaro", senza la /-g/ di rilascio, oppure con la "o" quasi come se fosse una "u". La vocale può essere nasalizzata. Il tono si modula e scrive sulla "o". Gli unici casi sono le sillabe "YONG, JIONG, QIONG, XIONG". |
| Wu, wu; -u                | /u/                       | U di "Urano", con il dorso della lingua vicino al palato perché è una vocale chiusa. Vale lo stesso discorso di YI, YIN e YING in isolamento: W- in questa sillaba è solo un supporto grafico. Il tono a livello grafico si scrive sulla lettera "u". Gli esempi tipici sono le sillabe "WU, LU, NU, MU, ZU, CU, SU, ZHU, CHU, SHU, RU". Questa lettera si trova anche dopo le palatali J-, Q-, X- e con due puntini sopra (Ü, ü), ma per la pronuncia vedi avanti. |
| Wa, wa; -ua               | /wa/                      | UA di "guarda". Ovviamente W- /w/, semivocale arrotondata chiusa, assorbe il tono della A: se per esempio si vuole pronunciare la sillaba WA, la semivocale avrà l'intonazione acuta, mentre la A subito dopo cala di tono, scendendo rapidamente e in picchiata nel registro grave. Nell'accento di Dalian, in generale W- (senza consonanti prima) si può trasformare in una V di vela, consonante sonora. Ad esempio, "WA" si può pronunciare /va/. La V è però ufficialmente esclusa dal pinyin perché non è presente nel cinese standard, ma si può vedere usata per romanizzare i dialetti cinesi, in cui viene usata. Il tono si modula e scrive sulla "a". Gli unici casi sono le sillabe "WA, GUA, KUA, HUA, ZHUA, CHUA, SHUA, RUA (dialettale)". |
| Wo, wo; -uo e -o          | /wo/                      | UO di "ruotare": Gli esempi tipici sono le sillabe "WO, LUO, ZHUO, CHUO, SHUO, ZUO, CUO, SUO, GUO, KUO, HUO". Solo in scrittura si accorcia in -O dopo la B, P, M, F: si ottengono le uniche combinazioni BO, PO, MO, FO. Queste ultime sono anche il nome colloquiale della traslitterazione taiwanese (Zhùyīn Fúhào 注音符号), che non usa l'alfabeto latino ma un sistema di piccoli segni vagamente simili al katakana giapponese (片仮名 in kanji), integrati con i radicali kangxi (Kāngxī bùshǒu 康熙部首) più semplici (es. 日, 尸, 刀, 彳, 厶, 匚, 尢, 又, 儿, 凵...). Non si deve confondere con l'interiezione "o". Il tono si modula e scrive sulla "o" a prescindere. |
| Wai, wai; -uai            | /wai/                     | UAI di "guai". Il tono su modula e scrive sulla "a". Gli esempi tipici sono le sillabe "WAI, NAI, LAI, MAI, ZHAI, CHAI, SHAI, ZAI, CAI, SAI, KAI, GAI, HAI, BAI, PAI". |
| Wei, wei; -ui             | /wei~-we/                 | UEI di "quei". Nella parlata rapida o nell'accento taiwanese, quando è nucleo di sillaba si riduce nel dittongo /-we/ di "questo". Il tono si modula a priori sul suono /e/ e si scrive sulla lettera "e" nella sillaba "WEI". In tutte le altre, a livello grafico si scrive sulla lettera "i". Gli esempi tipici sono le sillabe "WEI, DUI, TUI, ZHUI, CHUI, SHUI, ZUI, CUI, SUI, GUI, KUI, HUI" |
| Wan, wan; -uan            | /wan/                     | UAN di "quando". Il tono si modula e scrive sulla "a". Gli esempi più semplici sono le sillabe "WAN, GUAN, KUAN, HUAN, ZHUA, CHUAN, SHUAN, RUAN, ZUAN, CUAN, SUAN, LUAN, DUAN, TUAN". Dopo le consonanti palatalizzate J-, Q-, X- ha un'altra pronuncia (vedi avanti). |
| Wen, wen; -un             | /wən/                     | UEN di "sequenza", con scevà. Il tono si modula a priori su /ə/ e si scrive a livello grafico sulla lettera "e" nella sillaba "WEN", mentre nelle altre sulla "u". Gli esempi tipici sono le sillabe "WEN, DUN, TUN, ZHUN, CHUN, SHUN, RUN, ZUN, CUN, SUN, LUN, GUN, KUN, HUN". |
| Wang, wang; -uang         | /waŋ/                     | UANG di "non voglio più anguille", senza /-g/ di rilascio. La vocale può essere nasalizzata. Il tono si modula e scrive sulla "a". Gli unici casi sono le sillabe "WANG, GUANG, KUANG, HUANG, ZHUANG, CHUANG, SHUANG". |
| Weng, weng                | /wəŋ/                     | UENG di "più engagement", con scevà e senza /-g/ di rilascio. È sempre isolata. La vocale può essere nasalizzata. Il tono si modula e scrive sulla lettera "e". |
| Yu, yu; -n/lü e j/q/xu    | /y/                       | I di "infedele", chiusa e procheila. In altre parole, si pronuncia tenendo le labbra arrotondate, formando un cerchiolino con le labbra e senza necessariamente sporgerle verso l'esterno. È un suono unico, nonostante la traslitterazione da isolata come "Yu" possa fuorviare. Volendo, il suono si può immaginare come una "i" (punta della lingua protesa verso i denti) pronunciata con le labbra modellate come se si stesse pronunciando una "u", come il pinyin sembra suggerire. Oppure, il suono si può ottenere pronunciando "ju-ju-ju-ju-ju-ju-ju" alla massima velocità. In cinese medio, si pronunciava così come scritta: */ju/ oppure */jo/: era un dittongo. Come nucleo di una sillaba, si scrive con l'umlaut sopra tranne in tutte le combinazioni dopo le tre consonanti palatalizzate J-, Q-, X-. Quindi, i tipici esempi sono "YU, JU, QU, XU". Dopo invece N-, L- la pronuncia e significato variano se ha l'umlaut o no: senza umlaut è /u/ (NU e LU sono già stati trattati in precedenza e sono diversi da NÜ, LÜ). Su supporto informatizzato, distinguerla bene negli ultimi due casi, si digita il tasto della lettera "V": ad esempio, scrivere "lü" e "nü" si digita "lv" e "nv". In tutti gli altri casi, è indifferente (es. "yue" o "yve" fa uscire lo stesso risultato/output dal software). La "V" usata per scrivere con la tastiera i caratteri cinesi non è da confondere con la "V" per latinizzare i dialetti cinesi. Per scrivere la "Ü, ü" con la tastiera, invece di sostituirla con "V, v", si tiene premuto il tasto "Alt" e si digita con i tasti numerici a destra 154 (Ü) e 129 (ü). Il tono a livello grafico si segna a priori sopra la lettera "u": se quest'ultima ha l'umlaut, si scrive sopra i due puntini. |
| Yue, yue; n/lüe e j/q/xue | /ɥe/                      | IE di "ieratico", con la I- arrotondata. In AFI il suono /y/ quando precede un'altra vocale si trascrive /ɥ/ ed è il terzo e ultimo caso in cui la semivocale (che anche stavolta è arrotondata come W-) assorbe il tono della vocale a cui è affiancata. Valgono tutte le altre regole appena esposte. I casi possibili sono "YUE, JUE, QUE, XUE, NÜE, LÜE" In più, il tono si modula e scrive a priori sulla "e". |
| Yuan, yuan; -uan          | /ɥæn/                     | IEN di "iena", con la I- arrotondata e la E poco più aperta rispetto a /ɛ/. Valgono tutte le regole appena esposte, ma non esistono combinazioni con L-, N-. Si trova a priori scritta come -UAN dopo le tre consonanti palatalizzate J, Q, X. In presenza di tutte le altre consonanti possibili non deve essere confusa con -UAN pronunciata col suono /w/ invece di /y/: la tripletta JUAN, QUAN, XUAN è diversa da ZHUAN, CHUAN, SHUAN, LUAN, GUAN, KUAN, HUAN, ZUAN, CUAN, SUAN. Infatti il loro nucleo è composto dalla sillaba "WAN", non da "YUAN" nelle prime tre. In più, il tono si modula sul suono /æ/ e a livello grafico si scrive sulla lettera "a". |
| Yun, yun; -un             | /yn/                      | In di "indicare", con la I- arrotondata. Idem, ma non esistono combinazioni con L-, N-: esistono solo "LUN" e "NUN" aventi come nucleo di sillaba "WEN". Il suono /y/ come al solito si trova dopo le tre palatali J, Q, X, pertanto i tre casi sono JUN, QUN, XUN. In ogni altro caso, il nucleo è composto dalla sillaba "WEN": LUN, NUN, GUN, KUN, HUN, ZHUN, CHUN, SHUN, ZUN, CUN, SUN, RUN, DUN, TUN. Il tono si scrive sulla lettera "u". |

### Lista di parole diffuse aventi l'erizzazione
Tenendo presente ciò che è stato già spiegato riguardo alla rotacizzazione in cinese (Erhua 儿化 / 兒化 oppure 儿化音 / 兒化音, sporadicamente scritto 儿话), si ricorda che in pinyin si può indicare affiancando una "r" a fianco alla parte finale della sillaba. Nella traslitterazione zhuyin si indica con ㄦ. Non sono presenti variazioni ortografiche in pinyin, sebbene l'erizzazione in taluni casi alteri la pronuncia della sillaba (i fenomeni più evidenti sono la caduta della codina nasale laddove presente con aggiunta di nasalizzazione se è "-ng", l'accorciamento delle sillabe come "ai" e "wei" e la caduta di "-ei". Siccome la l'erizzazione è diffusa nelle varietà settentrionali (con l'eccezione dei dialetti di Chengdu 成都 e Chongqing 重庆, situate nel meridione), in generale tutta la pronuncia si accomoda alla varietà settentrionale (es. le consonanti retroflesse restano tali e dittonghi contenenti la "o" come "ao" tendono a pronunciarsi "au"). L'erizzazione si aggiunge per sostituire suffissi come in 那里 e 昨日 mutati in 那儿 e 昨儿 oppure si utilizza per aggiungere, in tono molto colloquiale, il significato di "piccolo" o "carino" o qualcosa in mezzo ai due. L'erizzazione è a prescindere neutra a livello tonale, quindi questa codina sonora si intona secondo il tono della sillaba in cui trova. Ad esempio, siccome con il quarto tono l'intonazione scende in picchiata da acuta a grave, l'erizzazione si troverà automaticamente nel registro grave. Nella tabella sottostante si indicano alcune delle parole più diffuse aventi l'erizzazione (che in cinese è assolutamente facoltativa) e la trascrizione corretta in pinyin. Tutte le espressioni, tranne quattro appartenenti al celeberrimo dialetto di Pechino (北京话 Běijīnghuà), si trovano nel cinese mandarino e sono spesso segnalate nei dizionari.
| Hanzi 汉字 con inclusione di 儿 | Pinyin 拼音 con erizzazione inclusa |
| --- | --- |
| 聊天儿 谈天儿 事儿 差劲儿 一会儿 待会儿见 一下儿 一点儿agg Agg 点儿 Verbo点儿 有（一）点儿 Sogg 才不（大）点儿 - | liáo tiānr tán tiánr shìr chà jìnr yí huìr dāi huìr jiàn yí xiàr yì diǎnr diǎnr yǒu (yì) diǎnr cái bú (dà) diǎnr (很小 hěn xiǎo nel dialetto di Pechino） |
| 刺儿话 小曲儿 起名儿 帮忙儿 宝贝儿 病号儿 茶馆儿 小偷儿 送信儿 刀把儿 唱歌儿 唱曲儿 年头儿（年初） 没准儿 没事儿 没劲儿 巴巴儿 眼镜儿 | cìrhuà xiǎo qǔr qǐ míngr bāng mángr bǎobèir bìnghàor cháguǎnr xiǎotōur sòng xìnr dāobàr chàng gēr chàng qǔr niántóur (nián chū) méi zhǔnr méi shìr méi jìnr bābār yǎnjìngr |
| 哪儿 那儿 这儿 这边儿 那边儿 后边儿 前边儿 旁边儿 下边儿 上边儿 北边儿 南边儿 西边儿 东边儿 内边儿 外边儿 左边儿 右边儿 | nǎr nàr zhèr zhèbiānr nàbianr hòubianr qiánbianr pángbianr xiàbianr shàngbianr běibiānr nánbiānr xībiānr dōngbiānr nèibiānr wàibianr zuǒbianr yòubianr |
| 雨点儿 差点儿 包干儿 哥们儿 冰棍儿 玩儿 一把儿 一块儿 一对儿 出门儿 走后门儿 心眼儿 饭馆儿 老头儿 照片儿 好玩儿 办事儿 白白儿 口袋儿 好好儿 慢慢儿 | yǔ diǎnr chà diǎnr bāogānr gēmenr bīng gùnr wánr yī bàr yī kuàir yī duìr chū ménr zǒu hòuménr xīnyǎnr fànguǎnr lǎotóur zhàopiànr hǎowánr bàn shìr báibáir kǒudàir hǎohāor mànmànr |
| 冰块儿 老婆儿 皮儿家具 小说儿 脸蛋儿 鞋带儿 小孩儿 男孩儿 女孩儿 米粒儿 土豆儿 口味儿 打杂儿 没味儿 墨水儿 画画儿 花儿（fiori） 鲜花儿 开花儿 茶花儿 豆花儿 花瓣儿 蒜瓣儿 小脚儿 掉价儿                                                                 | bīngkuàir lǎopór pír jiājùr xiǎoshuōr liǎndànr xiédàir xiǎoháir nánháir nǚháir mǐ lìr tǔdòur kǒuwèir dǎ zár méi wèir mòshuǐr huà huàr huār xiān huār kāi huār cháhuār dòuhuār huābànr suànbànr xiǎojiǎor diàojiàr |
| 今儿（今天 / 今日） 明儿（明天 / 明日） 昨儿（昨天 / 昨日） 半天儿 天儿（天气） 热天儿 这天儿（现在 / 目前） 顶牛儿（吵架） 干活儿 头儿头儿 玩儿玩儿 地面儿 火锅儿 叶儿（叶子） 鼻儿（鼻子） 哥儿（哥哥） 面条儿 老伴儿 人影儿 格儿 门儿 -              | jīnr (jīntiān, jīnrì) míngr (míngtiān, míngrì) zuór (zuótiān, zuórì) bàn tiānr tiānr (tiānqì) rè tiānr zhètiānr (xiànzài, mùqián) dǐng niúr (chǎo jià) gàn huór tóurtóur wánrwánr dìmiànr huǒguōr yér (yèzi) bír (bízi) gēr gēge miàntiáor lǎobànr rényǐngr gér ménr (svariati nomi propri di porte e linee di metropolitana，ex 朝阳门儿 Cháoyángménr)                                 |
| 上班儿 挨个儿 多儿去了（多了去了） 不儿道（不知道） 告儿你（告诉你） 瓜子儿 名牌儿 药片儿 药水儿 胡同儿 没法儿（没办法 / 没方法） 打嗝儿 这么大儿 / 那么大儿 / 多么大儿 - 小蛋儿（testicoli） 窗台儿 有空儿 模特儿 烟卷儿 哪儿跟哪儿啊？ 拿某人打哈哈儿 | shàng bānr āigèr duōr qù le (duō le qù le) bùr dào (bù zhīdào nel dialetto di Pechino) gàor nǐ (gàosù nǐ nel dialetto di Pechino) guāzǐr míngpáir yàopiànr yàoshuǐr hútòngr méi fǎr (méi bànfǎ, méi fāngfǎ) dǎ gér zhème dàr, nàme dàr, duōme dàr （大儿 dàr qui sinonimo di 小 nel dialetto di Pechino） xiǎodànr chuāngtáir yǒukòngr mótèr yānjuǎnr nǎr gēn nǎr a? ná mǒurén dǎ hāhar |

### Tavole delle combinazioni
Nella riga verticale si trova il primo membro della sillaba, cioè la consonante. Le consonanti sono raggruppate per luogo di articolazione identico o simile. Si ricorda nuovamente che esistono delle varietà di pronuncia in particolare tra nord e sud della Cina. Nella prima riga orizzontale invece si trovano tutte le vocali già scritte in forma isolata (sillaba solo vocalica). Il caso di (-i) dopo le quattro retroflesse e le tre analoghe non retroflesse è stato messo in evidenza. Inoltre questo suono neutro e il dittongo (ong), messi tra parentesi tonde, non sono reperibili in isolamento. Per aggiungere la Èrhuà a fine sillaba, ricordarsi le regole di caduta dei foni nasali e vocalici.
Nella tabella non è stata inserita la sillaba "Er" (而 耳 ...) e "Weng" (翁 嗡 ...), che sono sempre isolate, la "O" isolata usata come interiezione (哦) e i filler/rumori emozionali/feedback come "ng", che corrisponde al verso "mh", e la "ê", che corrisponde al nostro "eh". Riguardo alle combinazioni possibili, non è detto che siano usate con tutti e quattro i toni.
Tra le combinazioni impossibili è stata comunque inserita la sillaba [biáng], dialettale. Indica un famoso piatto di noodles dello Shaanxi e il sinogramma usato per scrivere la parola contiene 58 tratti. Anche [tēi] è dialettale, il suo sinogramma è 忒. La terza e ultima dialettale è [ruá], 挼. Una quarta sillaba, molto colloquiale, è [lo]. Si scrive con il carattere 咯 che è sinonimo del 了 enfatico nell'esclamazione "当然咯" ("Ovviamente! Certamente!") e si romanizza con "lo" /lo/, da non confondere con "luo" /lwo/.
Per ogni sillaba, in quasi ogni caso è stato inserito da uno a quattro esempi estrapolando le sillabe più comuni e basilari; in altri casi, si è preferito usare una particella grammaticale o congiunzione avente quella pronuncia: sono elementi ricorrenti e peraltro ancora più basilari dei vari sostantivi, aggettivi, avverbi... Comunque le singole sillabe, a parte per svariate particelle, si legano ad altre sillabe per formare le parole: oggi le parole monosillabiche, piuttosto arcaicheggianti, sono meno usate. Nella sillaba "shi" sono stati messi parecchio esempi perché è una delle sillabe più ricche di caratteri nel cinese moderno.
In generale, nel cinese ci sono rari casi di omografia tra sinogrammi: un sinogramma in base al contesto ha più pronunce e più utilizzi/significati. Diciannove esempi tipici e molto diffusi sono:
卡 (KǍ oppure QIǍ),   地 (DE oppure DÌ),   的 (DE oppure DĪ),   行 (XÍNG oppure HÁNG),   都 (DŌU oppure DŪ),   得 (DĚI oppure DÉ),   了 (LE oppure LIǍO),   还 (HÁI oppure HUÀN),   觉 (JIÀO oppure JUÉ),   着 (ZHE oppure ZHÁO oppure ZHUÓ),   发 (FĀ oppure FÀ),   当 (DĀNG oppure DÀNG),  大 (DÀ oppure DAI),  中 (ZHŌNG oppure ZHÒNG),  蒙 (MÉNG oppure MĚNG),  打 (DǍ oppure DÁ),  待 (DĀI oppure DÀI),  为 (WÉI oppure WÈI),  一 ( YĪ oppure YĀO).
Uno che ha due pronunce facoltative ma non cambia significato è 谁 (SHUÍ oppure SHÉI, più utilizzata).
In molti altri casi, una sillaba avente un determinato tono ha ovviamente più grafie: la sillaba indicata è un solo esempio. Due casi esemplari sono DE (的 得 地) e ZUÒ (做 作 坐). In questi casi bisogna anche stare attenti quando si scrive al computer: un carattere può essere scambiato per un altro in taluni casi.
| -  | a 啊 阿         | e 饿 俄 额 鹅 ！/ɤ/  | (-i) - ！-/ɨ/                                                        | yi 以 一 已 宜 ！/ i / | ya 呀 亚 牙 压  | yao 要 药        | ye 也 叶 业 页  | you -iu 有 由 又 友 ！/jou/ | yan 眼 盐 严 烟 ！/jɛn/ | yang 样 洋 阳 杨 -/ŋ/ | yin 因 尹 印 阴 | ying 应 英 赢 影 -/ŋ/ | yong 用 永 拥 勇 -/ŋ/ | ai 爱 艾 癌 矮   | ao 奥 熬 凹 傲   | an 按 安 案 暗   |
| -- | --------------- | -------------------- | -------------------------------------------------------------------- | ---------------------- | --------------- | ---------------- | --------------- | --------------------------- | ----------------------- | --------------------- | --------------- | --------------------- | --------------------- | ---------------- | ---------------- | ---------------- |
| b  | ba 把 八 吧 爸  |                      |                                                                      | bi 比 笔 毕 必         |                 | biao 表 标 婊 彪 | bie 别          |                             | bian 变 边 遍 便        | [biáng]               | bin 宾 彬       | bing 冰 并 病 饼      |                       | bai 败 百 拜 败  | bao 报 包 保 宝  | ban 办 班 板 半  |
| p  | pa 怕 爬 啪 趴  |                      |                                                                      | pi 皮 匹 屁 批         |                 | piao 票 漂       | pie 丿撇        |                             | pian 骗 片 篇 偏        |                       | pin 品 聘 贫 频 | ping 平 瓶 屏 评      |                       | pai 排 拍 牌 派  | pao 跑           | pan 盘 判        |
| m  | ma 吗 妈 麻 骂  | me -/ɤ/ 么           |                                                                      | mi 米 迷 密 秘         |                 | miao 苗 秒       | mie 灭 咩       |                             | mian 面 免 棉 眠        |                       | min 民 敏 闽 珉 | ming 明 名 命 鸣      |                       | mai 卖 买 麦 脉  | mao 帽 毛 猫 冒  | man 慢 满 漫 曼  |
| f  | fa 发 法 罚 乏  |                      |                                                                      |                        |                 |                  |                 |                             |                         |                       |                 |                       |                       |                  |                  | fan 饭 反 翻 烦  |
| d  | da 大 打 达 答  | de -/ɤ/ 的 得 地     |                                                                      | di 底 弟 第 底         |                 | diao 掉 钓       | die 爹 跌       | diu 丢                      | dian 店 点 电 典        |                       |                 | ding 定 订 顶 盯      |                       | dai 带 代 袋 戴  | dao 到 道 岛 导  | dan 但 单 蛋 担  |
| t  | ta 他 塔 它 踏  | te -/ɤ/ 特           |                                                                      | ti 提 体 踢 替         |                 | tiao 跳 条 调 挑 | tie 贴 铁 帖 -- |                             | tian 天 田 甜 填        |                       |                 | ting 听 厅 亭 停      |                       | tai 太 台 态 泰  | tao 套 陶 桃 陶  | tan 谈 弹 坛 痰  |
| n  | na 那 拿 哪 娜  | ne -/ɤ/ 呢           |                                                                      | ni 你 尼 泥 伲         |                 | niao 鸟 尿       | nie 捏          | niu 牛                      | nian 年 念              | niang 娘 酿           | nin 您          | ning 宁               |                       | nai 奶 耐        | nao 脑 闹 恼 挠  | nan 男 南 难 楠  |
| l  | la 拉 啦 辣 蜡  | le -/ɤ/ 了 乐        |                                                                      | li 里 力 李 利         | lia 俩          | liao 聊 料 疗 了 | lie 列 烈       | liu 六 流 留                | lian 连 脸 联 练        | liang 两 辆 凉 量     | lin 林 临       | ling 零 领 另 岭      |                       | lai 来 莱        | lao 老 劳        | lan 兰 蓝 拦 懒  |
| g  | ga 嘎 尬        | ge -/ɤ/ 个 哥 歌 格  |                                                                      |                        |                 |                  |                 |                             |                         |                       |                 |                       |                       | gai 该 改 盖 概  | gao 高 稿 告 膏  | gan 干 感 赶 敢  |
| k  | ka 咖 卡        | ke -/ɤ/ 可 课 渴 科  |                                                                      |                        |                 |                  |                 |                             |                         |                       |                 |                       |                       | kai 开           | kao 考 靠 烤 拷  | kan 看 砍 刊 --  |
| h  | ha 哈 虾        | he -/ɤ/ 和 河 盒 喝  |                                                                      |                        |                 |                  |                 |                             |                         |                       |                 |                       |                       | hai 孩 海 还 害  | hao 好 号 豪 浩  | han 汗 韩 汉 含  |
| z  | za 杂           | ze -/ɤ/ 则 责 泽 择  | zi -/ɨ/ 子 字 自 资                                                  |                        |                 |                  |                 |                             |                         |                       |                 |                       |                       | zai 在 再 载 灾  | zao 早 造 皂 遭  | zan 咱 暂 赞 攒  |
| c  | ca 擦           | ce -/ɤ/ 册 厕 策 测  | ci -/ɨ/ 次 词 此 刺                                                  |                        |                 |                  |                 |                             |                         |                       |                 |                       |                       | cai 才 菜 裁 猜  | cao 草 操 曹 槽  | can 参 残 餐 惨  |
| s  | sa 撒 洒        | se -/ɤ/ 色           | si -/ɨ/ 四 死 私 丝                                                  |                        |                 |                  |                 |                             |                         |                       |                 |                       |                       | sai 赛 塞        | sao 扫 骚        | san 三 伞 散 --  |
| zh | zha 炸          | zhe -/ɤ/ 这 者 着 哲 | zhi -/ɨ/ 只 之 知 支                                                 |                        |                 |                  |                 |                             |                         |                       |                 |                       |                       | zhai 窄 宅 债 摘 | zhao 找 赵 照 招 | zhan 站 占 战 展 |
| ch | cha 茶 查 叉 差 | che -/ɤ/ 车          | chi -/ɨ/ 吃 齿 池 迟                                                 |                        |                 |                  |                 |                             |                         |                       |                 |                       |                       | chai 豺          | chao 超 朝 吵 炒 | chan 产 禅       |
| sh | sha 杀 沙 傻 啥 | she -/ɤ/ 舌 舍 蛇 社 | shi -/ɨ/ 是 十 师 视 事 时 诗 石 市 室 士 试 施 失 始 实 尸 屎 食 示 |                        |                 |                  |                 |                             |                         |                       |                 |                       |                       | shai 晒          | shao 少 绍 烧 勺 | shan 山 善 衫 扇 |
| r- |                 | re -/ɤ/ 热           | ri -/ɨ/ 日                                                           |                        |                 |                  |                 |                             |                         |                       |                 |                       |                       |                  | rao 绕 饶        | ran 然 染 燃 冉  |
| j  |                 |                      |                                                                      | ji 鸡 几 机 级         | jia 家 加 架 价 | jiao 叫 教 较 脚 | jie 姐 节 借 街 | jiu 就 酒 九 旧             | jian 见 件 间 建        | jiang 江 讲 将 奖     | jin 今 金 斤 进 | jing 经 静 竟 景      | jiong 囧              |                  |                  |                  |
| q  |                 |                      |                                                                      | qi 期 起 七 气         | qia 卡          | qiao 桥 瞧 敲 巧 | qie 切 且       | qiu 球 求 秋 丘             | qian 钱 前 千 签        | qiang 强 墙 枪 抢     | qin 亲 琴 秦 勤 | qing 请 清 情 晴      | qiong 穷              |                  |                  |                  |
| x  |                 |                      |                                                                      | xi 西 喜 系 洗         | xia 下 夏 吓 瞎 | xiao 小 笑 校 效 | xie 写 谢 些 鞋 | xiu 休 修 羞 秀             | xian 先 现 鲜 县        | xiang 想 向 像 香     | xin 心 新 信 辛 | xing 星 行 姓 兴      | xiong 熊 兄 雄 胸     |                  |                  |                  |

| -  | ou 欧 偶 呕 鸥   | ei 欸           | ang 昂 -/ŋ/       | en 恩 嗯         | eng 鞥 -/ŋ/       | (ong) -           | wu 无 物 五 午 ！/u/ | wa 哇 挖 瓦 袜  | wo 我 卧 沃             | wai 外           | wei 为 位 喂 伟 | wan 完 晚 万 碗   | wang 往 忘 网 望 -/ŋ/ | wen 问 文 温 闻 | yu 于 语 与 雨 ！/y/ | yue 月 越 约 曰 /ye/ | yuan 远 院 原 员 ！/yæn/ | yun 运 孕 云 /yn/ |
| -- | ---------------- | --------------- | ----------------- | ---------------- | ----------------- | ----------------- | -------------------- | --------------- | ----------------------- | ---------------- | --------------- | ----------------- | --------------------- | --------------- | -------------------- | -------------------- | ------------------------ | ----------------- |
| b  |                  | bei 被 北 杯 备 | bang 帮 榜 绑 棒  | ben 本 笨 奔 --  | beng 甭           |                   | bu 不 部 步 补       |                 | bo -/wo/ 伯 波 博 脖    |                  |                 |                   |                       |                 |                      |                      |                          |                   |
| p  | pou 剖 裒 抔 掊  | pei 陪 配       | pang 胖 旁 乓 庞  | pen 盆 喷        | peng 朋 碰        |                   | pu 普 谱             |                 | po -/wo/ 破 婆          |                  |                 |                   |                       |                 |                      |                      |                          |                   |
| m  | mou 某 谋        | mei 没 每 美 妹 | mang 忙 盲        | men 门 们 闷     | meng 梦 孟        |                   | mu 母 木 目 亩       |                 | mo -/wo/ 莫 墨 磨 末    |                  |                 |                   |                       |                 |                      |                      |                          |                   |
| f  | fou 否           | fei 非 飞 费 肥 | fang 放 访 房 防  | fen 分 份 粉 奋  | feng 风 封 峰 丰  |                   | fu 福 富 副 服       |                 | fo -/wo/ 佛             |                  |                 |                   |                       |                 |                      |                      |                          |                   |
| d  | dou 都 豆 斗 痘  | dei 得          | dang 当 党        | den 扽 扥        | deng 等 登 灯 邓  | dong 动 懂 东 冻  | du 读 毒 度 独       |                 | duo 多 朵 躲 夺         |                  | dui 对 队       | duan 短 锻 断 端  |                       | dun 吨 盾       |                      |                      |                          |                   |
| t  | tou 头 偷 投 透  | [tēi] 忒        | tang 汤 堂 趟 糖  |                  | teng 疼           | tong 通 桶 同 痛  | tu 土 吐 图 突       |                 | tuo 脱 托 驼 拖         |                  | tui 腿 推       | tuan 团           |                       | tun 屯 吞       |                      |                      |                          |                   |
| n  | nou 啂 譳        | nei 内          | nang 崀           | nen 嫩 恁        | neng 能           | nong 弄 农        | nu 怒 奴             |                 | nuo 诺                  |                  |                 | nuan 暖           |                       | nun 黁          | nü 女                | nüe 疟               |                          |                   |
| l  | lou 楼           | lei 泪 类 累 雷 | lang 浪 朗 狼 郎  |                  | leng 冷           | long 龙 笼        | lu 路 卢 鲁 录       |                 | luo 罗 箩 落 锣 [lo] 咯 |                  |                 | luan 乱 卵        |                       | lun 论 轮       | lü 绿 率 旅 驴       | lüe 略               |                          |                   |
| g  | gou 狗 够 购 构  | gei 给          | gang 刚 港 钢 岗  | gen 跟 根        | geng 更           | gong 工 公 共 功  | gu 顾 股 故 谷       | gua 瓜 刮 挂 卦 | guo 过 国 果 锅         | guai 怪          | gui 贵 柜 规 桂 | guan 管 观 馆 贯  | guang 光 逛 广 -      | gun 滚 棍       |                      |                      |                          |                   |
| k  | kou 口           | kei 剋          | kang 康 抗        | ken 肯 恳        | keng 坑           | kong 空 孔 恐 控  | ku 哭 苦 库 酷       | kua 夸 跨       | kuo 扩 阔               | kuai 快 块 筷 -- | kui 亏 葵       | kuan 款 宽        | kuang 矿 筐 况 -      | kun 困 昆       |                      |                      |                          |                   |
| h  | hou 后 猴 候 侯  | hei 黑 嘿 嗨    | hang 航 行        | hen 很 恨 痕 狠  | heng 恒 衡 亨 恒  | hong 红 洪        | hu 互 胡 壶 户       | hua 化 划 话 滑 | huo 或 火 活 货         | huai 坏 怀       | hui 会 回 灰 汇 | huan 换 环 欢 换  | huang 黄 皇           | hun 婚 混 昏 -  |                      |                      |                          |                   |
| z  | zou 走           | zei 贼          | zang 脏 藏 葬 -   | zen 怎           | zeng 增           | zong 总 宗        | zu 租 族 组 足       |                 | zuo 做 作 坐 座         |                  | zui 最 嘴 罪 醉 | zuan 钻           |                       | zun 尊 遵       |                      |                      |                          |                   |
| c  | cou 凑           |                 | cang 仓           | cen 岑           | ceng 曾 层 蹭 -   | cong 从 聪 匆 丛  | cu 粗 促醋-          |                 | cuo 错 措               |                  | cui 催          | cuan 窜           |                       | cun 村 存 寸 -  |                      |                      |                          |                   |
| s  | sou 搜           |                 | sang 桑 丧 嗓 搡  | sen 森           | seng 僧           | song 送 松 宋 讼  | su 速 苏 素 俗       |                 | suo 所 锁               |                  | sui 虽 岁 碎 随 | suan 算 酸 蒜 狻  |                       | sun 孙 笋 损 -  |                      |                      |                          |                   |
| zh | zhou 州 周 粥 洲 | zhei 這         | zhang 张 章 涨 掌 | zhen 真 镇 震 针 | zheng 正 整 争 郑 | zhong 中 众 重 种 | zhu 住 煮 主 祝      | zhua 抓 爪      | zhuo 桌                 | zhuai 转         | zhui 追         | zhuan 传 专       | zhuang 装 庄 状 壮    | zhun 准         |                      |                      |                          |                   |
| ch | chou 抽 丑 臭 酬 |                 | chang 常 场 长 唱 | chen 陈 称 臣 晨 | cheng 成 城 程 乘 | chong 重 冲 虫 充 | chu 出 楚 除 初      | chua 欻         | chuo 辍                 | chuai 踹         | chui 吹         | chuan 穿 川 船 传 | chuang 床 创 窗 闯    | chun 春 唇      |                      |                      |                          |                   |
| sh | shou 收 手 售 受 | shei 谁         | shang 上 商 伤 尚 | shen 甚 什 身 深 | sheng 生 圣 升 省 |                   | shu 书 数 术 树      | shua 刷         | shuo 说 硕              | shuai 帅         | shui 水睡 税 谁 | shuan 栓          | shuang 双 霜          | shun 顺 舜      |                      |                      |                          |                   |
| r- | rou 肉           |                 | rang 让 壤        | ren 人 任 认 仁  | reng 扔 仍        | rong 容 荣 融 绒  | ru 如 入 儒 乳       | [ruá] 挼        | ruo 若 弱               |                  |                 | ruan 软           | rui 瑞 锐 蕊 睿       | run 润          |                      |                      |                          |                   |
| j  |                  |                 |                   |                  |                   |                   |                      |                 |                         |                  |                 |                   |                       |                 | ju 句 具 局 剧       | jue 决 觉 绝 爵      | juan 卷 圈               | jun 军 钧 均 君   |
| q  |                  |                 |                   |                  |                   |                   |                      |                 |                         |                  |                 |                   |                       |                 | qu 去 区 取 趣       | que 却 缺 确 雀      | quan 全 权 权 泉         | qun 群 裙 囷-     |
| x  |                  |                 |                   |                  |                   |                   |                      |                 |                         |                  |                 |                   |                       |                 | xu 需 许             | xue 学 雪 穴 靴      | xuan 选                  | xun 讯 寻 训 迅   |

## Norme di ortografia più importanti
- Le parole polisillabiche, in romanizzazione, non si separano carattere per carattere. Al contrario, in caratteri cinesi non ci sono spaziature eccetto in corrispondenza della punteggiatura. Ovviamente, solo le parole monosillabiche sono isolate, ad esempio 人 Rén,  是 Shì,  老师 Lǎoshī,  工程师 Gōngchéngshī 资本主义 Zīběnzhǔyì...
- Le poche parole monosillabiche raddoppiabili per ottenere il senso di "ogni/tutti", i verbi monosillabici raddoppiati per sfumare il tono perentorio e gli aggettivi monosillabici raddoppiati si romanizzano senza spazi, es. 人人 Rénrén,  天天 Tiāntiān,   事事 Shìshì,  日日 Rìrì,  年年 Niánnián,  看看 Kànkàn,  好好儿 Hǎohāor. Tutti gli altri verbi (sono bisillabici) raddoppiati per intero hanno lo spazio (es. 朗读朗读 Lǎngdú lǎngdú). Gli aggettivi polisillabici, quando si vedono raddoppiati, si latinizzano con tutte le sillabe incollate, 高高兴兴儿  (Gāogāoxìngxìngr). A questo proposito si ricorda che la 儿 se presente si romanizza "-r" e mai come "-er", pure se su tastiera si digita in questo modo.
- I nomi di persona completi e in totale bisillabici hanno cognome e nome separato. In quanto tale, le lettere sono maiuscole, idem se si inizia la frase e dopo il punto fermo: 我是王力老师，你呢？   Wǒ shì Wáng Lì lǎoshī, nǐ ne?   Il problema non si presenta se si scrive tutta la latinizzazione in maiuscolo.
- L'epiteto davanti a persone va in maiuscolo e si separa, es. 小王 Xiǎo Wáng. Si separa pure se è un titolo onorifico o lavorativo, posto sempre dopo il nome, es. 陈平先生 Chén Píng xiānshēng. Non serve la maiuscola, essendo già introdotta dal nome proprio.
- Sillabe usate come prefissi e suffissi non si separano da tutta la radice, quindi il composto resta unito, es. 中国人 Zhōngguórén. Solo i suffissi di entità geografiche si separano dal nome proprio, a cui si riferiscono come apposizione, e in più in quanto nomi propri di località si trascrivono in maiuscolo, per esempio 北京市 Běijīng Shì,  泰山 Tài Shān,  江河 Jiāng Hé...
- Nel composto [numero+classificatore], sia come quantità di oggetto che di azione (complemento di incidenza, cioè il "numero di volte"), le due parole in romanizzazione si separano. Invece i complementi risultativi, perlopiù indivisibili anche grammaticalmente, lo sono anche in scrittura. Es.  我去过北京市一趟。     Wǒ qùguò Běijīng Shì yí tàng. Es. 两本书 Liǎng běn shū.
- Il prefisso dei numeri ordinali si separa dalla cifra con un trattino, es. 第二 Dì-èr. ll prefisso non si usa solo con poche e particolari espressioni, come l'anno scolastico, "(di) seconda mano" (Èrshǒu 二手) e il nome del tono se indicato col sinogramma dei numerali (ma per il 5° tono, non esiste il nome costruito in questo modo).
- I numeri che indicano una data si distinguono bene con un trattino nel pinyin, es. 五·四 Wǔ-sì   (Il 4 Maggio).
- Solo i numeri da 11 a 100 inclusi si trascrivono con tutte le cifre incollate, es. 11 十一 Shíyī,   78 七十八 Qīshíbā,  100 一百 Yìbǎi.
- Avverbi, preposizioni, localizzatori e congiunzioni sono separate dalla parola successiva, es.  桌子下面 Zhuōzi xiàmian. Anche il complemento oggetto diretto e indiretto (o "complemento di termine") si separa dal verbo.
- Si inserisce la maiuscola con nomi propri di persona e animali, a inizio frase e dopo il punto fermo. La punteggiatura, in quanto romanizzazione, rispecchia lo standard occidentale ( ;  :  ? ) e non la grafia cinese ( ；：？). Inoltre le virgole non sono distinte tra virgola in grassetto (，) e virgola a goccia usata per elenchi di oggetti ( 、). Il punto fermo 。 non ha più l'aspetto di un cerchiolino. Il tono si segnala con i diacritici sopra le vocali, ma la versione più rapida, comoda, snella e meno purista del pinyin prevede i numeri da 0 a 4 oppure da 1 a 5, come già spiegato. Per rispettare l'ortografia, nelle parole plurisillabiche non c'è nessuna spaziatura tra sillabe dopo che si scrive la cifra del tono, ma si presenta se sono parole diverse (es. lǎoshī, fēicháng hǎokàn, bù duō). Si ricordino poi le considerazioni sul sandhi tonale in riferimento al pinyin e al sistema cifra-tono.

## Pinyin e caratteri tradizionali
Con i caratteri tradizionali (繁体字，繁體字 fántǐzì), il pinyin e la lettura non subiscono variazioni di alcun genere: il pinyin è comune a entrambi i sistemi di scrittura. Si offre come spunto la tavola dei caratteri tradizionali più diffusi (汉语水平考试，漢語水平考試 Hànyǔ shuǐpíng kǎoshì HSK1-4 versione 2018) con la traslitterazione pinyin e il relativo carattere semplificato (简体字，簡體字 jiǎntǐzì).
| Hanzi semplificato 简体字 簡體字 | Hanzi tradizionale 繁体字 繁體字 | Pinyin 拼音           | Esempio in caratteri semplificati e tradizionali 有简体字与繁体字的例子 有簡體字與繁體字的例子 yǒu jiǎntǐzì yǔ fántǐzì de lìzi                                                  |
| -------------------------------- | -------------------------------- | --------------------- | --- |
| 爱                               | 愛                               | ài                    | 爱好，愛好 àihǎo 爱人，愛人 àirén |
| 气                               | 氣                               | qì                    | 不客气，不客氣 búkèqi 生气，生氣 shēngqì |
| 电                               | 電                               | diàn                  | 电吉他，電吉他 diànjítā 电力，電力 diànlì |
| 话                               | 話                               | huà                   | 电话，電話 diànhuà 客套话，客套話 kètàohuà |
| 点                               | 點                               | diǎn                  | 一点墨水，一點墨水 yì diǎn mòshuǐ 一点雨，一點雨 yì diǎn yǔ (!!! sandhi tonale)                                                                                                 |
| 脑                               | 腦                               | nǎo                   | 电脑，電腦 diànnǎo 脑子，腦子 nǎozi |
| 视                               | 視                               | shì                   | 电视，電視 diànshuì 重视，重視 zhòngshì |
| 东                               | 東                               | dōng                  | 东西，東西 dōngxī 东方，東方 dōngfāng |
| 读                               | 讀                               | dú                    | 读书，讀書 dú shū 讀大學，读大学 dú dàxué |
| 对                               | 對                               | duì                   | 对不起，對不起 duìbuqǐ 面对面，面對面 miànduìmiàn |
| 儿                               | 兒                               | ér                    | 儿子，兒子 érzi 事儿，事兒 shìr |
| 饭                               | 飯                               | fàn                   | 吃饭，吃飯 chī fàn ( 吃 può anche avere una forma tradizionale 喫 ) 米饭，米飯 mǐfàn                                                                                            |
| 几                               | 幾                               | jǐ                    | 几，幾 jǐ |
| 机                               | 機                               | jī                    | 机器，機器 jīqì |
| 飞                               | 飛                               | fēi                   | 飞机，飛機 fēijī 飞速，飛速 fēisù |
| 钟                               | 鐘                               | zhōng                 | 分钟，分鐘 fēnzhōng 钟塔，鐘塔 zhōngtǎ |
| 兴                               | 興                               | xìng                  | 高兴，高興 gāoxìng 兴奋，興奮 xìngfèn |
| 个                               | 個                               | ge                    | 个人，個人 gèrén 个子，個子 gèzi (!!! quando è classificatore, perde il quarto tono, diventando neutro "ge")                                                                    |
| 汉                               | 漢                               | hàn                   | 汉字，漢字 hànzì 汉朝，漢朝 hàncháo |
| 语                               | 語                               | yǔ                    | 外语，外語 wàiyǔ 母语，母語 mǔyǔ (!!! sandhi tonale) |
| 号                               | 號                               | hào                   | 学号，學號 xuéhào 逗号，逗號 dòuhào |
| 码                               | 碼                               | mǎ                    | 号码，號碼 hàomǎ 密码，密碼 mìmǎ |
| 会                               | 會                               | huì                   | 我会说一点儿汉语。 我會說一點兒漢語。wǒ huì shuō yì diǎnr hànyǔ 我姐姐不会滑雪。 我妹妹不會滑雪。wǒ jièjie bú huì xuá xuě                                                       |
| 开                               | 開                               | kāi                   | 开会，開會 kāi huì 打开，打開 dǎkāi |
| 见                               | 見                               | jiàn                  | 看见，看見 kànjiàn 明天见，明天見 míngtiān jiàn |
| 块                               | 塊                               | kuài                  | 一块儿，一塊兒 yíkuàir |
| 来                               | 來                               | lái                   | 未来，未來 wèilái 以来，以來 yǐlái |
| 师                               | 師                               | shī                   | 老师，老師 lǎoshī 师傅，師傅 shīfu |
| 里                               | 裡                               | li, lǐ                | 哪里，哪裡 nǎli 心里，心裡 xīn lǐ |
| 吗                               | 嗎                               | ma                    | 你好吗？你好嗎？nǐ hǎo ma? (!!! sandhi tonale) 你昨早跟他見面了嗎？ 你昨早跟他见面了吗？ nǐ zuózǎo gēn tā jiàn miàn le ma?                                                      |
| 妈                               | 媽                               | ma, mā                | 妈妈，媽媽 māma 爸妈，爸媽 bàmā |
| 买                               | 買                               | mǎi                   | 买东西，買東西 mǎi dōngxi 买房子，買房子 mǎi fángzi |
| 猫                               | 貓                               | māo                   | 猫，貓 māo |
| 关                               | 關                               | guān                  | 关系，關系 guānxi 关上，關上 guānshàng |
| 没                               | 沒                               | méi                   | 没有，沒有 méi yǒu 老板还没来呢。 老板還沒來呢。 lǎobǎn hái méi lái ne (!!! sandhi tonale)                                                                                      |
| 苹                               | 蘋                               | píng                  | 苹果，蘋果 píngguǒ 苹果股份有限公司 蘋果股份有限公司 Píngguǒ gǔfèn yǒuxiàn gōngsī                                                                                               |
| 钱                               | 錢                               | qián                  | 付钱，付錢 fù qián 现钱，現錢 xiànqián |
| 请                               | 請                               | qǐng                  | 申请，申請 shēnqǐng 好朋友，我请你一杯热咖啡！ 好朋友，我請你一杯熱咖啡！ hǎo péngyou, wǒ qǐng nǐ yì bēi rè kāfēi! (!!! sandhi tonale)                                          |
| 热                               | 熱                               | rè                    | 热黑茶，熱黑茶 rè hēichá 热油，熱油 rè yóu |
| 认                               | 認                               | rèn                   | 认为，認為 rènwèi 认证，認証 rènzhèng |
| 识                               | 識                               | shi, shí              | 认识，認識 rènshi 知识，知識 zhīshí |
| 谁                               | 誰                               | shéi, shuí (più rara) | 那个人是谁？ 那個人是誰？nà ge rén shì shéi? 我也不知道这本意汉词典是谁的。 我也不知道這本意漢詞典是誰的。 wǒ yě bù zhīdào zhè běn yìhàn cídiǎn shì shéi de (!!! sandhi tonale) |
| 么                               | 麼                               | me                    | 要么，要麼 yàome 么么，麼麼 meme |
| 时                               | 時                               | shí                   | 什么时候，什麼時候 shénme shíhou 不时，不時 bùshí |
| 书                               | 書                               | shū                   | 书店，書店 shūdiàn 书面语，書面語 shūmiànyǔ |
| 觉                               | 覺                               | jué, jiào             | 觉得，覺得 juéde 睡觉，睡覺 shuì jiào |
| 说                               | 說                               | shuō                  | 说英语，說英語 shuō hànyǔ 瞎说，瞎說 xià shuō |
| 岁                               | 歲                               | suì                   | 两岁，兩歲 liǎng suì 孩子，你今年几岁了？ 孩子，你今年幾歲了？ háizi, nǐ jīnnián jǐ suì le?                                                                                     |
| 听                               | 聽                               | tīng                  | 听说，聽說 tīngshuō 打听，打聽 dǎtīng |
| 学                               | 學                               | xué                   | 学生，學生 xuéshēng 当代社会学，當代社會學 dāngdài shèhuìxué |
| 们                               | 們                               | men                   | 他们，他們 tāmen 同学们好！同學們好！ tóngxuémen hǎo! |
| 欢                               | 歡                               | huān                  | 欢迎，歡迎 huānyíng 喜欢，喜歡 xǐhuān |
| 现                               | 現                               | xiàn                  | 现在，現在 xiànzài 现况，現況 xiànkuàng |
| 写                               | 寫                               | xiě                   | 写字台，寫字台 xiězìtái 写信，寫信 xiě xìn |
| 谢                               | 謝                               | xiè                   | 感谢，感謝 gǎnxiè 谢天谢地，謝天謝地 xiètiānxièdì |
| 习                               | 習                               | xí                    | 习近平，習近平 Xí Jìnpíng 习惯，習慣 xíguàn |
| 医                               | 醫                               | yī                    | 医院，醫院 yīyuàn 医生，醫生 yīshēng |
| 样                               | 樣                               | yàng                  | 怎么样，怎麼樣 zěnmeyàng 一样，一樣 yíyàng |
| 这                               | 這                               | zhè                   | 这两本书，這兩本書 zhè liǎng běn shū (!!! sandhi tonale) 这种批评，這種批評 zhè zhǒng pīpíng (!!! "zhèi", fusione colloquiale di 这 e 一, di solito si scrive a priori 這)      |
| 国                               | 國                               | guó                   | 泰国，泰國 Tàiguó 韩国，韓國 Hánguó |
| 帮                               | 幫                               | bāng                  | 帮助，幫助 bāngzhù |
| 报                               | 報                               | bào                   | 报告，報告 bàogào |
| 纸                               | 紙                               | zhǐ                   | 报纸，報紙 bàozhǐ |
| 宾                               | 賓                               | bīn                   | 宾士，賓士 bīnshì |
| 馆                               | 館                               | guǎn                  | 博物馆，博物館 bówùguǎn |
| 长                               | 長                               | cháng                 | 很长时间，很長時間 hěn cháng shíjiān |
| 从                               | 從                               | cóng                  | 服从命令，服從命令 fùcóng mìnglíng |
| 错                               | 錯                               | cuò                   | 错字，錯字 cuò zì |
| 篮                               | 籃                               | lán                   | 篮球比赛，籃球比賽 lánqiú bǐsài |
| 务                               | 務                               | wù                    | 任务，任務 rénwù |
| 员                               | 員                               | yuán                  | 管理员，管理員 guǎnlǐyuán (!!! sandhi tonale) |
| 诉                               | 訴                               | sù                    | 告诉，告訴 gàosù |
| 给                               | 給                               | gěi                   | 给，給 gěi |
| 车                               | 車                               | chē                   | 卡车，卡車 kǎchē |
| 贵                               | 貴                               | guì                   | 宝贵，寶貴 bǎoguì |
| 过                               | 過                               | guò, guo              | 通过，通過 tōngguò 学过，學過 xué guo |
| 远                               | 還                               | yuǎn                  | 遥远，遙遠 yǎoyuǎn (!!! sandhi tonale) |
| 红                               | 紅                               | hóng                  | 红唇，紅唇 hóngchǔn |
| 场                               | 場                               | chǎng                 | 两场雪，兩場雪 liǎng chǎng xuě (!!! sandhi tonale) |
| 难                               | 難                               | nán                   | 难点，難點 nándiǎn |
| 绍                               | 紹                               | shào                  | 介绍，介紹 jièshào |
| 进                               | 進                               | jìn                   | 附近，附近 fùjìn |
| 试                               | 試                               | shì                   | 考试，考試 kǎoshì |
| 课                               | 課                               | kè                    | 两节课，兩節課 liǎng jié kè |
| 乐                               | 樂                               | yuè, lè               | 音乐，音樂 yīnyuè 快乐，快樂 kuàilè |
| 离                               | 離                               | lí                    | 离开，離開 líkāi |
| 两                               | 兩                               | liáng                 | 两只狗，兩隻狗 liǎng zhī gǒu |
| 卖                               | 賣                               | mài                   | 卖国，賣國 mài guó |
| 门                               | 門                               | mén                   | 门口，門口 ménkǒu |
| 条                               | 條                               | tiáo                  | 两条狗，兩條狗 liǎng tiáo gǒu |
| 边                               | 邊                               | biān                  | 这边，這邊 zhèbian |
| 铅                               | 鉛                               | qiāng                 | 铅笔，鉛筆 qiānbǐ |
| 笔                               | 筆                               | bǐ                    | 毛笔，毛筆 máobǐ |
| 让                               | 讓                               | ràng                  | 让他休息几分钟吧！ 讓他休息幾分鐘吧！ràng tā xiūxi jǐ fēnzhōng ba! |
| 体                               | 體                               | tǐ                    | 体制，體制 tǐzhì |
| 虽                               | 雖                               | suī                   | 虽说，雖説 suīshuō |
| 题                               | 題                               | tí                    | 问题，問題 wèntí |
| 为                               | 為                               | wèi, wéi              | 为什么，爲什麽 wèishénme 以中国文化为主，以西方技术为辅 以中國文化為主，以西方技術為輔 yǐ Zhōngguó wénhuà wéi zhǔ, yǐ xīfāng jìshù wéi fǔ                                       |
| 问                               | 問                               | wèn                   | 问好，問好 wèn hǎo |
| 颜                               | 顏                               | yán                   | 颜色，顔色 yánsè |
| 药                               | 藥                               | yāo                   | 药水，藥水 yāoshuǐ |
| 经                               | 經                               | jīng                  | 已经，已經 yǐjīng |
| 阴                               | 陰                               | yīn                   | 阴阳论，陰陽論 YīnYánglùn |
| 鱼                               | 魚                               | yú                    | 两条鱼，兩條魚 liǎng tiáo yú |
| 运                               | 運                               | yùn                   | 幸运，幸運 xìngyùn |
| 动                               | 動                               | dòng                  | 运动，運動 yùndòng |
| 着                               | 著                               | zhe, zháo             | 校门开着，校門開著 xiàomén kāi zhe. 我房子着火啦！我房子着火啦！wǒ fángzi zháo huǒ la!                                                                                          |
| 备                               | 備                               | bèi                   | 准备，準備 zhǔnbèi |
| 静                               | 靜                               | jìng                  | 安静，安靜 ānjìng |
| 办                               | 辦                               | bàn                   | 办法，辦法 bànfá |
| 饱                               | 飽                               | bǎo                   | 吃饱，吃飽 chībǎo |
| 饥                               | 飢                               | jī                    | 饥饿，飢餓 jī’ě |
| 较                               | 較                               | jiào                  | 比较，比較 bǐjiào |
| 变                               | 變                               | biàn                  | 变化，變化 biànhuà |
| 别                               | 別                               | bié                   | 别人，別人 biérén |
| 单                               | 單                               | dān                   | 菜单，菜單 càidān |
| 参                               | 參                               | cān                   | 参加，參加 cānjiā |
| 层                               | 層                               | céng                  | 层楼，層樓 cénglóu |
| 衬                               | 襯                               | chèn                  | 衬衫，襯衫 chènshān |
| 绩                               | 績                               | jì                    | 成绩，成績 chéngjì |
| 迟                               | 遲                               | chí                   | 迟到，遲到 chídào |
| 词                               | 詞                               | cí                    | 词典，詞典 cídiǎn |
| 扫                               | 掃                               | sǎo                   | 打扫，打掃 dǎsǎo (!!! sandhi tonale) |
| 带                               | 帶                               | dài                   | 带来，帶來 dàilái |
| 担                               | 擔                               | dān                   | 担心，擔心 dānxīn |
| 当                               | 當                               | dāng, dàng            | 当然，當然 dāngrán 当天，當天 dàngtiān |
| 签                               | 簽                               | qiān                  | 签证，簽證 qiānzhèng |
| 证                               | 證                               | zhèng                 | 保证，保證 bǎozhèng |
| 铁                               | 鐵                               | tiě                   | 地铁，地鐵 dìtiě |
| 图                               | 圖                               | tú                    | 地图，地圖 dìtú |
| 邮                               | 郵                               | yóu                   | 邮票，郵票 yóupiào |
| 锻                               | 鍛                               | duàn                  | 锻炼，鍛煉 duànliàn |
| 炼                               | 煉                               | liàn                  | 教练员，教練員 jiàoliànyuán |
| 发                               | 發                               | fā                    | 发言人，發言人 fāyánrén |
| 发                               | 髮                               | fà, fa                | 理发店，理髮店 lǐfàdiàn 头发，頭髮 tóufa |
| 头                               | 頭                               | tóu                   | 头疼，頭疼 tóuténg |
| 烧                               | 燒                               | shāo                  | 发烧，發燒 fāshāo |
| 复                               | 復                               | fù                    | 复习，復習 fùxí |
| 据                               | 據                               | jù                    | 根据，根據 gēnjù |
| 园                               | 園                               | yuán                  | 公园，公園 gōngyuán |
| 风                               | 風                               | fēng                  | 中风，中風 zhòngfēng (!!! 中 in altri contesti si pronuncia zhōng) |
| 刮                               | 颳                               | guā                   | 刮风，颳風 guā fēng |
| 于                               | 於                               | yú                    | 关于，關於 guānyú |
| 还                               | 還                               | hái                   | 还是，還是 háishì |
| 护                               | 護                               | hù                    | 护照，護照 hùzhào |
| 画                               | 畫                               | huà                   | 画画儿，畫畫兒 huà huàr |
| 坏                               | 壞                               | huài                  | 破坏，破壞 pòhuài |
| 环                               | 環                               | huán                  | 环境，環境 huánjìng |
| 还                               | 還                               | huàn                  | 还钱，還錢 huàn qián |
| 黄                               | 黃                               | huáng                 | 黄河，黃河 Huáng Hé |
| 极                               | 極                               | jí                    | 极了，極了 jíle |
| 节                               | 節                               | jié                   | 节日，節日 jiérì |
| 检                               | 檢                               | jiǎn                  | 检查，檢查 jiǎnchá |
| 体                               | 體                               | tǐ                    | 体制，體制 tǐzhì |
| 讲                               | 講                               | jiǎng                 | 讲话，講話 jiǎng huà |
| 脚                               | 腳                               | jiǎo                  | 脚跟，腳跟 jiǎogēn |
| 决                               | 決                               | jué                   | 决定，決定 juédìng |
| 旧                               | 舊                               | jiù                   | 破旧，破舊 pòjiù |
| 调                               | 調                               | tiáo                  | 空调，空調 kōngtiáo |
| 裤                               | 褲                               | kù                    | 裤子，褲子 kùzi |
| 历                               | 歷                               | lì                    | 历史，歷史 lìshǐ |
| 脸                               | 臉                               | liǎn                  | 脸上，臉上 liǎn shǎng |
| 辆                               | 輛                               | liàng                 | 车辆，車輛 chēliàng |
| 邻                               | 鄰                               | lín                   | 邻居，鄰居 línjū |
| 楼                               | 樓                               | lóu                   | 摩天大楼，摩天大樓 mòtiāndàlóu |
| 鸟                               | 鳥                               | niǎo                  | 鸟，鳥 niǎo |
| 盘                               | 盤                               | pán                   | 光盘，光盤 guāngpán |
| 实                               | 實                               | shí                   | 实在，實在 shízài |
| 骑                               | 騎                               | qí                    | 骑摩托车，騎摩托車 qí mótuōchē |
| 热                               | 熱                               | rè                    | 热天气，熱天氣 rè tiānqì |
| 伞                               | 傘                               | sǎn                   | 雨伞，雨傘 yǔsǎn (!!! sandhi tonale) |
| 网                               | 網                               | wǎng                  | 在网上，在網上 zài wǎng shàng |
| 试                               | 試                               | shì                   | 口试，口試 kǒushì |
| 声                               | 聲                               | shēng                 | 声音，聲音 shēngyīn |
| 树                               | 樹                               | shù                   | 一棵树，一棵樹 yī kè shù |
| 双                               | 雙                               | shuāng                | 一双皮鞋，一雙皮鞋 yì shuāng píxié |
| 毕                               | 畢                               | bì                    | 毕业，畢業 bì yè |
| 业                               | 業                               | yè                    | 服务业，服務業 fúwùyè |
| 标                               | 標                               | biāo                  | 目标，目標 mùbiāo 标准，標準 biāozhǔn |
| 扬                               | 揚                               | yáng                  | 表扬，表揚 biǎoyáng |
| 赞                               | 贊                               | zǎn                   | 赞扬，贊揚 zǎnyáng |
| 干                               | 乾                               | gān                   | 饼干，餅乾 bǐngān |
| 饼                               | 餅                               | bǐng                  | 月饼，月餅 yuèbǐng |
| 仅                               | 僅                               | jǐn                   | 不仅，不僅 bùjín 仅仅，僅僅 jǐnjǐn (!!! sandhi tonale) |
| 厅                               | 廳                               | tīng                  | 餐厅，餐廳 cāntīng 客厅，客廳 kètīng |
| 诚                               | 誠                               | chéng                 | 诚实，誠實 chéngshí |
| 钞                               | 鈔                               | chāo                  | 钞票，鈔票 chāopiào 假钞，假鈔 jiǎchāo |
| 惊                               | 驚                               | jìng                  | 吃惊，喫驚 chī jìng |
| 册                               | 冊                               | cè                    | 地图册，地圖冊 dìtúcè 册子，冊子 cèzi |
| 厨                               | 厨                               | chú                   | 厨房，厨房 chúfáng 厨师，厨師 chúshī |
| 误                               | 誤                               | wù                    | 错误，錯誤 cuòwù |
| 扰                               | 擾                               | rǎo                   | 打扰，打擾 dǎrǎo (!!! sandhi tonale) |
| 针                               | 對                               | zhēn                  | 打针，打針 dǎ zhēn 针对性，針對性 zhēnduìxìng |
| 约                               | 約                               | yuē                   | 大约，大約 dàyuē |
| 导                               | 導                               | dǎo                   | 导游，導游 dǎoyóu |
| 处                               | 處                               | chù                   | 到处，到處 dàochù 别处，別處 biéchù |
| 丢                               | 丟                               | diū                   | 丢钱包，丟錢包 diū qiánbāo 丢信用卡，丟信用卡 diū xìnyòngkǎ |
| 译                               | 譯                               | yì                    | 翻译，翻譯 fānyì |
| 恼                               | 惱                               | nǎo                   | 烦恼，煩惱 fànnǎo |
| 弃                               | 棄                               | qì                    | 放弃，放棄 fàngqì |
| 松                               | 鬆                               | sōng                  | 放松，放鬆 fàngsōng (attento 一棵松樹) |
| 则                               | 則                               | zé                    | 否则，否則 fǒuzé |
| 亲                               | 親                               | qīn                   | 父亲，父親 fùqīn 亲戚，親戚 qīnqī |
| 责                               | 責                               | zé                    | 负责，負責 fùzé |
| 复                               | 複                               | fù                    | 复印，複印 fùyìn (diverso da 復習 fùxí: 復 "ripassare" vs 複 "fotocopiare/duplicare")                                                                                           |
| 赶                               | 趕                               | gǎn                   | 赶到，趕到 gǎndào |
| 干                               | 幹                               | gān                   | 干活儿，幹活兒 gān huór (non ha carattere uguale a 餅乾 bǐnggān: 幹 "secchezza" <del cibo cotto> vs 乾 "fare")                                                                  |
| 刚                               | 剛                               | gāng                  | 刚才，剛才 gāngcái 刚刚，剛剛 gānggāng |
| 钢                               | 鋼                               | gāng                  | 钢厂，鋼廠 gāngchán 钢材，鋼材 gāngcái |
| 资                               | 資                               | zī                    | 工资，工資 gōngzī 资本，資本 zībén |
| 购                               | 購                               | gǒu                   | 购物，購物 gǒu wù 选购，選購 xuǎngǒu (!!! sandhi tonale) |
| 选                               | 選                               | xuǎn                  | 选择，選擇 xuǎnzé 挑选，挑選 tiàoxuǎn |
| 够                               | 夠                               | gòu                   | 能够，能夠 nénggòu |
| 计                               | 計                               | jì                    | 估计，估計 gūjì |
| 键                               | 鍵                               | jiàn                  | 关键，關鍵 guānjiàn |
| 广                               | 廣                               | chǎng                 | 广告，廣告 guǎnggào 广场，廣場 guǎngchǎng (!!! sandhi tonale) |
| 规                               | 規                               | guī                   | 规定，規定 guīdìng 规划，規劃 guīhuà |
| 际                               | 際                               | jì                    | 国际，國際 guójì |
| 联                               | 聯                               | liàn                  | 联系，聯係 liánxì |
| 怀                               | 懷                               | huái                  | 怀疑，懷疑 huáiyí 怀孕，懷孕 huáiyùn |
| 忆                               | 憶                               | yì                    | 回忆，回憶 huíyì |
| 泼                               | 潑                               | po                    | 活泼，活潑 huópo |
| 获                               | 獲                               | huò                   | 获得，獲得 huòdé |
| 积                               | 積                               | jī                    | 面积，面積 miànjī 积极，積極 jījí |
| 础                               | 礎                               | chǔ                   | 基础，基礎 jīchǔ |
| 划                               | 劃                               | huà                   | 计划，計劃 jìhuà |
| 饺                               | 餃                               | jiǎo                  | 饺子，餃子 jiǎozi 水饺，水餃 shuǐjiǎo (!!! sandhi tonale) |
| 馒                               | 饅                               | mán                   | 馒头，饅頭 mántou |
| 艺                               | 藝術                             | yì                    | 艺术，藝術 yìshù |
| 继                               | 繼                               | jì                    | 继续，繼續 jìxù |
| 续                               | 續                               | xù                    | 持续，持續 chíxù |
| 坚                               | 堅                               | jiān                  | 坚持，堅持 jiānchí 坚冰，堅冰 jiānbìng |
| 减                               | 減                               | jiǎn                  | 减少，減少 jiǎnshǎo (!!! sandhi tonale) 减肥，減肥 jiǎn féi |
| 奖                               | 獎                               | jiǎng                 | 奖金，獎金 jiǎngjīn 大奖，大獎 dàjiǎng |
| 将                               | 將                               | jiāng                 | 将来，將來 jiānglái |
| 区                               | 區                               | qū                    | 郊区，郊區 jiāoqū 山区，山區 shānqū |
| 骄                               | 驕                               | jiāo                  | 骄傲，驕傲 jiāoào |
| 懒                               | 懶                               | lǎn                   | 睡懒觉，睡懶覺 shuìlǎnjiào |
| 费                               | 費                               | fèi                   | 浪费，浪費 làngfèi 学费，學費 xuéfèi |
| 厉                               | 厲                               | lì                    | 厉害，厲害 lìhai |
| 俩                               | 倆                               | liǎ                   | 他们俩，他們倆 tāmen liǎ 咱（们）俩，咱（們）倆 zán(men) liǎ |
| 连                               | 連                               | lián                  | 大连市，大連市 Dàlián Shì |
| 凉                               | 涼                               | liáng                 | 凉快，涼快 láingkuai |
| 乱                               | 亂                               | luàn                  | 乱七八糟，亂七八糟 luànqībāzāo |
| 丽                               | 麗                               | lì                    | 美丽，美麗 měilì |
| 梦                               | 夢                               | mèng                  | 好梦，好夢 hǎomèng 噩梦，噩夢 èmèng |
| 内                               | 內                               | nèi                   | 以内，以內 (oppure non varia: 以内 ) yǐnèi |
| 龄                               | 齡                               | líng                  | 年龄，年齡 niánlíng |
| 尔                               | 爾                               | ěr                    | 偶尔，偶爾 ǒuěr (!!! sandhi tonale) |
| 队                               | 隊                               | duì                   | 排队，排隊 páiduì 足球隊，足球隊 zúqiúsài |
| 断                               | 斷                               | duàn                  | 判断，判斷 pànduàn |
| 评                               | 評                               | píng                  | 批评，批評 pīpíng 评论，評論 pínglùn |
| 肤                               | 膚                               | fū                    | 皮肤，皮膚 pífū |
| 骗                               | 騙                               | piàn                  | 骗子，騙子 piànzi 骗人，騙人 piàn rén |
| 桥                               | 橋                               | qiáo                  | 桥梁，橋梁 qiáoliáng 汉语桥比赛，漢語橋比賽 Hànyǔqiáo bǐsài |
| 轻                               | 輕                               | qīng                  | 年轻，年輕 niánqīng |
| 况                               | 況                               | kuàng                 | 况且，況且 kuàngqiě 情况，情況 qíngkuàng |
| 贫                               | 貧                               | pín                   | 贫富，貧富 pínfù |
| 穷                               | 窮                               | qióng                 | 贫穷，貧窮 pínqióng |
| 确                               | 確                               | què                   | 准确，準確 zhǔnquè 确实，確實 quèshí |
| 闹                               | 鬧                               | nao                   | 热闹，熱鬧 rènao |
| 伤                               | 傷                               | shāng                 | 伤心，傷心 shāngxīn 擦伤，擦傷 cāshāng |
| 败                               | 敗                               | bài                   | 失败，失敗 shībài |
| 货                               | 貨                               | huò                   | 货物，貨物 huòwù 售货员，售貨員 hòuhuòyuán |
| 输                               | 輸                               | shū                   | 输钱，輸錢 shū qián |
| 数                               | 數                               | shù                   | 数量，數量 shùliàng 数学，數學 shùxué |
| 顺                               | 順                               | shùn                  | 顺序，順序shùnxù 顺利，順利 shùnlì |
| 随                               | 隨                               | suí                   | 随便，隨便 suíbiàn |
| 孙                               | 孫                               | sūn                   | 孙子，孫子 sūnzi 孙中山，孫中山 Sūn Zhōngshān |
| 屿                               | 嶼                               | yǔ                    | 岛屿，島嶼 dǎoyǔ (!!! sandhi tonale) |
| 岛                               | 島                               | dǎo                   | 群岛，群島 qúndǎo 半岛，半島 bàndǎo |
| 台                               | 臺                               | tái                   | 台湾岛，臺灣島 Táiwān Dǎo 台北市，臺北市 Táiběi Shì |
| 湾                               | 灣                               | wān                   | 海湾，海灣 hǎiwān 东京湾，東京灣 Dōngjīng Wān |
| 态                               | 態                               | tài                   | 态度，態度 tàidù |
| 弹                               | 彈                               | tán                   | 弹电吉他，彈電吉他 tán diànjítā 弹钢琴，彈鋼琴 tán gāngqín |
| 汤                               | 湯                               | tāng                  | 酸辣汤，酸辣湯 suānlàtāng 鱼汤，魚湯 yútāng |
| 鸡                               | 鷄                               | jī                    | 雄鸡，雄鷄 xióngjī 鸡蛋汤，鷄蛋湯 jīdàntāng |
| 讨                               | 討                               | tǎo                   | 讨论，討論 tǎolùn |
| 厌                               | 厭                               | yàn                   | 讨厌，討厭 tǎoyàn |
| 脱                               | 脫                               | tuō                   | 脱裤子，脫褲子 tuō kùzi |
| 袜                               | 襪                               | wà                    | 袜子，襪子 wàzi |
| 险                               | 險                               | xiǎn                  | 危险，危險 wēixiǎn 保险，保險 bāoxiǎn |
| 无                               | 無                               | wú                    | 无中生有的，無中生有的 wúzhōngshēngyǒu de 无聊，無聊 wúliáo |
| 咸                               | 鹹                               | xián                  | 咸水，鹹水 xiánshuǐ |
| 详                               | 詳                               | xiáng                 | 详细，詳細 xiángxì |
| 细                               | 細                               | xì                    | 细雨，細雨 xìyǔ |
| 奋                               | 奮                               | fèn                   | 奋斗，奮鬥 fěndǒu |
| 斗                               | 鬥                               | dǒu                   | 战斗，戰鬥 zhàndǒu |
| 战                               | 戰                               | zhàn                  | 挑戰，挑戰 tiào zhàn 战车，戰車 zhànchē |
| 许                               | 許                               | xǔ                    | 许多，許多 xǔduō |
| 压                               | 壓                               | yā                    | 压力，壓力 yālì |
| 亚                               | 亞                               | yà                    | 亚洲，亞洲 Yàzhōu |
| 严                               | 嚴                               | yán                   | 严重，嚴重 yánzhòng 严峻，嚴峻 yánsù |
| 盐                               | 鹽                               | yán                   | 盐湖，鹽湖 yánhú |
| 养                               | 養                               | yǎng                  | 养成，養成 yǎngchéng |
| 钥                               | 鑰                               | yào                   | 钥匙，鑰匙 yàoshi |
| 页                               | 頁                               | yè                    | 首页，首頁 shǒuyè 尾页，尾頁 wěiyè |
| 术                               | 術                               | shù                   | 技术，技術 jìshù 术语，術語 shùyǔ |
| 议                               | 議                               | yì                    | 会议，會議 huìyì |
| 赢                               | 贏                               | yíng                  | 赢利，贏利 yínglì (sinonimo di 盈利 yínglì) |
| 优                               | 優                               | yōu                   | 优化，優化 yōuhuà 优点，優點 yōudiǎn |
| 谊                               | 誼                               | yì                    | 友谊，友誼 yǒuyì |
| 与                               | 與                               | yǔ                    | 与，與 yǔ |
| 预                               | 預                               | yù                    | 预习，預習 yùxí 预报，預報 yùbào |
| 阅                               | 閲                               | yuè                   | 阅读，閲讀 yuèdú |
| 云                               | 雲                               | yún                   | 黑云，黑雲 hēiyún 幸运，幸運 xìngyùn |
| 暂                               | 暫                               | zàn                   | 暂时，暫時 zànshí |
| 杂                               | 雜                               | zá                    | 杂志，雜志 zázhì 复杂，複雜 fùzá |
| 脏                               | 髒                               | zāng                  | 弄脏，弄髒 nòngzāng |
| 责                               | 責                               | zé                    | 责任感，責任感 zèréngǎn |
| 线                               | 綫                               | xiàn                  | 占线，占綫 zhànxiàn 路线，路綫 lùxiàn |
| 围                               | 圍                               | wéi                   | 周围，周圍 zhōuwéi |
| 贺                               | 賀                               | hè                    | 祝贺，祝賀 zhùhè |
| 专                               | 專                               | zhuān                 | 专业，專業 zhuānyè 专家，專家 zhuānjiā |
| 转                               | 轉                               | zhuǎn                 | 转告，轉告 zhuǎngào |
| 赚                               | 賺                               | zhuàn                 | 赚钱 ，賺錢 zhuàn qián (sinonimo di 挣钱 zhèng qián anche se non necessariamente sinonimo di 发财 fācái)                                                                        |
| 结                               | 結                               | jié                   | 结婚，結婚 jié hūn 结论，結論 jiělùn |

## Tabella di confronto con altri sistemi di romanizzazione
| IPA             | a  | ɔ  | ɛ  | ɤ   | ai | ei | au | ou | an | ən | aŋ  | əŋ  | ʊŋ   | aɚ  |
| --------------- | -- | -- | -- | --- | -- | -- | -- | -- | -- | -- | --- | --- | ---- | --- |
| Pinyin          | a  | o  | e  | e   | ai | ei | ao | ou | an | en | ang | eng | ong  | er  |
| Tongyong pinyin | a  | o  | e  | e   | ai | ei | ao | ou | an | en | ang | eng | ong  | er  |
| Wade-Giles      | a  | o  | eh | o/ê | ai | ei | ao | ou | an | ên | ang | êng | ung  | êrh |
| Zhuyin          | ㄚ | ㄛ | ㄝ | ㄜ  | ㄞ | ㄟ | ㄠ | ㄡ | ㄢ | ㄣ | ㄤ  | ㄥ  | ㄨㄥ | ㄦ  |
| Esempio         | 阿 | 哦 | 呗 | 俄  | 艾 | 黑 | 凹 | 偶 | 安 | 恩 | 昂  | 冷  | 中   | 二  |

| IPA             | i  | ie   | iou  | iɛn  | in   | iŋ   | iʊŋ  | u  | uo   | uei  | uən  | uəŋ  | y  | ye   | yɛn  | yn   |
| --------------- | -- | ---- | ---- | ---- | ---- | ---- | ---- | -- | ---- | ---- | ---- | ---- | -- | ---- | ---- | ---- |
| Pinyin          | yi | ye   | you  | yan  | yin  | ying | yong | wu | wo/o | wei  | wen  | weng | yu | yue  | yuan | yun  |
| Tongyong pinyin | yi | ye   | you  | yan  | yin  | ying | yong | wu | wo/o | wei  | wun  | wong | yu | yue  | yuan | yun  |
| Wade-Giles      | i  | yeh  | yu   | yen  | yin  | ying | yung | wu | wo/o | wei  | wên  | wêng | yü | yüeh | yüan | yün  |
| Zhuyin          | ㄧ | ㄧㄝ | ㄧㄡ | ㄧㄢ | ㄧㄣ | ㄧㄥ | ㄩㄥ | ㄨ | ㄨㄛ | ㄨㄟ | ㄨㄣ | ㄨㄥ | ㄩ | ㄩㄝ | ㄩㄢ | ㄩㄣ |
| Esempio         | 一 | 也   | 又   | 言   | 音   | 英   | 用   | 五 | 我   | 位   | 文   | 翁   | 玉 | 月   | 元   | 云   |

| IPA             | p  | pʰ | m  | fəŋ  | tiou   | tuei   | tuən   | tʰ | ny   | ly   | kɤɚ    | kʰ | xɤ   |
| --------------- | -- | -- | -- | ---- | ------ | ------ | ------ | -- | ---- | ---- | ------ | -- | ---- |
| Pinyin          | b  | p  | m  | feng | diu    | dui    | dun    | t  | nü   | lü   | ger    | k  | he   |
| Tongyong pinyin | b  | p  | m  | fong | diou   | duei   | dun    | t  | nyu  | lyu  | ger    | k  | he   |
| Wade-Giles      | p  | p' | m  | fêng | tiu    | tui    | tun    | t' | nü   | lü   | kêrh   | k' | ho   |
| Zhuyin          | ㄅ | ㄆ | ㄇ | ㄈㄥ | ㄉㄧㄡ | ㄉㄨㄟ | ㄉㄨㄣ | ㄊ | ㄋㄩ | ㄌㄩ | ㄍㄜㄦ | ㄎ | ㄏㄜ |
| Esempio         | 玻 | 婆 | 末 | 封   | 丟     | 兌     | 顿     | 特 | 女   | 旅   | 歌儿   | 可 | 何   |

| IPA             | tɕiɛn  | tɕiʊŋ  | tɕʰin  | ɕyɛn   | ʈʂɤ  | ʈʂɨ  | ʈʂʰɤ | ʈʂʰɨ  | ʂɤ   | ʂɨ   | ʐɤ   | ʐɨ  | tsɤ  | tsuo   | tsɨ | tsʰɤ | tsʰɨ | sɤ   | sɨ  |
| --------------- | ------ | ------ | ------ | ------ | ---- | ---- | ---- | ----- | ---- | ---- | ---- | --- | ---- | ------ | --- | ---- | ---- | ---- | --- |
| Pinyin          | jian   | jiong  | qin    | xuan   | zhe  | zhi  | che  | chi   | she  | shi  | re   | ri  | ze   | zuo    | zi  | ce   | ci   | se   | si  |
| Tongyong pinyin | jian   | jyong  | cin    | syuan  | jhe  | jhih | che  | chih  | she  | shih | re   | rih | ze   | zuo    | zih | ce   | cih  | se   | sih |
| Wade-Giles      | chien  | chiung | ch'in  | shüan  | chê  | chih | ch'ê | ch'ih | shê  | shih | jê   | jih | tsê  | tso    | tzŭ | ts'ê | tz'ŭ | sê   | sŭ  |
| Zhuyin          | ㄐㄧㄢ | ㄐㄩㄥ | ㄑㄧㄣ | ㄒㄩㄢ | ㄓㄜ | ㄓ   | ㄔㄜ | ㄔ    | ㄕㄜ | ㄕ   | ㄖㄜ | ㄖ  | ㄗㄜ | ㄗㄨㄛ | ㄗ  | ㄘㄜ | ㄘ   | ㄙㄜ | ㄙ  |
| Esempio         | 件     | 窘     | 秦     | 宣     | 哲   | 之   | 扯   | 赤    | 社   | 是   | 惹   | 日  | 仄   | 左     | 字  | 策   | 次   | 色   | 斯  |

| IPA                                 | ma˥˥  | ma˧˥  | ma˨˩˦ | ma˥˩  | ma     |
| ----------------------------------- | ----- | ----- | ----- | ----- | ------ |
| Pinyin                              | mā    | má    | mǎ    | mà    | ma     |
| Tongyong pinyin                     | ma    | má    | mǎ    | mà    | må     |
| Wade-Giles                          | ma1   | ma2   | ma3   | ma4   | ma0    |
| Zhuyin                              | ㄇㄚ  | ㄇㄚˊ | ㄇㄚˇ | ㄇㄚˋ | ㄇㄚ・ |
| Esempio (tradizionale/semplificato) | 媽/妈 | 麻/麻 | 馬/马 | 罵/骂 | 嗎/吗  |